# Torii

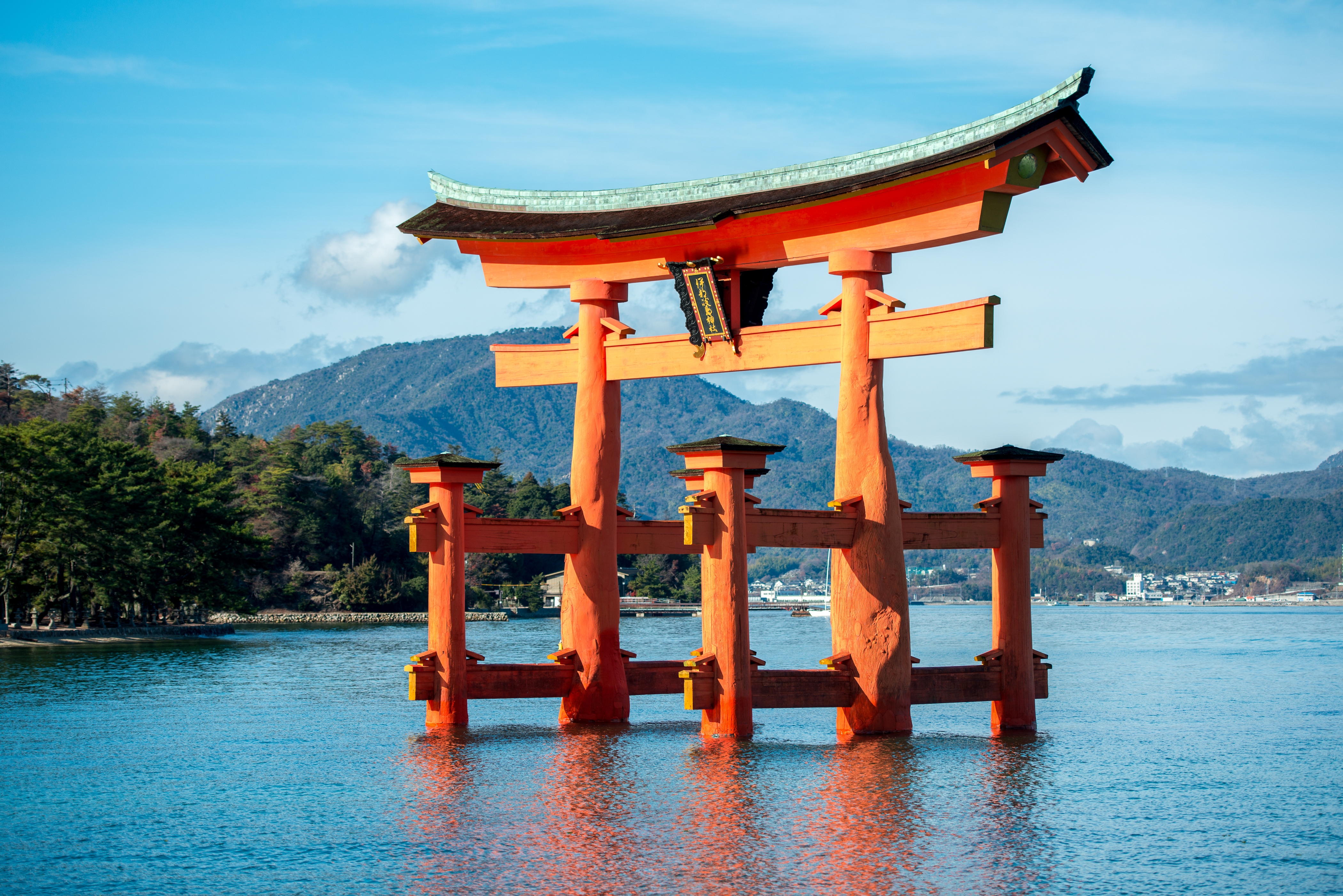
Il famoso torii "galleggiante" del santuario di Itsukushima

Un torii (鳥居?) è il tradizionale portale d'accesso giapponese che immette a un jinja (santuario shintoista) o, più semplicemente, a un'area sacra. La sua struttura elementare è formata da due colonne di supporto verticali e un palo orizzontale sulla cima e frequentemente viene dipinto in colore vermiglio. Tradizionalmente sono fatti di pietra o legno, ma in tempi recenti i costruttori hanno iniziato a usare anche l'acciaio o il cemento armato.
Generalmente i torii si trovano a gruppi di tre e fuori dai templi o dai luoghi di culto non mancano mai. Il numero è tuttavia variabile. Ad esempio, i santuari dedicati al dio Inari possiedono tipicamente molti torii, per esempio il santuario di Fushimi Inari-taisha a Kyoto, che ha migliaia di torii.
La loro costante presenza nello shintō è dovuta al fatto che il passaggio sotto di esso è considerato una prima forma di purificazione, poi completata con le abluzioni rituali nelle immediate vicinanze del santuario. Le credenze popolari tendono a considerarlo semplicemente simbolo di fortuna e prosperità. Per questo è costume che una persona che ha ottenuto successo negli affari doni un torii come segno di gratitudine agli dèi.
Il carattere unicode che raffigura un torii è ⛩ U+26E9.

## Origine

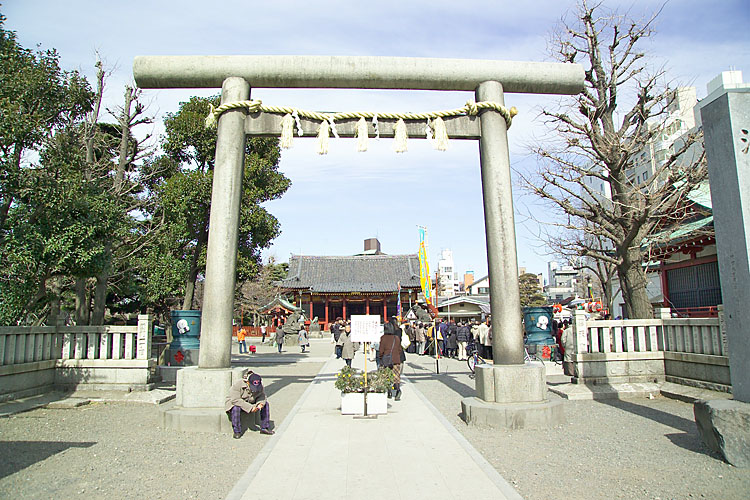
Torii all'ingresso del santuario di Asakusa, Tokyo

L'origine di queste costruzioni caratteristiche del paesaggio giapponese è incerta. Sebbene strutture simili si possano trovare in molte altre zone dell'Asia, come in India (i torana dell'architettura buddista e induista), in Cina (p'ai-lou), in Corea (hongsalmun), in Thailandia, in Nepal e altrove, la ragione e le circostanze per cui questi portali siano stati importati anche nell'Arcipelago non sono conosciute; un'ipotesi è che siano arrivati assieme al buddhismo. C'è anche la possibilità che i torii siano stati sviluppati in modo autonomo: inizialmente, le aree sacre venivano delimitate da una shimenawa legata a dei pali per delimitarne gli angoli e, all'ingresso, venivano posti due pali più alti, a cui era sempre legata una shimenawa, per permettere l'accesso ai fedeli. Quest'ultima teoria è comprovata dall'esistenza degli shime torii e dall'usanza di legare una shimenawa al nuki dei torii, tuttavia non è noto come e quando siano state aggiunte le travi orizzontali, è quindi possibile che il torii sia una struttura autoctona, ma influenzata dalle architetture del continente.
Secondo una versione dei miti di Amaterasu (la dea del Sole), quando questa si rinchiuse in una caverna per sfuggire al pestifero fratello Susanoo, causando un'eclissi, le persone, timorose di non rivedere più la luce del Sole, eressero un grosso trespolo di legno per gli uccelli (tutti i galli della città). Il loro continuo cantare la incuriosì e la indusse a sbirciare fuori dalla caverna.
Approfittando del varco apertosi, uno degli dèi aprì completamente l'ingresso, spingendo via la roccia e permettendo alla luce del sole di illuminare ancora la terra. Quel trespolo divenne il primo torii.
È interessante che nel mito sia raccontato che sul trespolo siano stati messi vari uccelli. Secondo altre fonti autoctone, infatti, un tempo i torii avevano proprio la funzione di ospitare i galli sacri dalla lunga coda e gli uccelli in generale, visti come messaggeri degli dèi (tra l'altro questi particolari galli si trovano ancora in certi sacrari). È probabile che con il tempo venne dimenticato l'uso primitivo e fu così che il torii si trasformò da un'uccelliera in un portale. Questa teoria parrebbe confermata dallo stesso termine torii, composto di tori (uccello) e i (essere, stare, luogo).

## Parti principali

Le parti di un torii

I torii si dividono in due famiglie principali: quella dello shinmei torii, stile utilizzante solo travi diritte, e quella del myōjin torii, che utilizza invece anche travi ricurve.
Strutturalmente un torii è caratterizzato da tredici elementi, non tutti sempre presenti (in grassetto sono indicati gli elementi tipici di quasi tutti i torii):
- Il kasagi (笠木? trave di copertura), l'architrave singola o doppia a cavallo delle due colonne.
- Gli hashira (柱? pilastri), le colonne cilindriche, quadrate o ottagonali che sostengono la costruzione.
- Il nuki (貫? traverso), traverso che collega e tiene insieme gli hashira.
- Lo shimaki (島木? trave dell'isola), una seconda architrave a volte presente sotto il kasagi.
- I kusabi (楔? cunei), cunei che, quando presenti, fermano il nuki, possono essere due o quattro.
- Il gakuzuka (額束? facciata anteriore) o gakuchū (額柱? pilastro di facciata), supporto usituato tra shimaki e nuki.
- Lo shingaku (神額? targa sacra) o hengaku (扁額? targa), una targa recante un'iscrizione normalmente (ma non sempre) fissata al gakuzuka.
- I daiwa (台輪? anelli di sostegno), i capitelli, non sempre presenti, degli hashira.
- I daiishi (台石? pietre di sostegno), le eventuali basi quadrate delle colonne.
- I kamebara (亀腹? pancia di tartaruga) o manjū (饅頭? panino), eventuali basi circolari delle colonne.
- I nemaki (根巻? avvolgimenti di base) o waraza (藁座? seduta di paglia), guaine alla base delle colonne.
- Lo hafu (破風? timpano), un timpano a volte presente sopra il kasagi.
- Il sasu (叉首? telaio a forchetta), un piccolo timpano che può sostituire il gakuzuka.
- I chigobashira (稚児柱? pilastri bambini), pilastri secondari, a volte presenti in numero di quattro o otto, destinati al sostegno degli hashira.
- La shimenawa (注連縄? corda delimitante), una corda sacra che a volte può essere legata attorno al nuki.

Le colonne possono avere una certa inclinazione verso l'interno detta uchikorobi (内転び? caduta interna).

## Tipologie

### Shinmei torii
Lo shinmei torii (神明鳥居? torii divino), che dà il nome alla famiglia, è costituito unicamente da un architrave (kasagi) e due pilastri (hashira) uniti da un traverso (nuki). Nella sua forma più semplice, tutti e quattro gli elementi sono arrotondati e i pilastri non hanno inclinazione. Si crede che sia il più antico stile di torii. Lo shinmei torii e le sue varianti sono caratterizzati da architravi diritti.

Yasukuni torii (靖国鳥居)
Ise torii (伊勢鳥居)
Ishihama torii (石濱鳥居)
Kasuga torii (春日鳥居)
Hachiman torii (八幡鳥居)
Kashima torii (鹿島鳥居)
Munetada torii (宗忠鳥居)
Mihashira torii (三柱鳥居)

#### Yasukuni torii
Estremamente simile a uno shinmei torii, lo yasukuni torii (靖国鳥居? torii di Yasukuni) ha nuki a sezione rettangolare. Prende il nome dallo Yasukuni Jinja di Tokyo.

#### Ise torii
Gli ise torii (伊勢鳥居? torii di Ise) o gekū torii (外宮鳥居? torii di Gekū) sono portali che si trovano principalmente nel Santuario Interno e nel Santuario Esterno del Santuario di Ise, nella Prefettura di Mie. Per questo motivo, sono anche chiamati jingū torii (神宮鳥居? torii di Jingū), dal nome giapponese ufficiale del Grande Santuario di Ise, Jingū.
È molto simile a uno yasukuni torii, i suoi pilastri hanno tuttavia una leggera inclinazione verso l'interno e il suo nuki è tenuto in posizione da cunei (kusabi). Il kasagi ha sezione pentagonale, i pilastri ottagonale. Le estremità del kasagi sono leggermente più spesse, dando l'impressione di un'inclinazione verso l'alto. Tutti questi torii furono costruiti dopo il XIV secolo.
Questo e lo stile shinmei torii iniziarono a diventare più popolari all'inizio del XX secolo ai tempi dello Shintoismo di Stato, perché erano considerati i più antichi e prestigiosi.

#### Naigūgen torii
Il naigūgen torii (内宮源鳥居? torii all'origine di Naigū), che prende il nome dal Santuario Interno di Ise, è un ise torii con pilastri ottagonali. Anticamente questi torii esistevano nel Santuario Interno, ma attualmente sono stati sostituiti da normali Ise torii.

#### Shimakishinmei torii
Uno shimakishinmei torii (島木神明鳥居? shinmei torii con shimaki) è un ise torii a cui viene aggiunto uno shimaki. In questo caso, shimaki e kasagi hanno lo stesso spessore.

#### Gekū torii
Il gekū torii (外宮鳥居? torii di Gekū), che prende il nome dal Santuario Interno di Ise, è uno shinmakishinmei torii con pilastri ottagonali.

#### Gekūsō torii
Il gekusō torii (外宮宗鳥居? torii della religione di Gekū) è una variante del più comune ise torii a cui viene aggiunto uno shimaki, ma in questo caso il kasagi è più sottile dello shimaki.

#### Naikū torii
Il naikū torii (内宮鳥居? torii di Naikū) è molto simile a un gekūsō torii, ma i pilastri sono ottagonali.

#### Gakuzukashinmei torii
Un gakuzukashinmei torii (額束神明鳥居? shinmei torii con gakuzuka) è, come suggerisce il nome, uno shinmei torii con gakuzuka.

#### Gakuzukayasukuni torii
Un gakuzukayasukuni torii (額束靖国鳥居? yasukuni torii con gakuzuka), è uno yasukuni torii a cui è stato aggiunto un gakuzuka.

#### Ishihama torii
Un ishihama torii (石濱鳥居? torii di Ishihama), che prende il nome dal santuario Ishihama shinmeigū, a Tokyo, è un ise torii a cui viene aggiunto un gakuzuka.

#### Kaku torii
Molto simile a uno yasukuni torii, il kaku torii (角鳥居? torii ad angolo) è costruito con travi a sezione quadrata e possiede uno shimaki.

#### Kasuga torii
Il kasuga torii (春日鳥居? torii di Kasuga) è un myōjin torii con architravi superiori diritti. Lo stile prende il nome da ichi-no-torii (一の鳥居? torii principale) di Kasuga Taisha.
I pilastri hanno un'inclinazione e sono leggermente rastremati. Il nuki sporge e viene tenuto in posizione da kusabi posizionati da entrambi i lati, lo shimaki è sorretto da un gakuzuka.
Questo torii fu il primo a essere dipinto di vermiglio e ad adottare uno shimaki, a Kasuga Taisha.

#### Hachiman torii
Quasi identico a un kasuga torii, ma con i due architravi superiori dai bordi inclinati, lo hachiman torii (八幡鳥居? torii di Hachiman) apparve per la prima volta durante il periodo Heian. Il nome deriva dal fatto che questo tipo di torii è spesso usato nei santuari dedicati a Hachiman.

#### Kōnomine torii
Il kōnomine torii (神峯鳥居? torii di Kōnomine) è una variante unica dello hachiman torii a cui è stato rimosso il gakuzuka e con l'aggiunta di daiwa, sutuata presso il santuario Kōnomine, nella prefettura di Kōchi.

#### Kashima torii
Il kashima torii (鹿島鳥居? torii di Kashima) è uno yasukuni torii con kusabi e un nuki sporgente, con il kasagi dai bordi inclinati. Prende il nome dal santuario Kashima nella prefettura di Ibaraki.

#### Munetada torii
Il munetada torii (宗忠鳥居? torii della lealtà religiosa) si differenzia dal kashima torii per la presenza di un gakuzuka.

#### Munetadamiwa torii
Un munetadamiwa torii (宗忠三輪鳥居? miwa torii in stile munetada) è una variante del munetada torii a cui vengono aggiunti due torii secondari.

#### Kakumiwa torii
Uno kakumiwa torii (角三輪鳥居? miwa torii in stile kaku) è una variante del kaku torii a cui sono aggiunti due torii secondari. Sono inoltre presenti i gakuzuka.

#### Shinmeiryōbu torii
Lo shinmeiryōbu torii (神明両部鳥居? ryōbu torii in stile shinmei) è uno shinmei torii a cui sono aggiunti i chigobashira.

#### Yasukuniryōbu torii
Lo yasukuniryōbu torii (靖国両部鳥居? ryōbu torii in stile yasukuni) è uno yasukuni torii a cui sono aggiunti i chigobashira tipici dei ryōbu torii.

#### Hachimanryōbu torii
Lo hachimanryōbu torii (八幡両部鳥居? ryōbu torii in stile hachiman) è un ryōbu torii con architravi dritti. Si presenta pertanto come un hachiman torii, ma il nuki non prosegue oltre i pilastri. L'unico esempio noto si trova presso il santuario Shinmeiryōsha della città di Shimotsuma.

#### Munetadaryōbu torii
Un munetadaryōbu torii (宗忠両部鳥居? ryōbu torii in stile munetada) è un munetada torii a cui sono stati aggiunti i chigobashira.

#### Tenso torii
Il tenso torii (天祖鳥居? torii di Tenso), che prende il nome dal santuario Tenso a Tokyo, è un esemplare unico costituito da uno yasukuni torii a cui è stato aggiunto un gakuzuka circolare.

#### Namiuchi torii
Il namiuchi torii (波打鳥居? torii ondulato) è un esempio unico di torii situato presso Ishikiri Tsukuriya-jinja di Osaka, uno shinmei torii con travi a sezione rettangolare e la parte superiore del kasagi modellata a forma di onda.

#### Ika torii
Con il nome di ika torii (伊香鳥居? torii di Ika) si intende una combinazione di miwa e ryōbu torii (con otto chigonbashira invece che quattro), dove i torii, invece che in stile myōjin, sono in stile yasukuni torii. Prende il nome dal santuario di Ikagū, dove si trova l'unico esempio di questo stile.

#### Ōuo torii
Con ōuo torii (大魚鳥居? torii di Ōuo) si indica un particolare tipo di torii, che può essere inteso come un miwa torii semplificato in stile shinmei: si tratta di un munetada torii con due torii secondari posti a sostegno degli hashira, composti solo da un hashira e da un kasagi ciascuno. Il kasagi principale è più spesso a una delle due estremità, dando l'impressione di una curvatura parziale. Si tratta di un esemplare unico di torii che prende il nome dal santuario di Ōuo a Saga. Il torii si trova in mezzo al mare, in una zona dove la marea raggiunge i sei metri, è accessibile, quindi, solo con la bassa marea.

#### Kuroki torii
Il kuroki torii (黒木鳥居? torii di legno nero) è uno shinmei torii costruito con legno non lavorato. Poiché questo tipo di torii richiede la sostituzione a intervalli di tre anni, sta diventando raro. L'esempio più famoso è al santuario Nonomiya a Kyoto. Il santuario ora però utilizza un torii in materiale sintetico che simula l'aspetto del legno.

#### Shiromaruta torii
Lo shiromaruta torii (白丸太鳥居? torii di tronchi bianchi) o shiroki torii (白木鳥居? torii di legno bianco) è uno shinmei torii fatto con tronchi da cui è stata rimossa la corteccia. Questo tipo di torii è presente nelle tombe di tutti gli imperatori del Giappone.

#### Shinmeimihashira torii
Il mihashira torii (三柱鳥居? torii a tre pilastri) o  sankaku torii (三角鳥居? torii a tre angoli), nella sua versione shinmei, è un tipo di torii che sembra formato da tre shinmei torii individuali. Alcuni pensano che siano stati costruiti dai primi cristiani giapponesi per rappresentare la Santa Trinità. Viene posto in contrapposizione con i furabashira torii (二柱鳥居? torii a due pilastri), ovvero tutti i torii a due colonne.

#### Nukinashi torii
Con nukinashi torii (貫無し鳥居? torii senza nuki) si intende un tipo estremamente particolare di torii, costituito solo da due hashira e da un kasagi.

### Myōjin torii
Il myōjin torii (明神鳥居? torii divino, i caratteri sono gli stessi di shinmei torii, ma invertiti), di gran lunga lo stile torii più iconico, è caratterizzato da architravi superiori (kasagi e shimaki) leggermente curvi verso l'alto. I kusabi sono presenti. Un myōjin torii può essere fatto di legno, pietra, cemento o altri materiali ed essere vermiglio o non dipinto. Il myōjin torii e le sue varianti sono caratterizzati da architravi con curvatura verso l'alto o sorimashi (反り増し? aumento della deformazione).

Myōjin torii (明神鳥居)
Jōnangū torii (城南宮鳥居)
Nakayama torii (中山鳥居)
Daiwa torii (大輪鳥居)
Sannō torii (山王鳥居)
Miwa torii (三輪鳥居)
Ryōbu torii (両部鳥居)
Hizen torii (肥前鳥居)
Usa torii (宇佐鳥居)
Nune torii (奴禰鳥居)

#### Myōjinkashima torii
Un myōjinkashima torii (明神鹿島鳥居? kashima torii in stile myōjin) è, come suggerisce il nome, un kashima torii con kasagi superiore ricurvo. Si tratta di una delle sole due categorie di myōjin torii prive di shimaki.

#### Inari torii
Lo stile inari torii (佐助神社?, torii di Inari), che prende il nome dalla divinità Inari, presso i cui santuari è facile trovarlo, è un munetada torii con kasagi ricurvo, fra i pochi myōjin torii a non possedere uno shimaki. Si differenzia dal precedente per la presenza del gakuzuka. Come i più comuni daiwa torii, spesso si trovano in lunge file di decine o centinaia di torii.

#### Sōda torii
Un sōda torii (双龍鳥居? torii dei due draghi) è un myōjin torii sulle cui colonne (e in alcuni casi anche sullo shimaki) sono scolpiti due draghi. Si trovano spesso nei santuari dedicati al dio drago Ryūjin.

#### Hōju torii
Lo hōju torii (宝珠鳥居? torii con gioielli) è un myōjin torii sul cui kasagi sono posati, proprio sopra le colonne, due cintamani.

#### Sumiyoshi torii
Il sumiyoshi torii (住吉鳥居? torii della vita fortunata) è un myōjin torii costruito con travi a sezione quadrata.

#### Echizen torii
L'echizen torii (越前鳥居?, torii di Echizen) è una variazione del myōjin torii con un doppio kasagi e uno shimaki. Prende il nome dalla provincia di Echizen, oggi parte della prefettura di Fukui, dove questo stile è molto diffuso.

#### Toribusuma torii
Un toribusuma torii (鳥衾鳥居? torii degli uccelli) è una variante del myōjin torii a cui viene aggiunta una lunga trave di sezione circolare poggiata sopra al kasagi.

#### Jōnangū torii
Il jōnangū torii (城南宮鳥居? torii di Jōnangū) è un myōjin torii privo di gakuzuka e con un nuki non sporgente. Prende il nome dal santuario Jōnangū, a Kyoto.

#### Nakayama torii
Lo stile nakayama torii (中山鳥居? torii di Nakayama), che prende il nome dal Nakayama Jinja nella prefettura di Okayama, è fondamentalmente un myōjin torii, ma il nuki non sporge dai pilastri, la curva dei due architravi superiori è più accentuata del solito ed è privo di kusabi. Il torii del santuario di Nakayama che dà il nome allo stile è alto 9 metri ed è stato eretto nel 1791.

#### Tagakutsuka torii
Il tagakutsuka torii (多額束鳥居?, torii con molti gakutsuka) è una tipologia insolita di nakayama torii con tre gakutsuka. Un esempio si trova presso il santuario Kido-jinja.

#### Rengekamebara torii
Molto simile a un Nakayama torii, il rengekamebara torii (蓮花亀腹鳥居? torii con piedistalli di loto) è un torii unico situato presso il santuario Kitano Tenmangū, le cui caratteristiche distintive sono i daiishi scolpiti a forma di fiore di loto e il gakuzuka che attraversa, tagliandolo a metà, lo shimaki.

#### Waraza torii
Un waraza torii (藁座鳥居? torii seduto sulla paglia) anche noto come nemaki torii (根巻鳥居? torii con nemaki) è un myōjin torii la cui base delle colonne è avvolta da un nemaki.

#### Ōsumi torii
Gli ōsumi torii (大隅鳥居? torii di Ōsumi) sono un particolare tipo di myōjin torii, molto diffuso nella ex-provincia di Ōsumi, caratterizzati da nemaki ottagonali e uno shimaki dipinto di bianco. Inoltre, al contrario degli altri myōjin torii, gli architravi non hanno una curvatura graduale, ma piuttosto formano un angolo netto.

#### Daiwa torii
Il daiwa torii (大輪鳥居? torii con anelli di sostegno), anch'esso noto come inari torii (稲荷鳥居? torii di Inari), è un myōjin torii con due anelli chiamati daiwa nella parte superiore dei due pilastri. Il nome "inari torii" deriva dal fatto che i daiwa torii di color vermiglio tendono a essere comuni nei santuari di Inari, ma anche nel famoso Santuario di Fushimi Inari non tutti i torii sono in questo stile. Questo stile è apparso per la prima volta durante il tardo periodo Heian.

#### Sannō torii
Il sannō torii (山王鳥居? torii del re della montagna) è un myōjin torii con uno hafu sopra i due architravi superiori. Il miglior esempio di questo stile si trova nel Santuario Hiyoshi vicino al Lago Biwa. Il torii è spesso associato al Sannō Shintō.

#### Miwa torii
Chiamato anche sankō torii (三光鳥居? torii delle tre luci: Sole, Luna e stelle), mitsu torii (三ツ鳥居? triplo torii) o komochi torii (子持ち鳥居? torii con bambini), il miwa torii (三輪鳥居? torii del Monte Miwa) è composto da tre myōjin torii senza inclinazione dei pilastri. I due torii secondari possono appoggiarsi agli hashira del torii principale prima del gakuzuka, essendone in questo caso privi, o dopo, possedendone quindi uno. Spesso, nel secondo caso, i nuki dei due torii secondari sono fissati agli hashira di quello principale per mezzo di kusabi. Il più famoso è al santuario Ōmiwa, a Nara. A volte, proprio come a Nara, può essere chiuso con dei cancelli.

#### Ryōbu torii
Chiamato anche yotsuashi torii (四脚鳥居? torii a quattro zampe), gongen torii (権現鳥居? torii della vera autorità) o chigobashira torii (稚児柱鳥居? torii con pilastri bambini), il ryōbu torii (両部鳥居? torii della doppia via) è un daiwa torii i cui pilastri sono rinforzati su entrambi i lati da quattro colonne. Il nome deriva dalla sua lunga associazione con Ryōbu Shintō, una corrente di pensiero all'interno del buddismo Shingon. Il famoso torii che sale dall'acqua a Itsukushima è un ryōbu torii, e il santuario era anche un tempio buddista Shingon, tanto che ha ancora una pagoda.

#### Atagoryōbu torii
L'atagoryōbu torii (愛宕両部鳥居? ryōbu torii di Atago), che prende il nome dal santuario Atago, a Tokyo, è un ryōbu torii vermiglio con chigobashira dipinti di nero.

#### Ōsumiryōbu torii
Un ōsumiryōbu torii (大隅両部鳥居? ryōbu torii in stile ōsumi) è un ōsumi torii a cui sono aggiunti i chigobashira.

#### Hanryōbu torii
Uno hanryōbu torii (半両部鳥居? mezzo ryōbu torii) è un ryōbu torii con solo due chigobashira posizionati sul lato interno. Ne esiste un esempio al santuario Iwamatsu-Hachimangū di Ōta.

#### Tannukiryōbu torii
Un tannukiryōbu torii (単貫両部鳥居? ryōbu torii con un solo traverso) è un ryōbu torii i cui chigobashira sono sostenuti da un solo traverso invece dei soliti due.

#### Nakayamaryōbu torii
Il nakayamaryōbu torii (中山両部鳥居? ryōbu torii in stile nakayama) è un ryōbu torii con nuki non sporgente. Ne esiste un esempio presso il santuario Sugio di a Tsuruoka.

#### Yahiko torii
Una variazione del ryōbu torii, lo stile yahiko torii (弥彦鳥居?, torii di Yahiko) è caratterizzato dalla presenza di tettoie al posto dei capitelli delle colonne. Prende il nome dal santuario Yahiko-jinja.

#### Atagoyahiko torii
Uno atagoyahiko torii (愛宕弥彦鳥居?, torii di Yahiko e Atago) è uno yahiko torii con chigobashira dipinti di nero.

#### Shimohie torii
Lo shimohie torii (下日枝鳥居? torii di Shimohie) è la combinazione di un sannō torii e di un ryōbu torii: si tratta di un myōjin torii con uno hafu sopra al kasagi e con quattro chigobashira a sostegno delle colonne, a volte dotato di daiwa. Prende il nome dal santuario di Shimohie a Yamagata. Il fatto che questo torii presenti le caratteristiche di sannō e ryōbu torii indica che un tempo era associato sia al Sannō Shintō che al Ryōbu Shintō.

#### Kyōfūnijū torii
Il kyōfūnijū torii (京風二重鳥居? doppio torii nello stile della capitale) è molto simile allo shimohie torii: si tratta di un ryōbu torii con un hafu sopra al kasagi e, appoggiato alla punta del timpano, un ulteriore kasagi. Differisce dallo shimohie torii per la presenza di quest'ultima struttura e dei daiwa. Questo stile si può osservare al santuario di Sannōbōhie presso Aomori, dove si trovano due esempi. Le considerazioni fatte per lo shimohie torii valgono anche per questo stile.

#### Miwaryōbu torii
Il miwaryōbu torii (三輪両部鳥居? ryōbu torii in stile miwa) è una variante del ryōbu torii a cui sono fissati due normali daiwa torii secondari. Ne esiste un solo esempio presso il santuario Shinmeigū a Nagaoka.

#### Miwayahiko torii
Il miwayahiko torii (三輪弥彦鳥居? yahiko torii in stile miwa) è un esemplare unico di torii situato presso il santuario Wano-sansha, a Niigata, che possiede due torii secondari, come in un normale miwa torii, e chigobashira fissati, in questo caso, a tutti e quattro i pilastri, oltre a delle tettoie che sostituiscono i capitelli del solo torii centrale.

#### Hakozaki torii
Lo stile hakozaki torii (筥崎鳥居? torii di Hakozaki), che prende il nome dal santuario Hakozakigū, dove se ne trovano diversi esempi, è caratterizzato da un kasagi e uno shimaki dalla forma arrotondata, dritti al centro e curvi verso le estremità, con colonne molto spesse.

#### Hizen torii
Lo hizen torii (肥前鳥居? torii della fertilità) è un tipo insolito di torii simile allo hakozaki torii ma con colonne dalla forma a campana.

#### Gakuzukanashi torii
Un gakuzukanashi torii (額束無し鳥居? torii senza gakuzuka) è un myōjin torii senza gakuzuka.

#### Usa torii
L'usa torii (宇佐鳥居? torii di Usa) è un daiwa torii senza gakuzuka. Prende il nome dal santuario di Usa.

#### Nune torii
Il nune torii (奴禰鳥居? torii del santuario) è un daiwa torii con un sasu al posto del gakuzuka. Ne esistono solo due esempi in tutto il Giappone, entrambi a Kyoto: al santuario Nishiki Tenmangū e al santuario Fushimi Inari-taisha.

#### Togumi torii
Un togumi torii (斗組鳥居? torii con supporti decorativi) è un myōjin torii dove il gakuzuka e lo shimaki sono sostenuti da supporti in legno noti come tokyō o togumi.

#### Karahafu torii
Il karahafu torii (唐破風鳥居? torii con timpano cinese) è un myōjin torii con kasagi e shimaki rialzate al centro. L'unico esempio noto si trova a Itsukushima-jinja.

#### Ibara torii
L'ibara torii (茨鳥居? torii con la spina) è un misto fra karahafu e sannō torii situato presso il tempio Raifuku-ji di Shinagawa.

#### Myōjinmihashira torii
Similmente alla sua controparte shinmei, il mihashira torii (三柱鳥居? torii a tre pilastri) in versione myōjin è formato da tre nakayama torii disposti a triangolo.

### Torii esterni alla classificazione shinmei-myōjin

Shime torii (注連鳥居)

Poiché alcuni torii non possiedono un kasagi oppure questo ha una forma particolarmente insolita, non possono essere considerati come appartenenti a nessuna delle due categorie summenzionate.

#### Shime torii
Lo shime torii (注連鳥居? torii delimitante) è la forma più semplice e antica di torii: è composto da due hashira quadrati a cui è legata una shimenawa.

#### Shimekake torii
Lo shimekake torii (注連掛鳥居? torii delimitante appeso) è l'anello di congiunzione tra shime torii e shinmei torii: si tratta di una struttura composta da due hashira quadrati e un nuki rettangolare, a cui può essere appesa una shimenawa.

#### Shimekakeryōbu torii
Uno shimekakeryōbu torii (注連掛両部鳥居? ryōbu torii in stile shimekake) è uno shimekake torii con chigobashira. Ne esiste un esempio presso il santuario Kumano di Yamagata.

#### Karasumori torii
I karasumori torii (烏森鳥居? torii di Karasumori), che prendono il nome dal Kaeasumori-jinja di Tokyo, sono due torii la cui struttura architettonica riprende quella del santuario omonimo. L'elemento distintivo è il kasagi dal profilo trapezzoidale.

## Galleria d'immagini

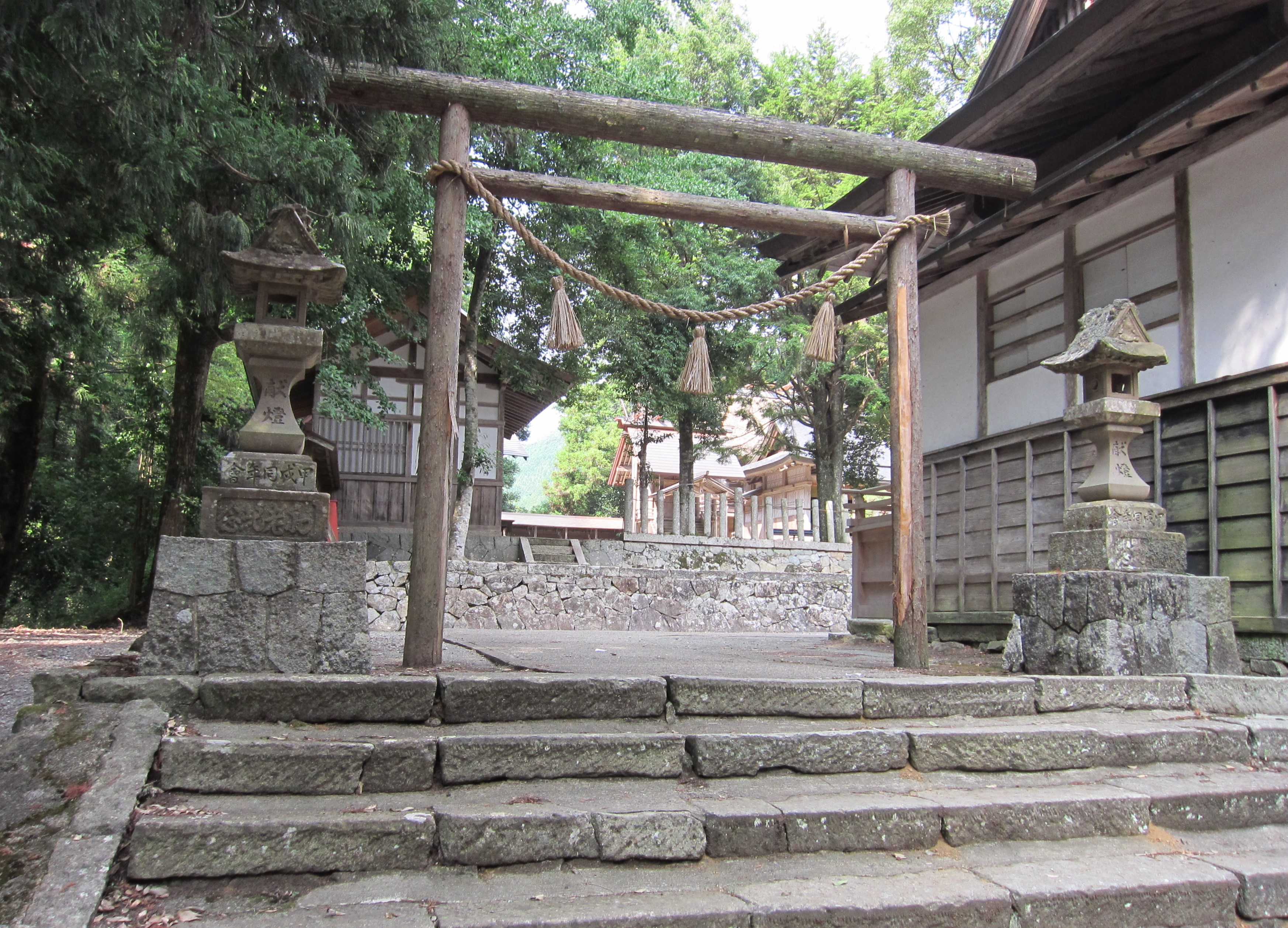
Shinmei torii
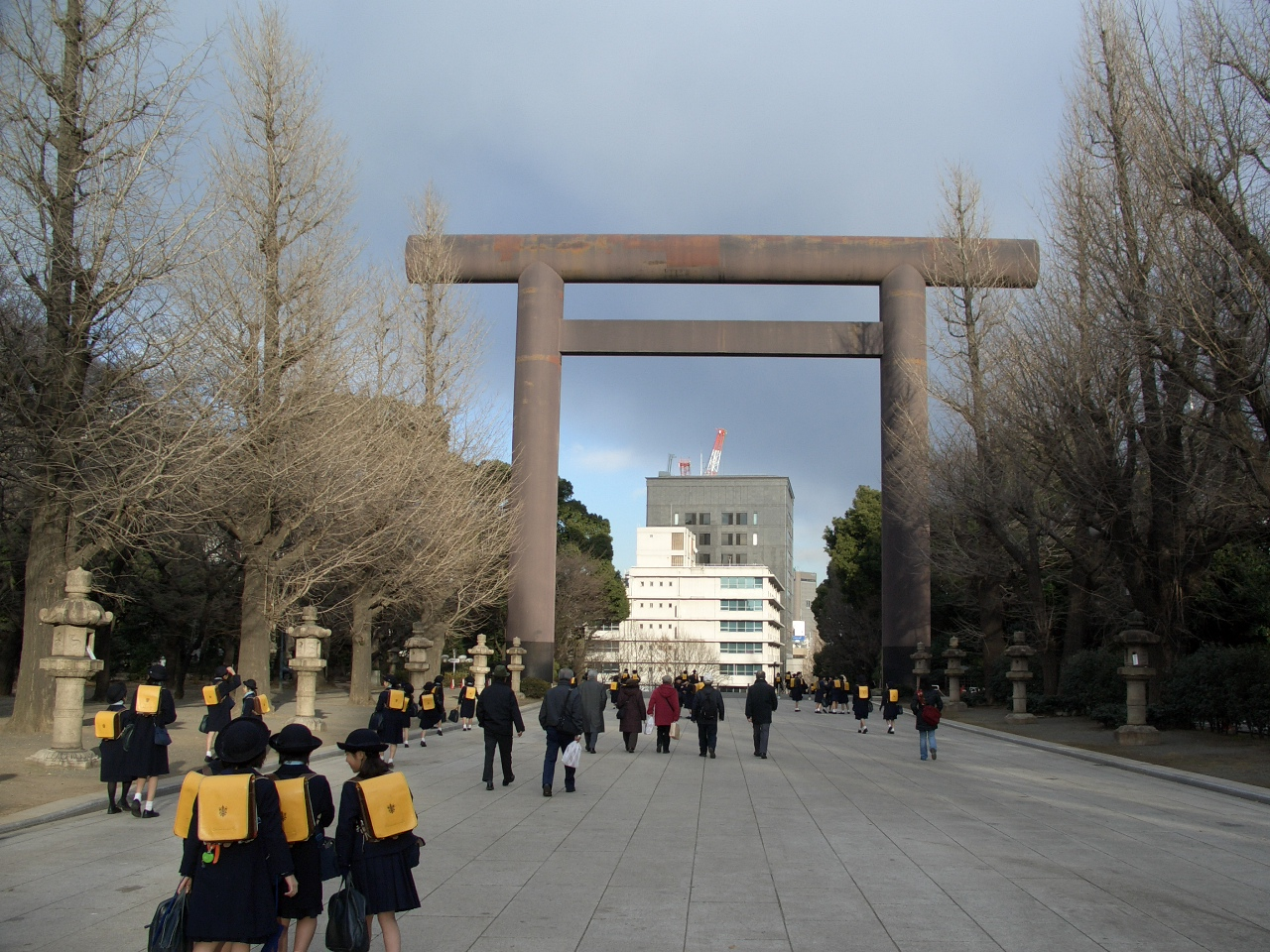
Yasukuni torii
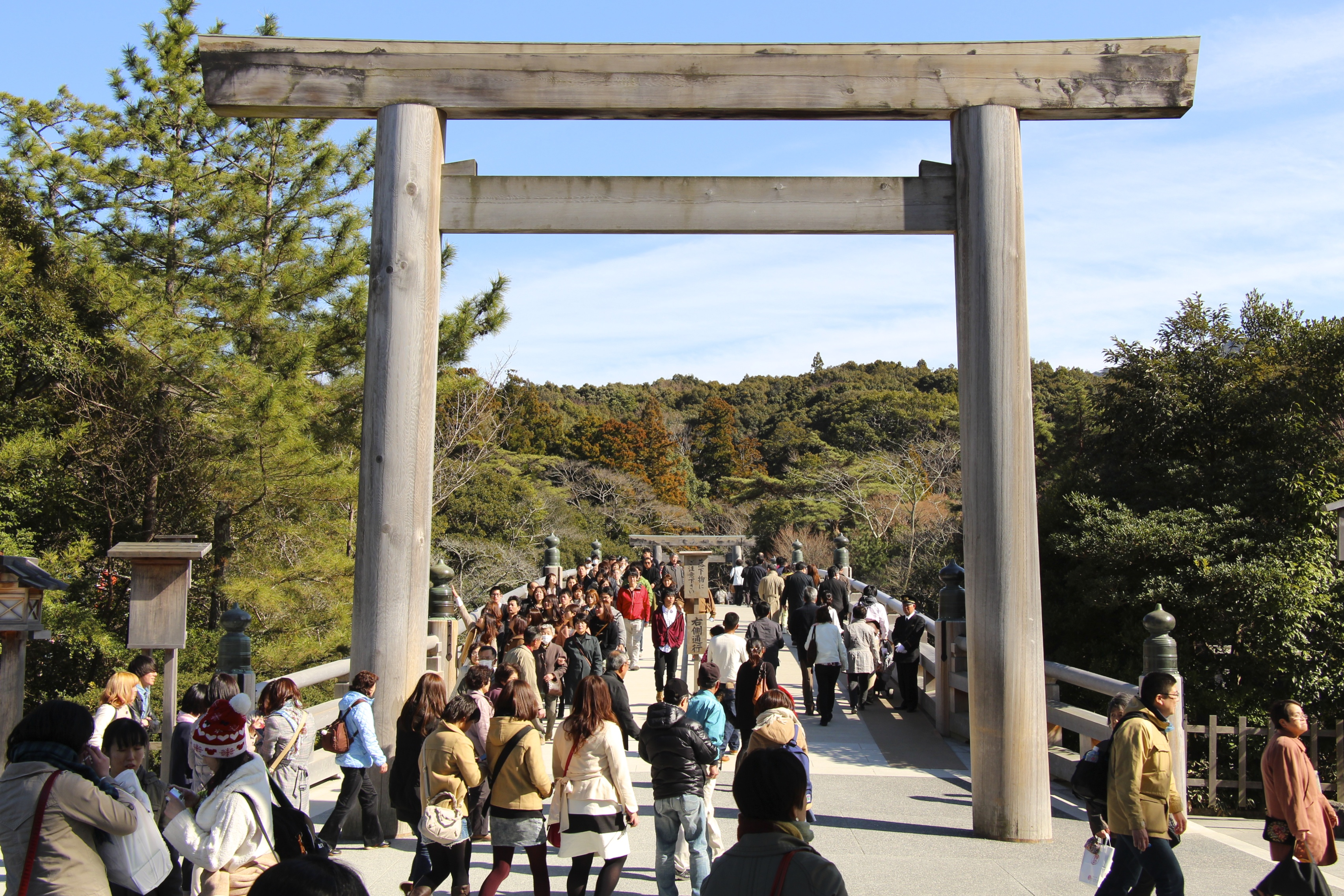
Ise torii
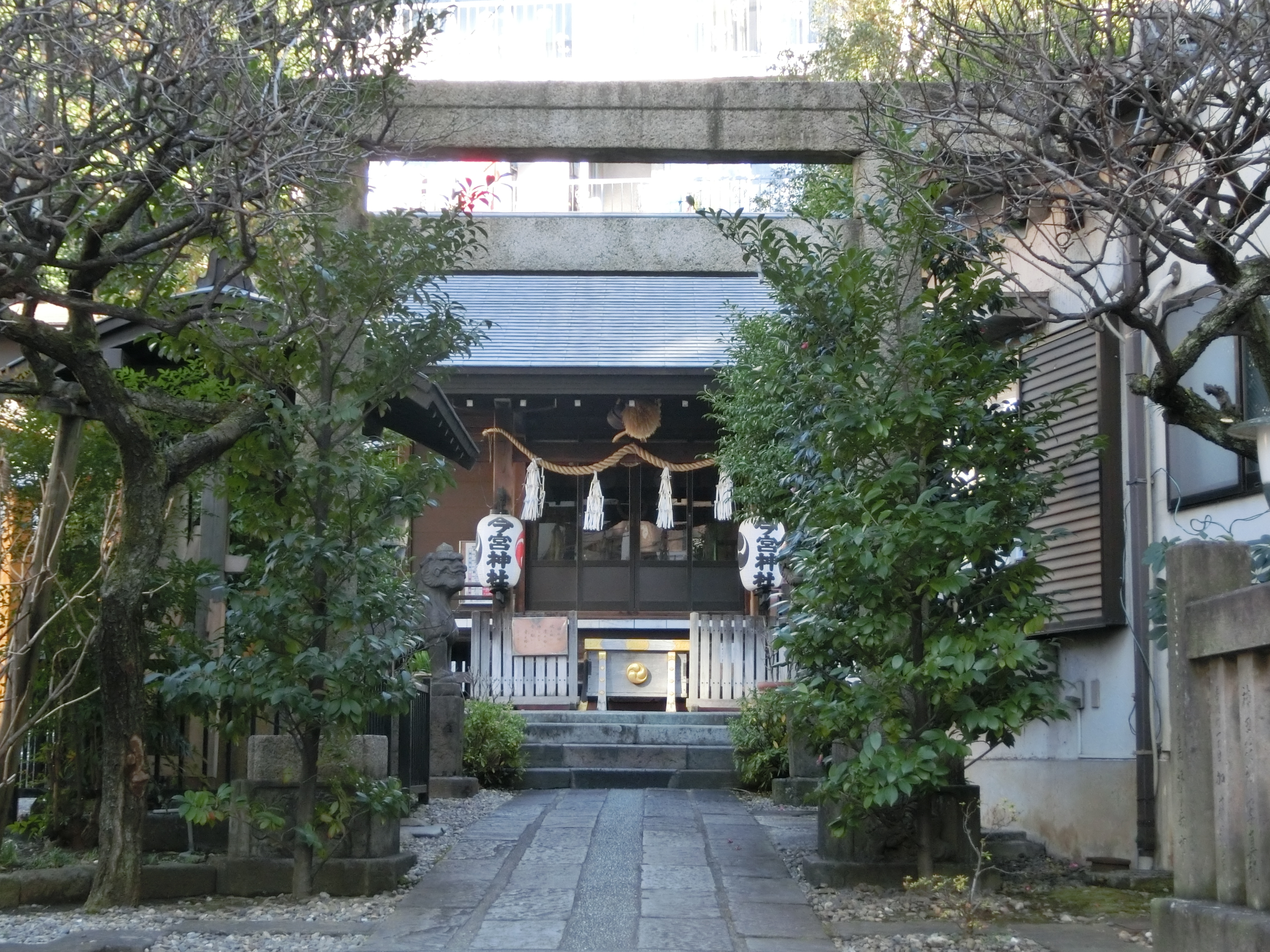
Shimakishinmei torii
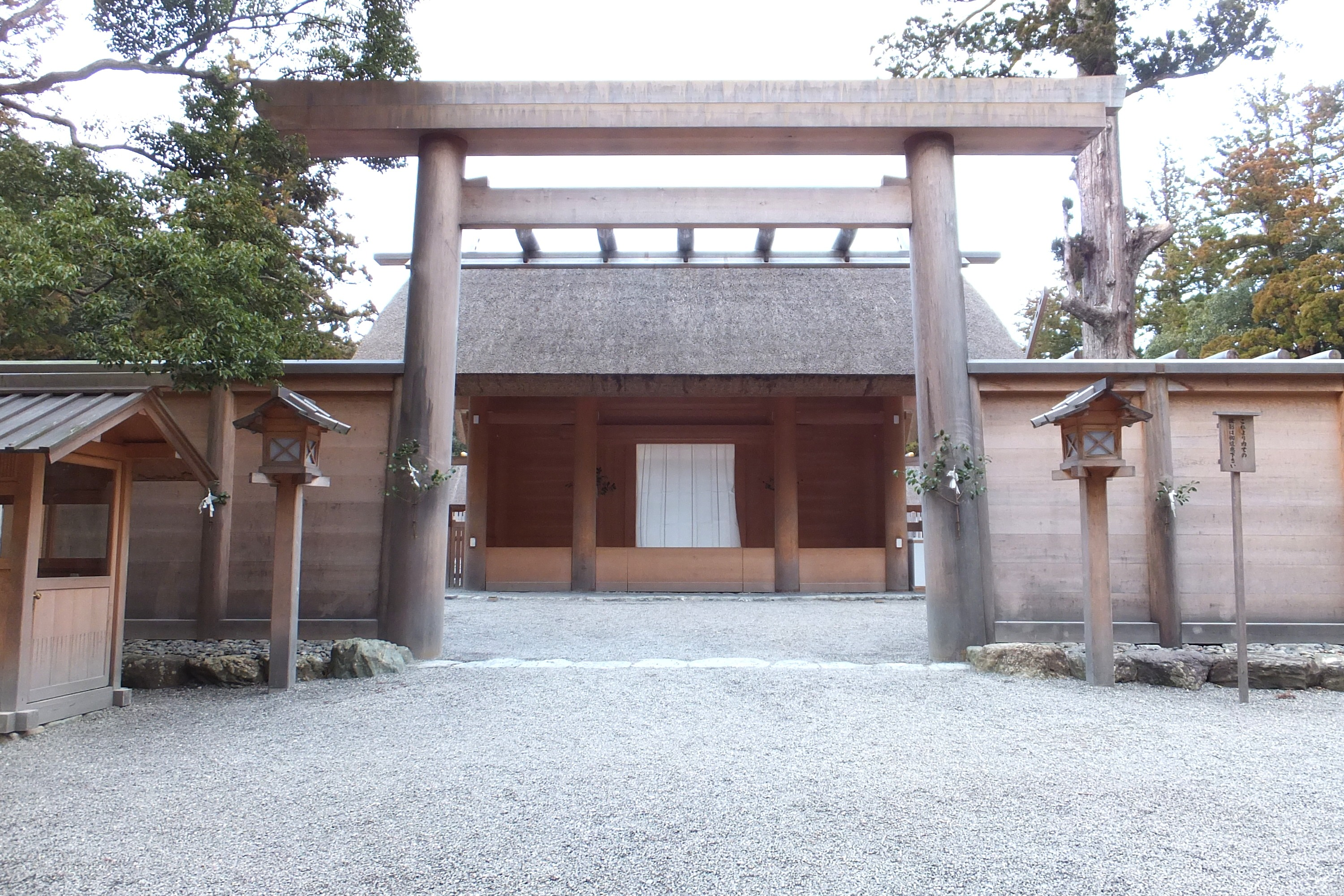
Gekūsō torii
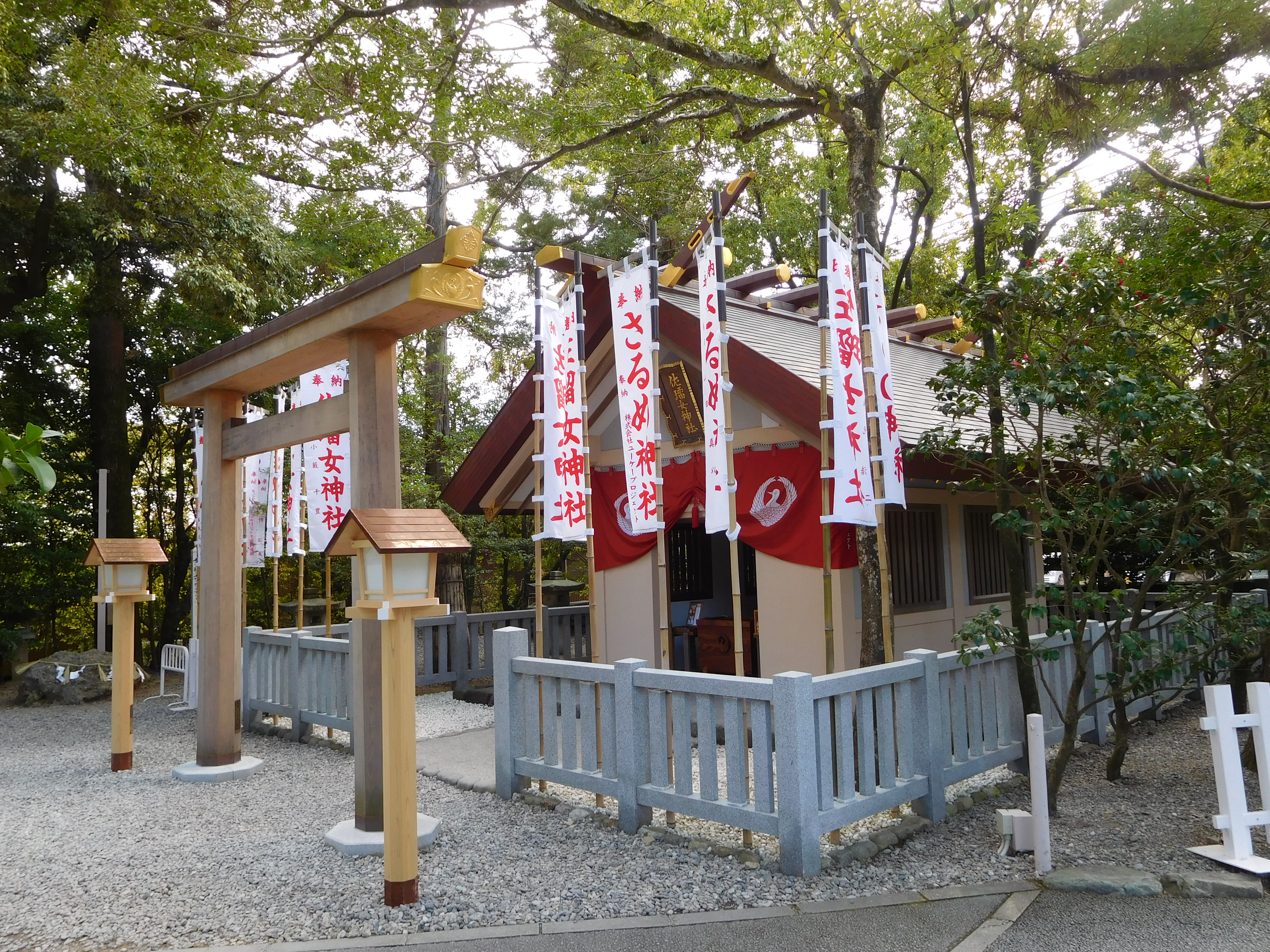
Naikū torii
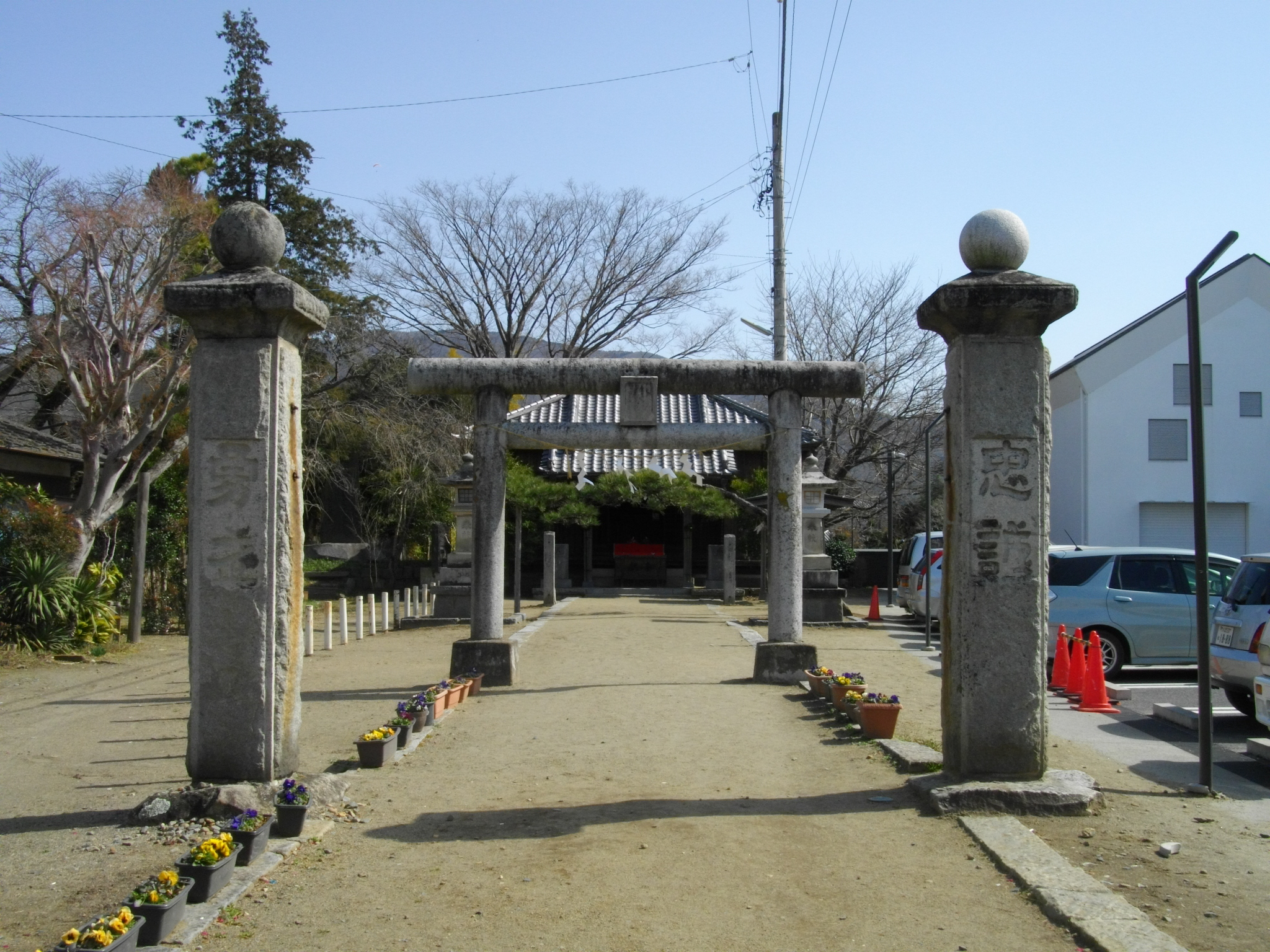
Gakuzukashinmei torii
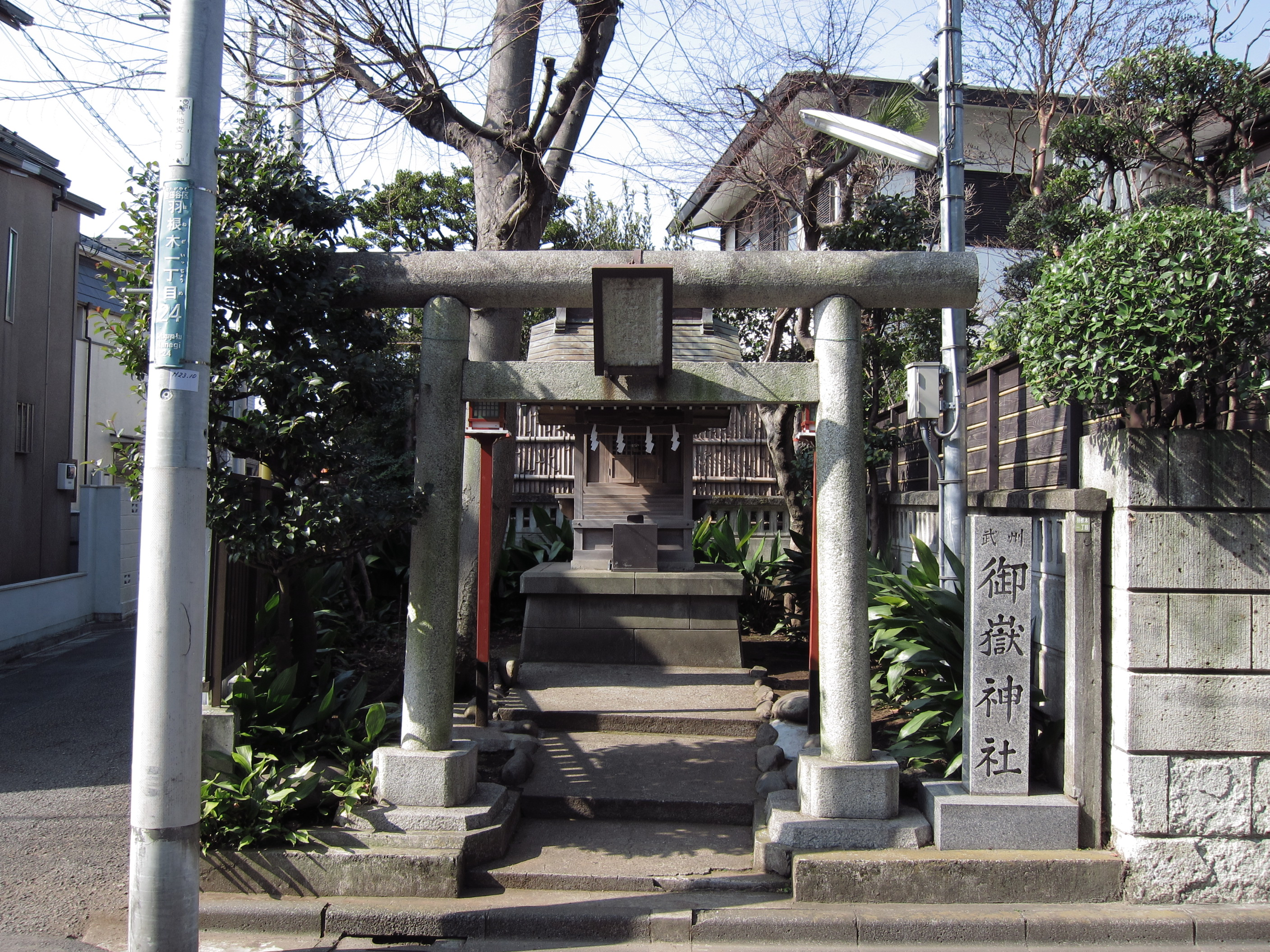
Gakuzukayasukuni torii
Ishihama torii
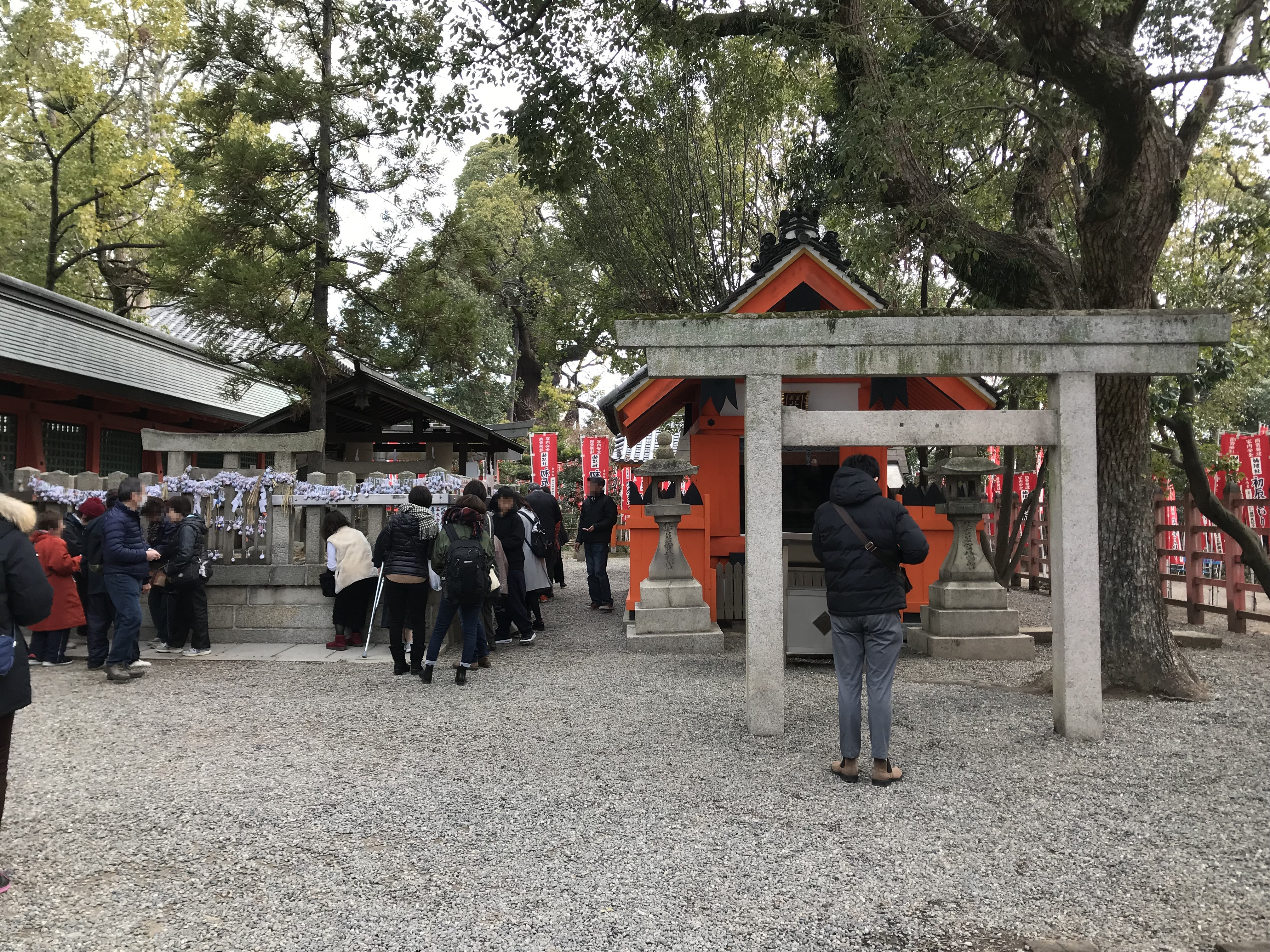
Kaku torii
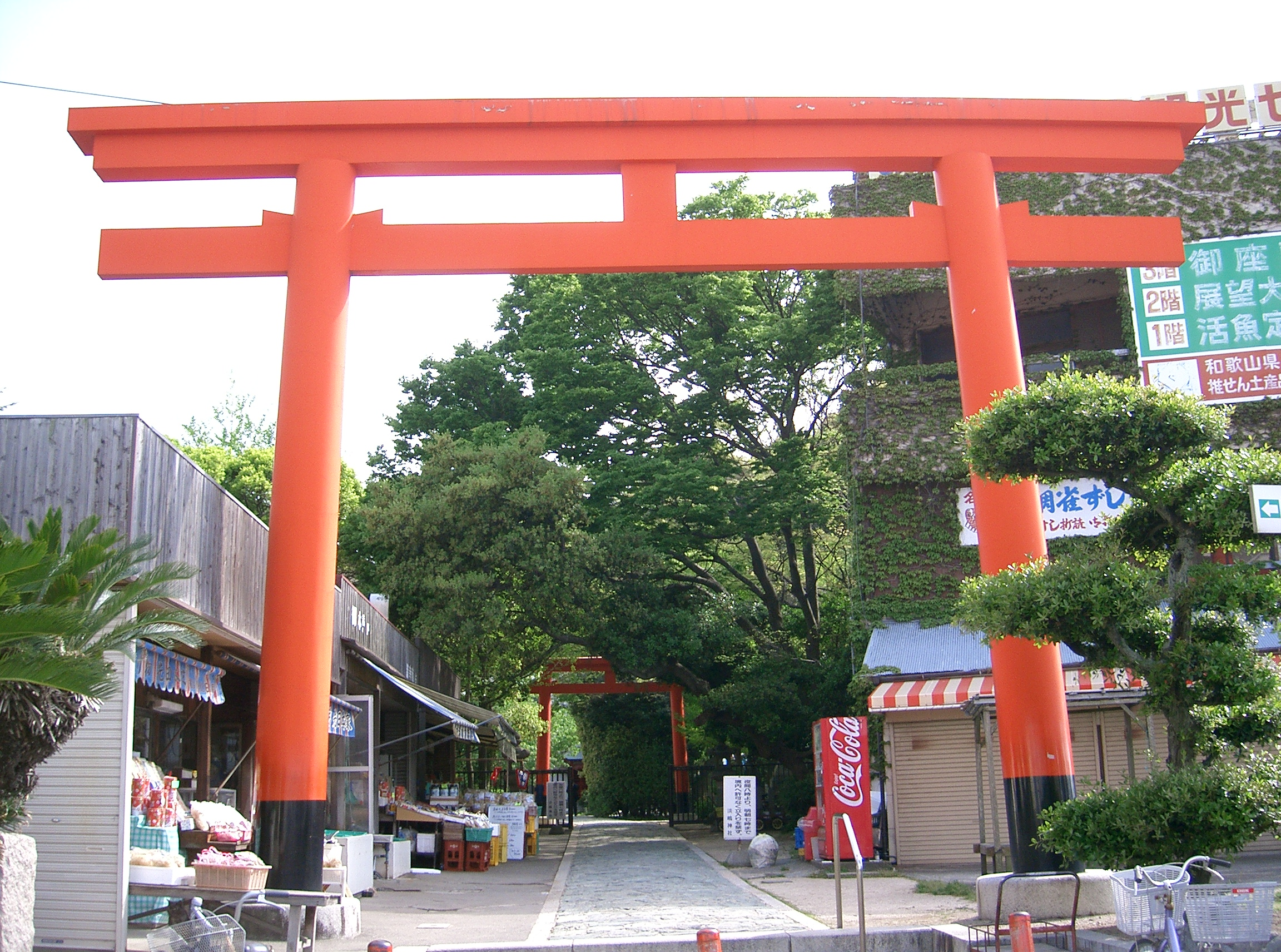
Kasuga torii
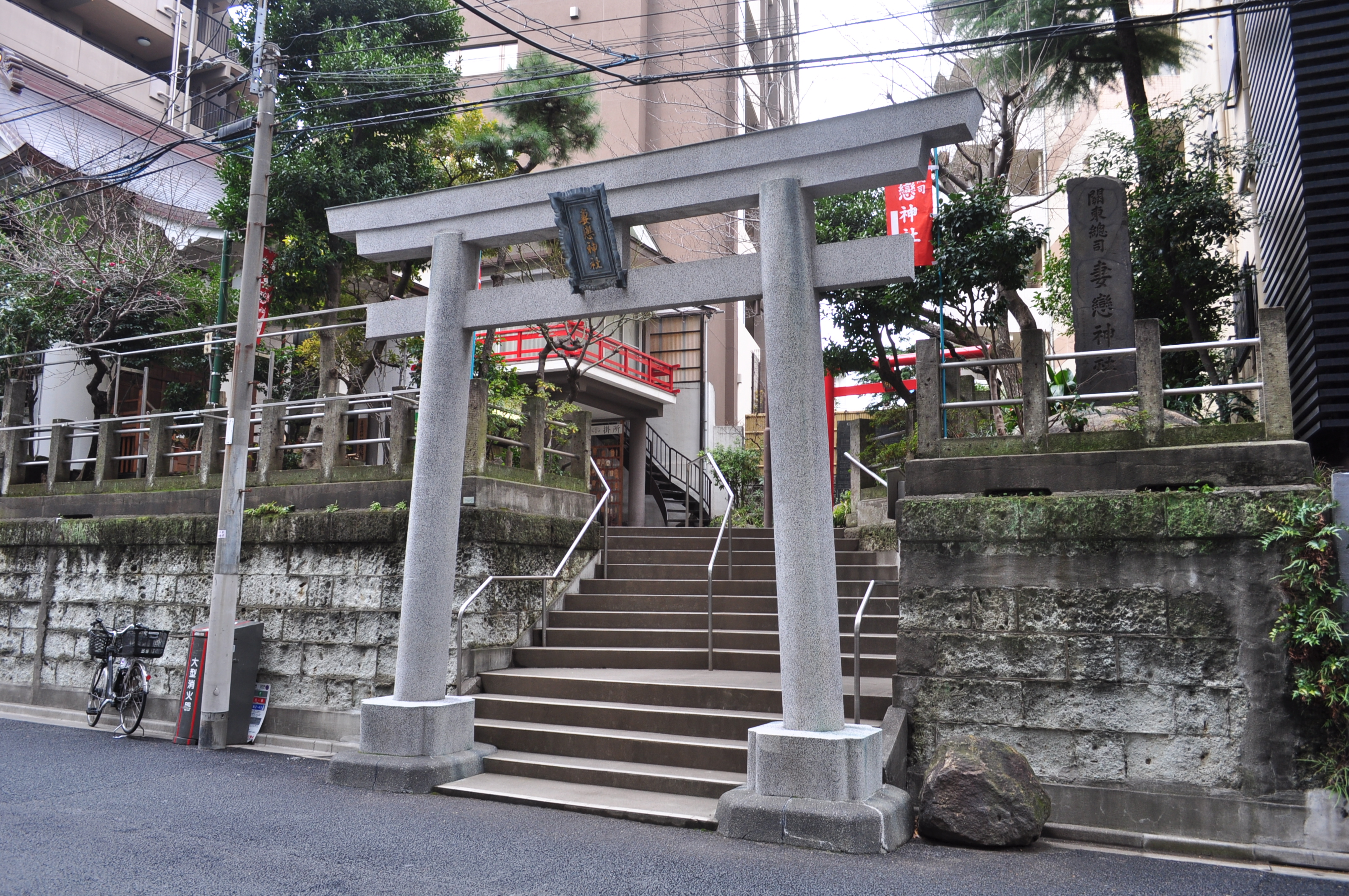
Hachiman torii
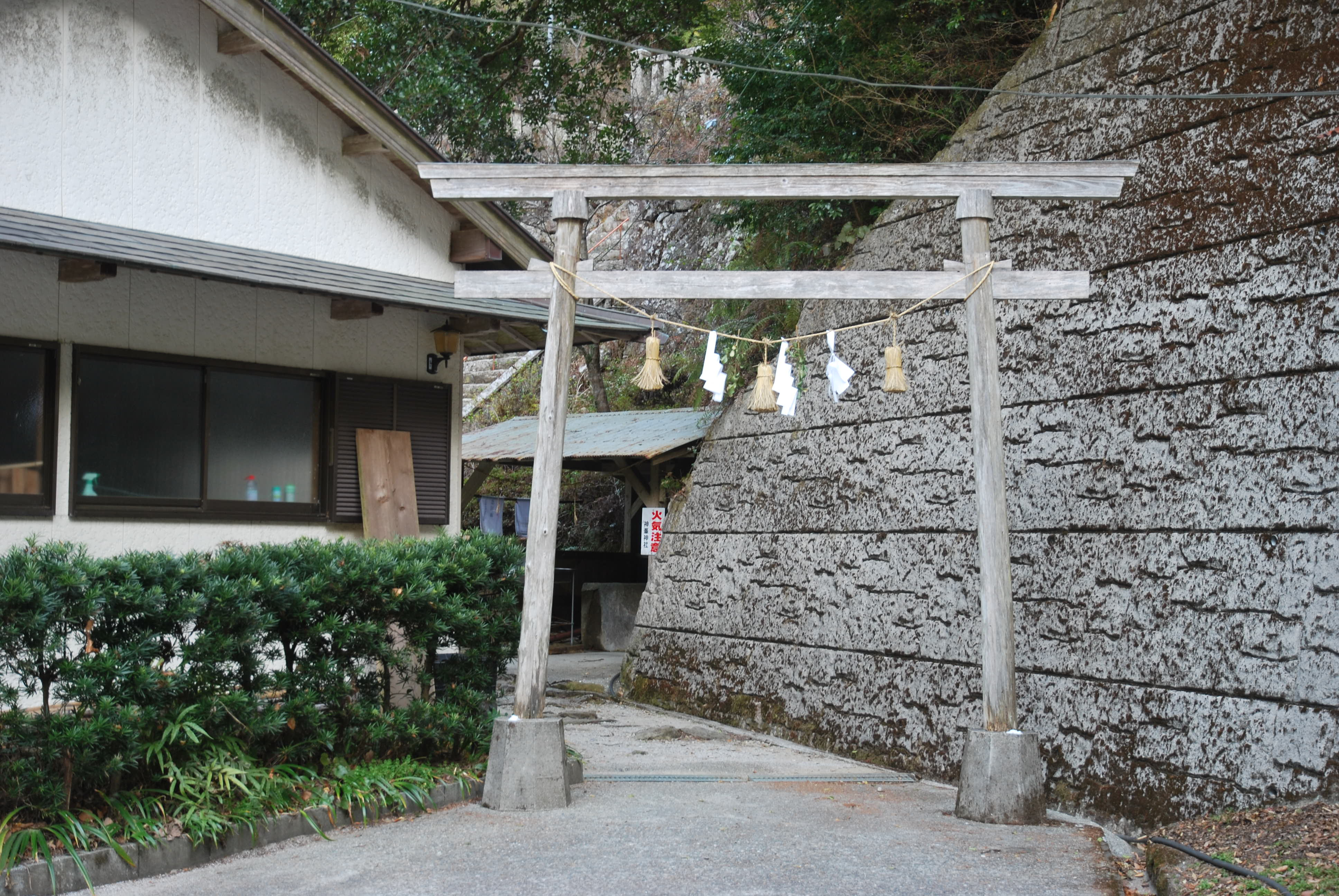
Kōnomine torii
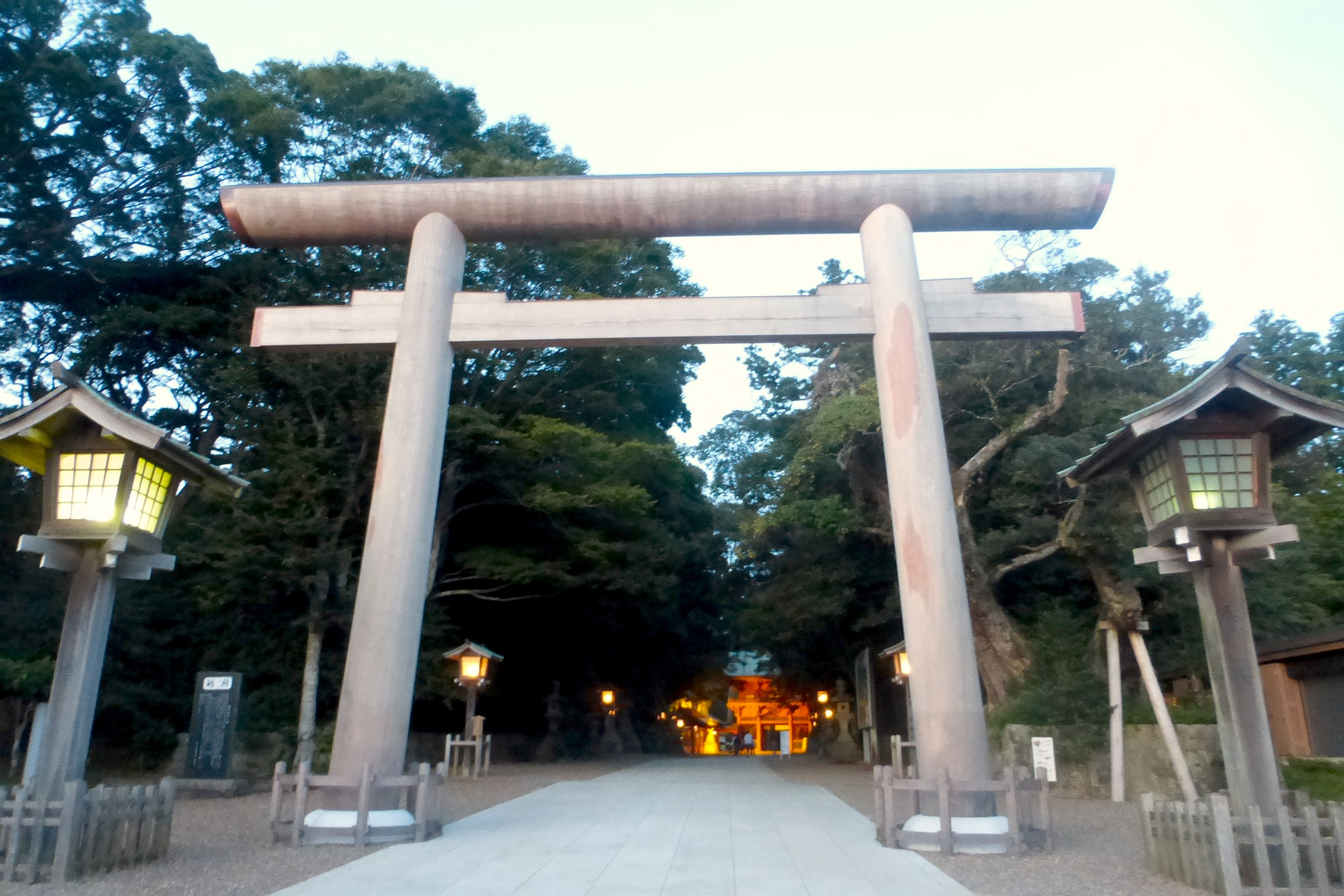
Kashima torii
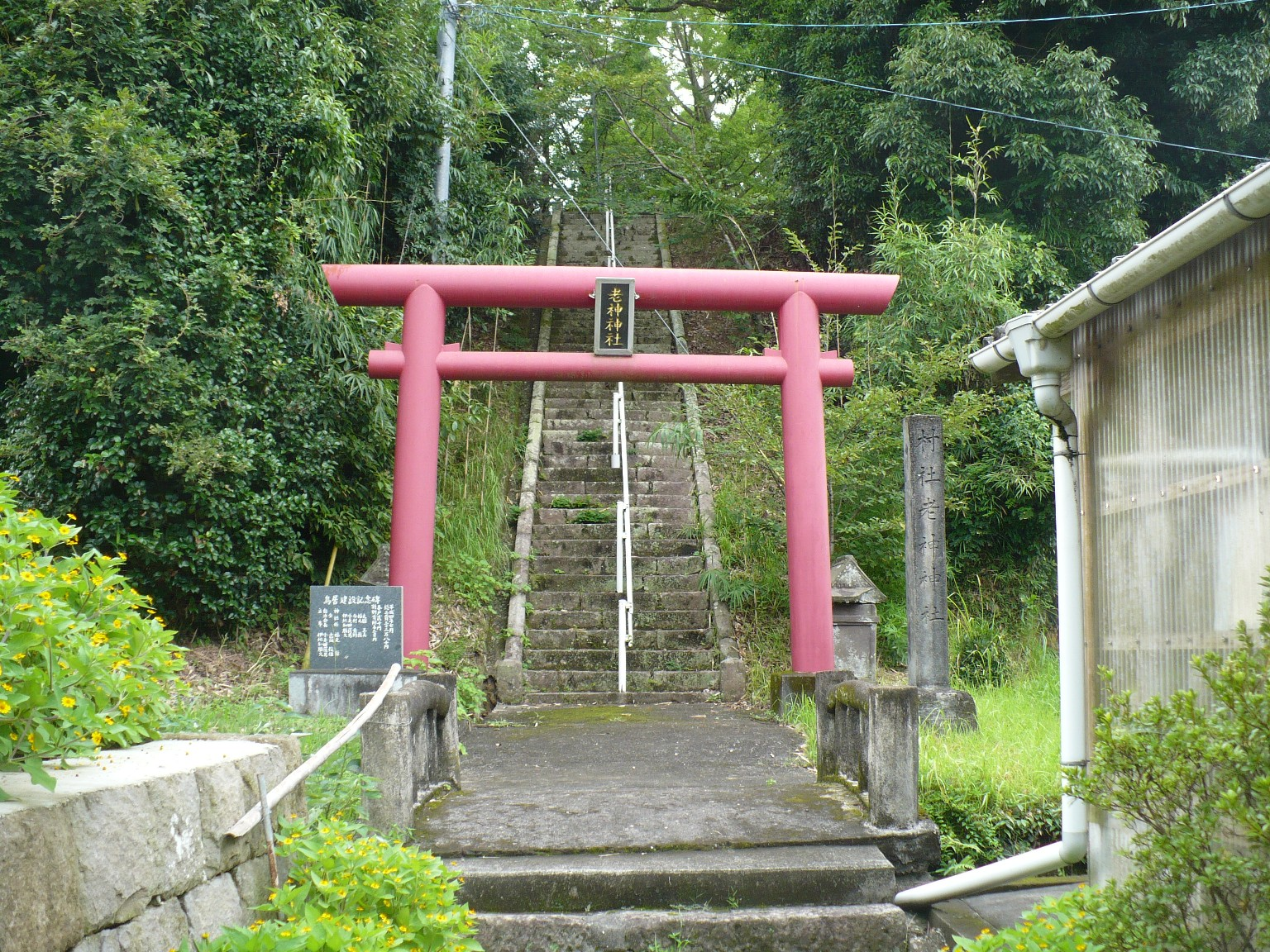
Munetada torii
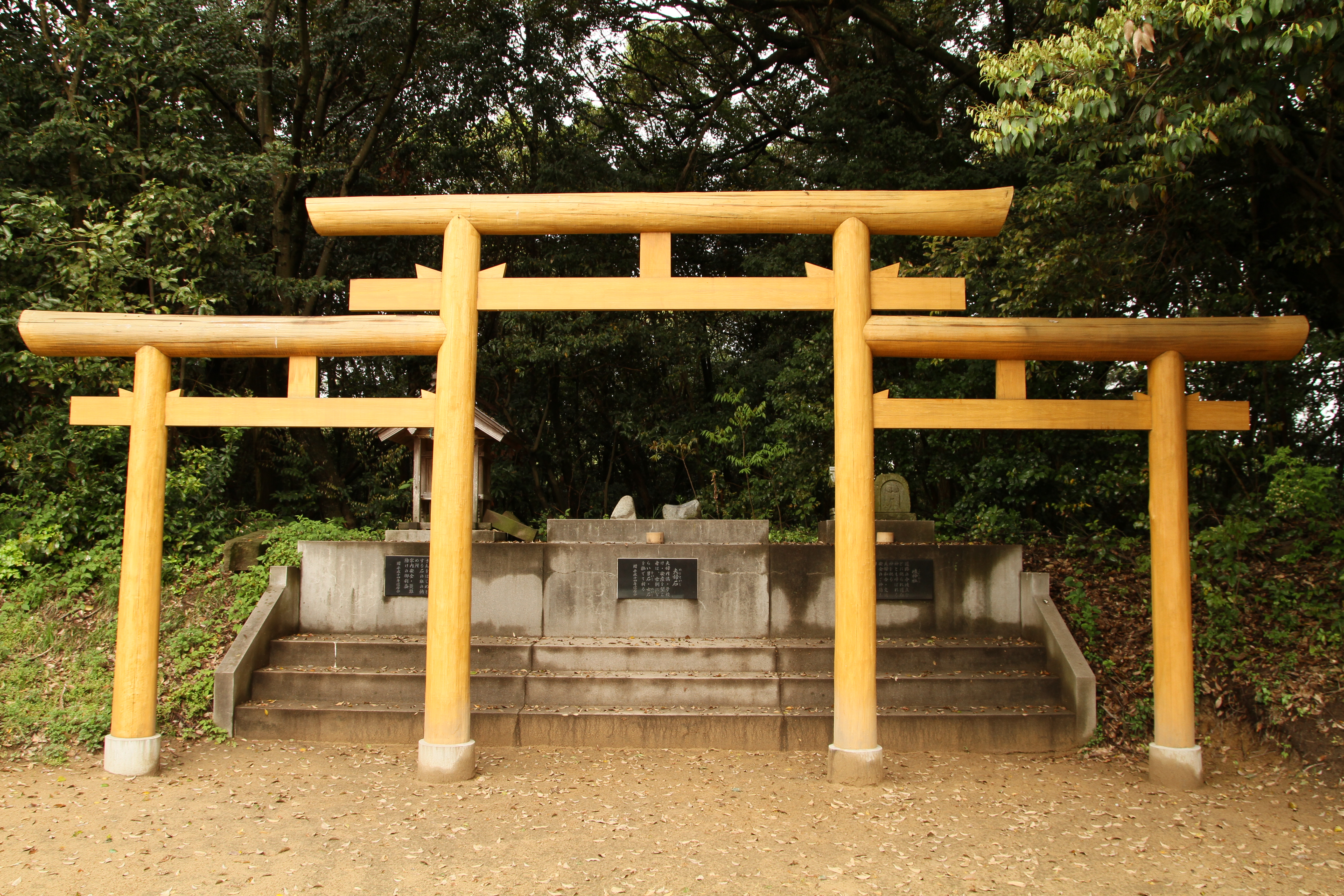
Munetadamiwa torii
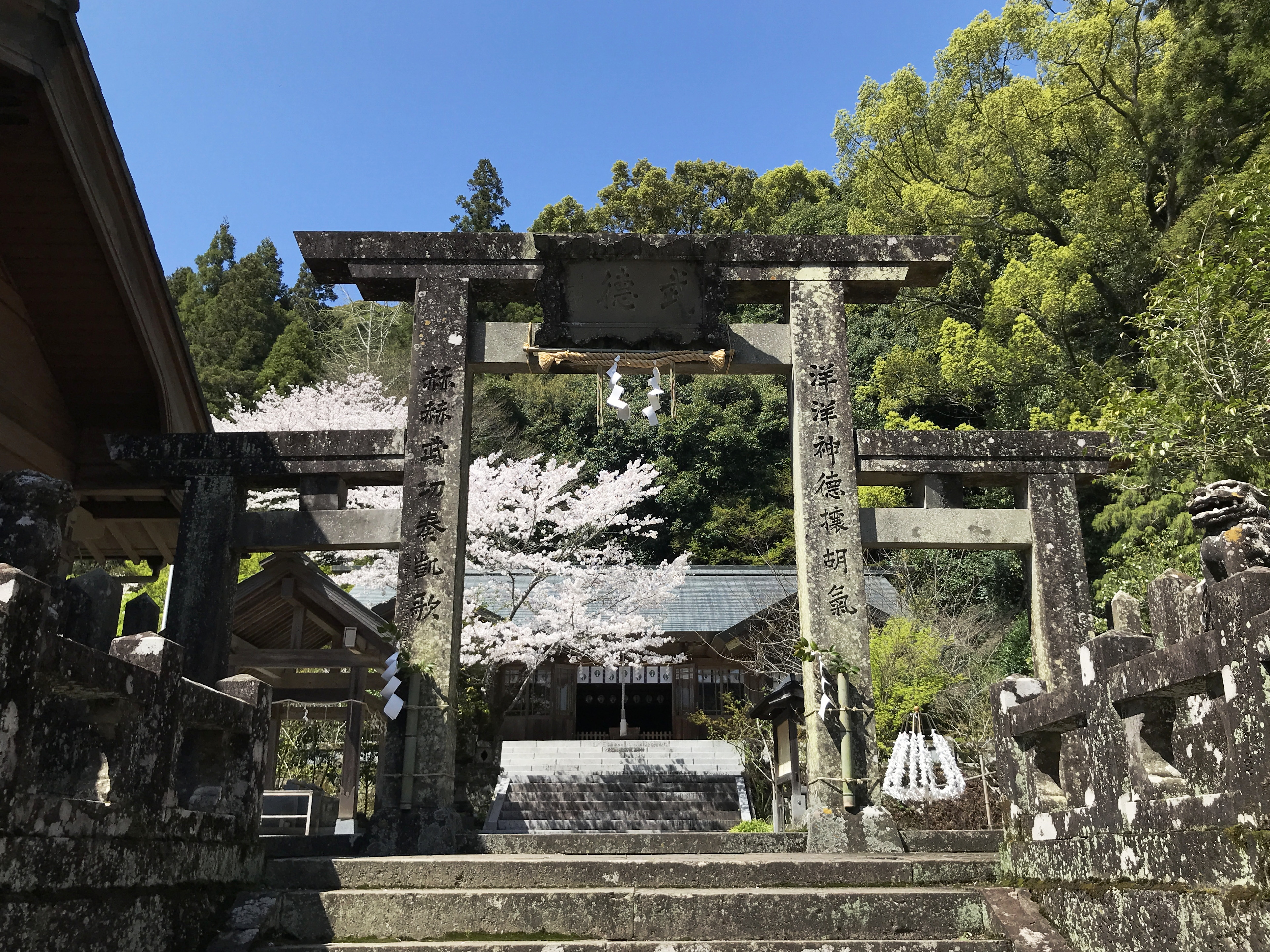
Kakumiwa torii
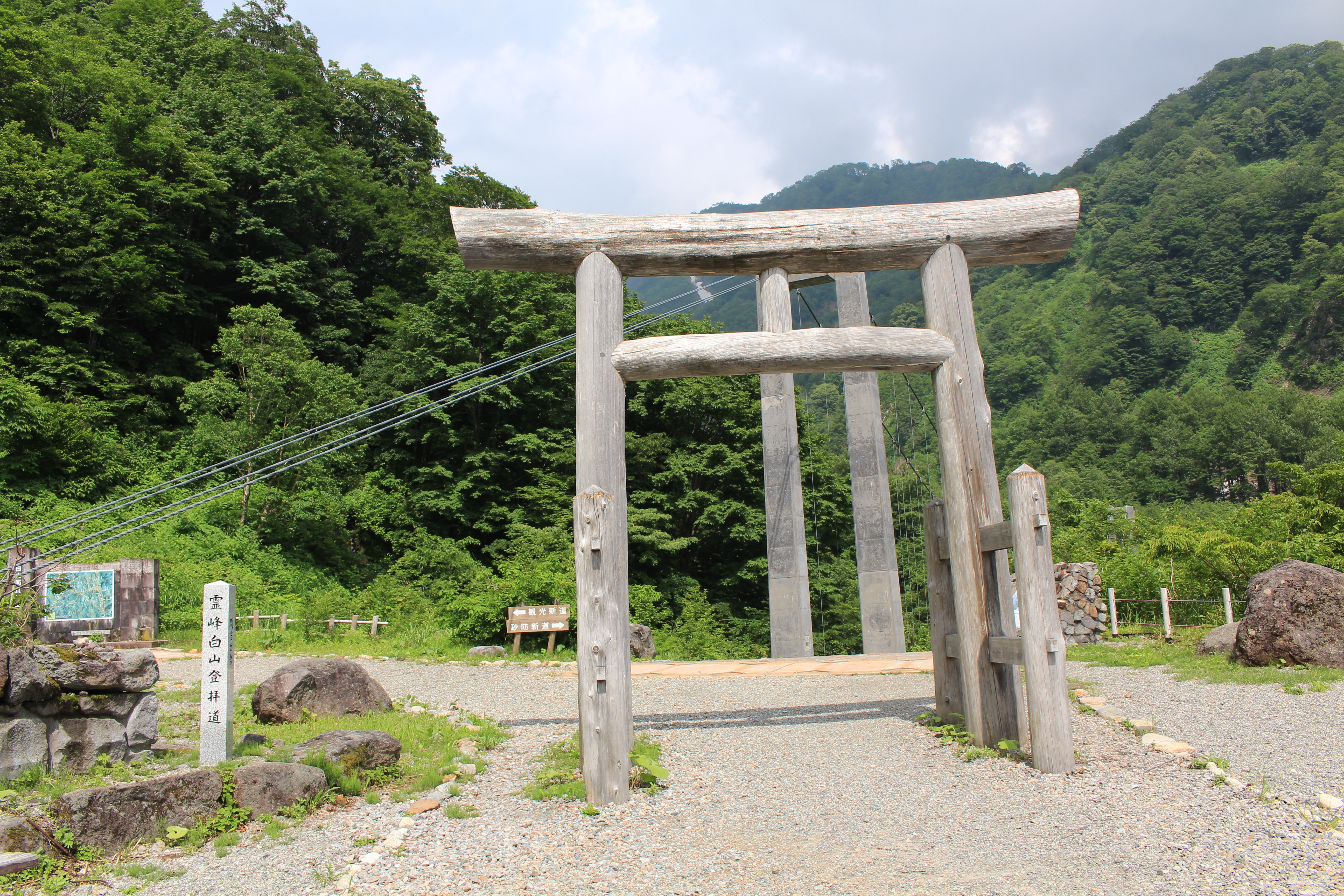
Shinmeiryōbu torii
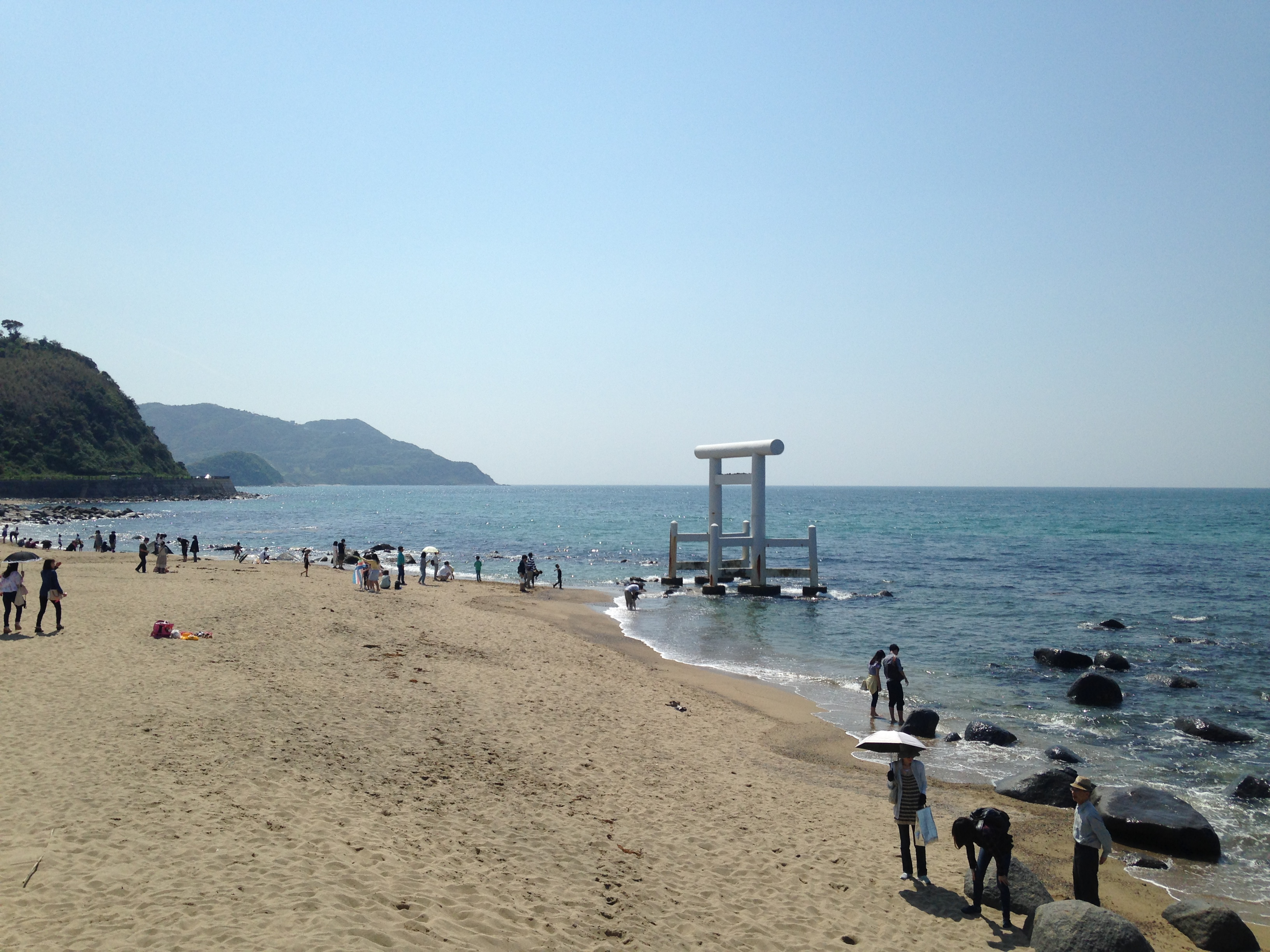
Yasukuniryōbu torii
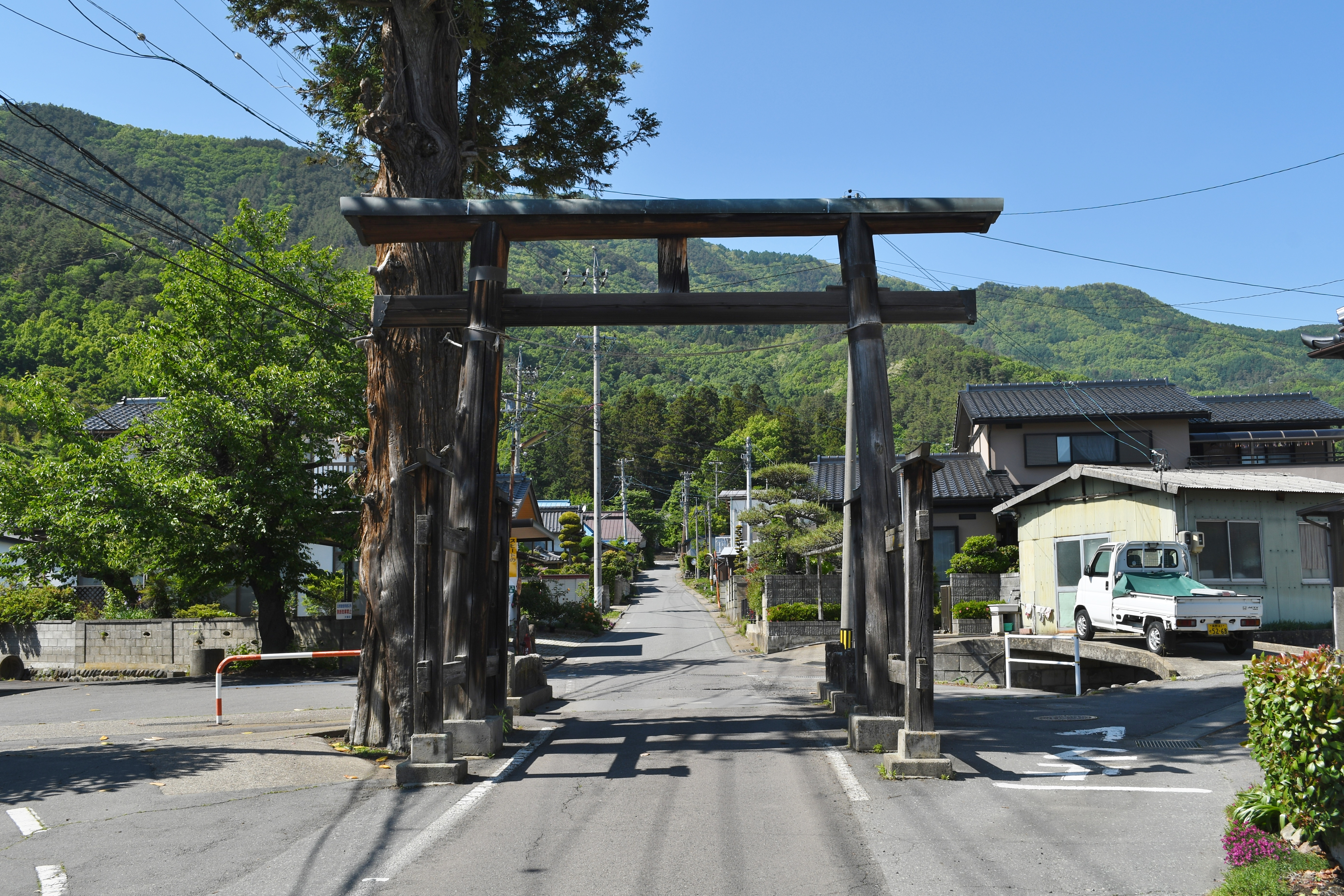
Munetadaryōbu torii
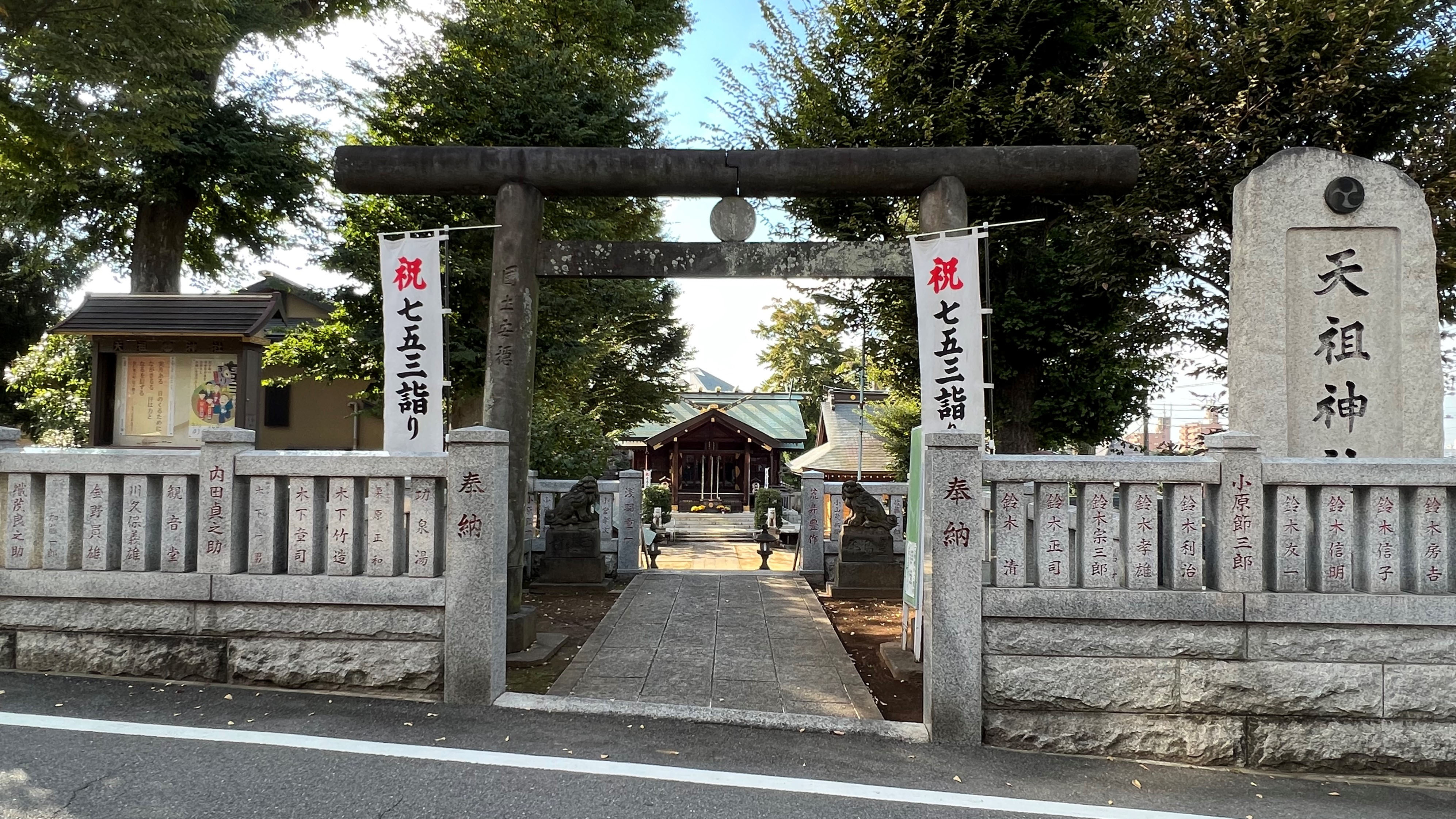
Tenso torii
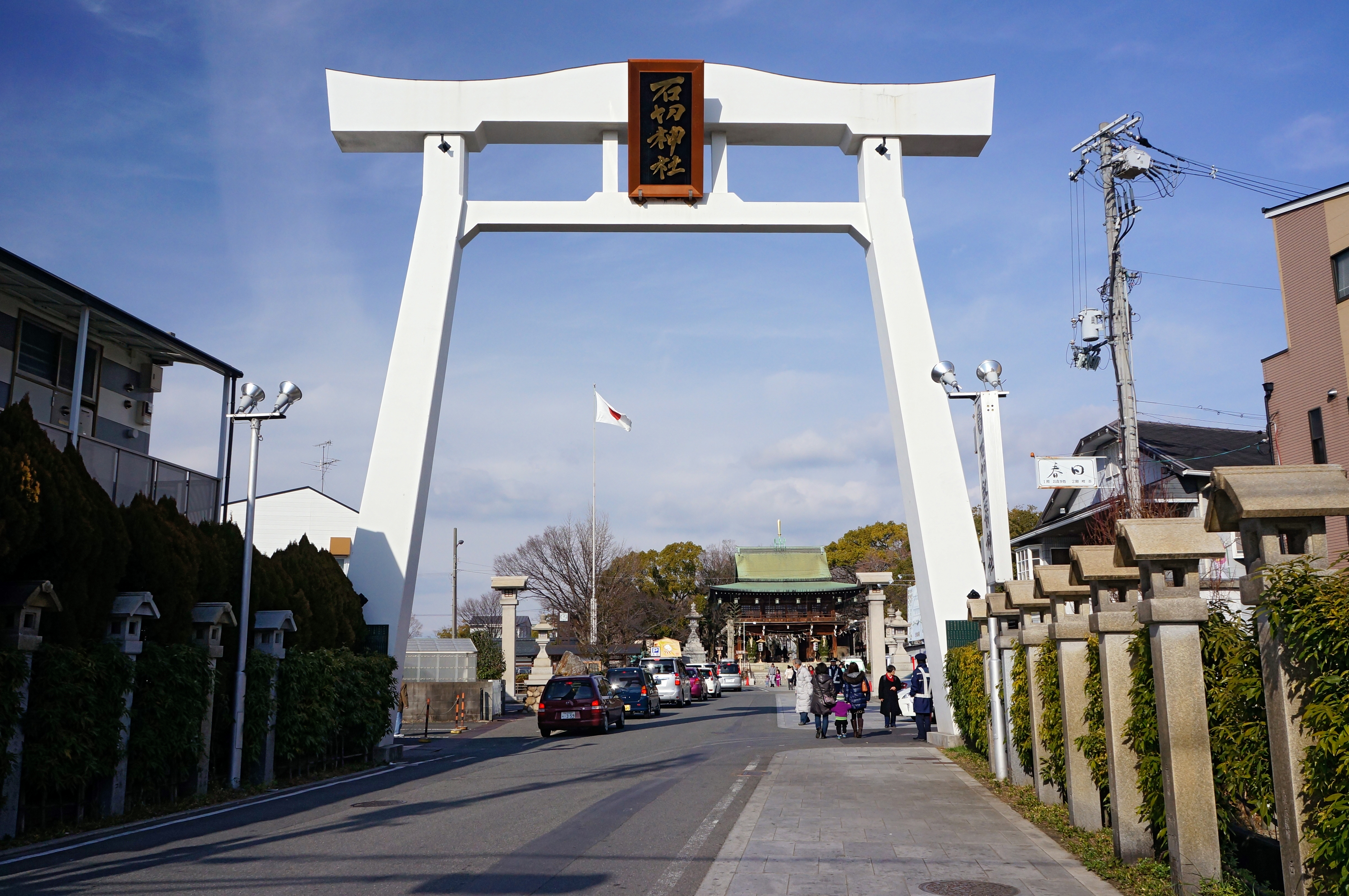
Namiuchi torii
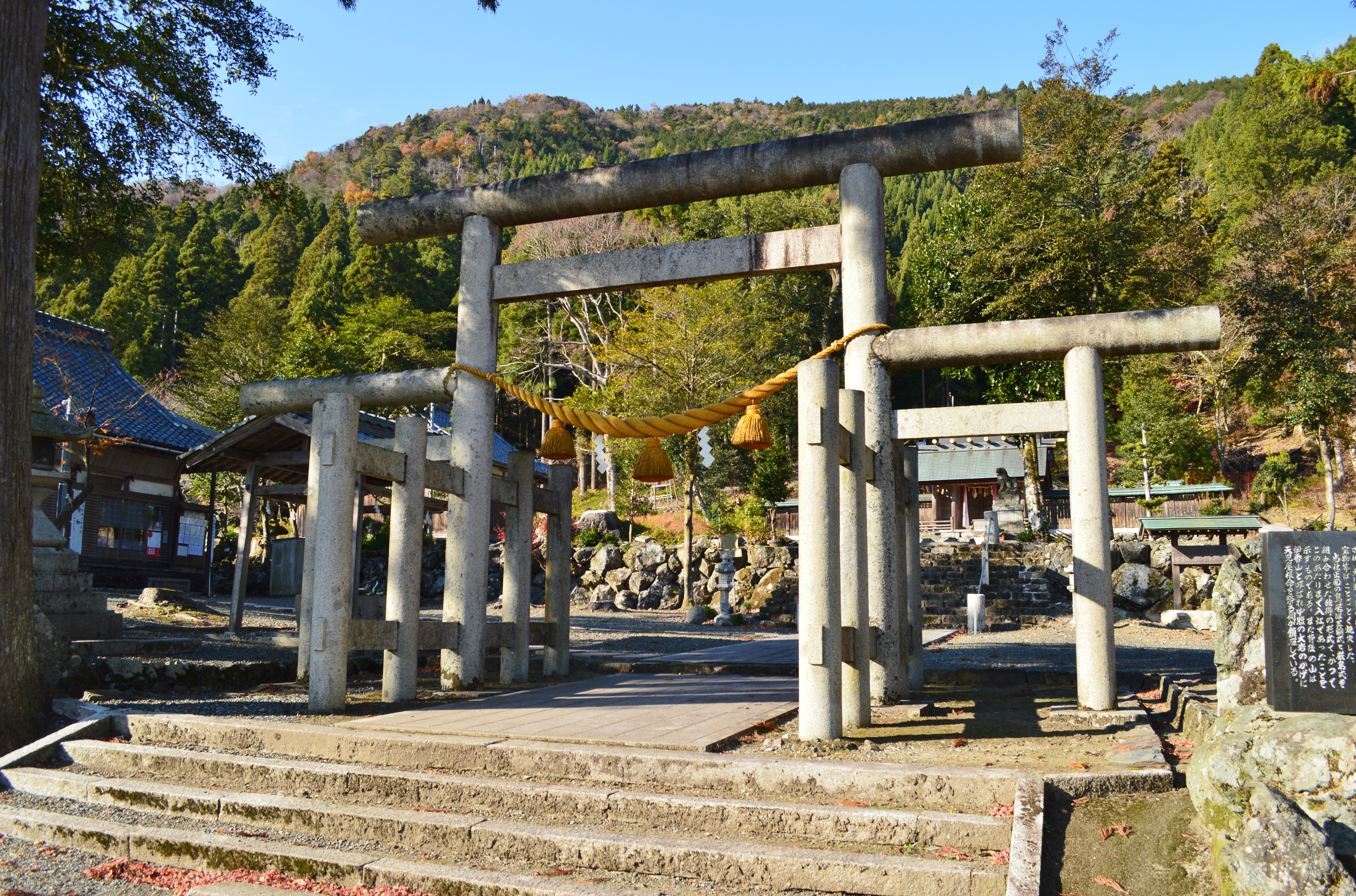
Ika torii
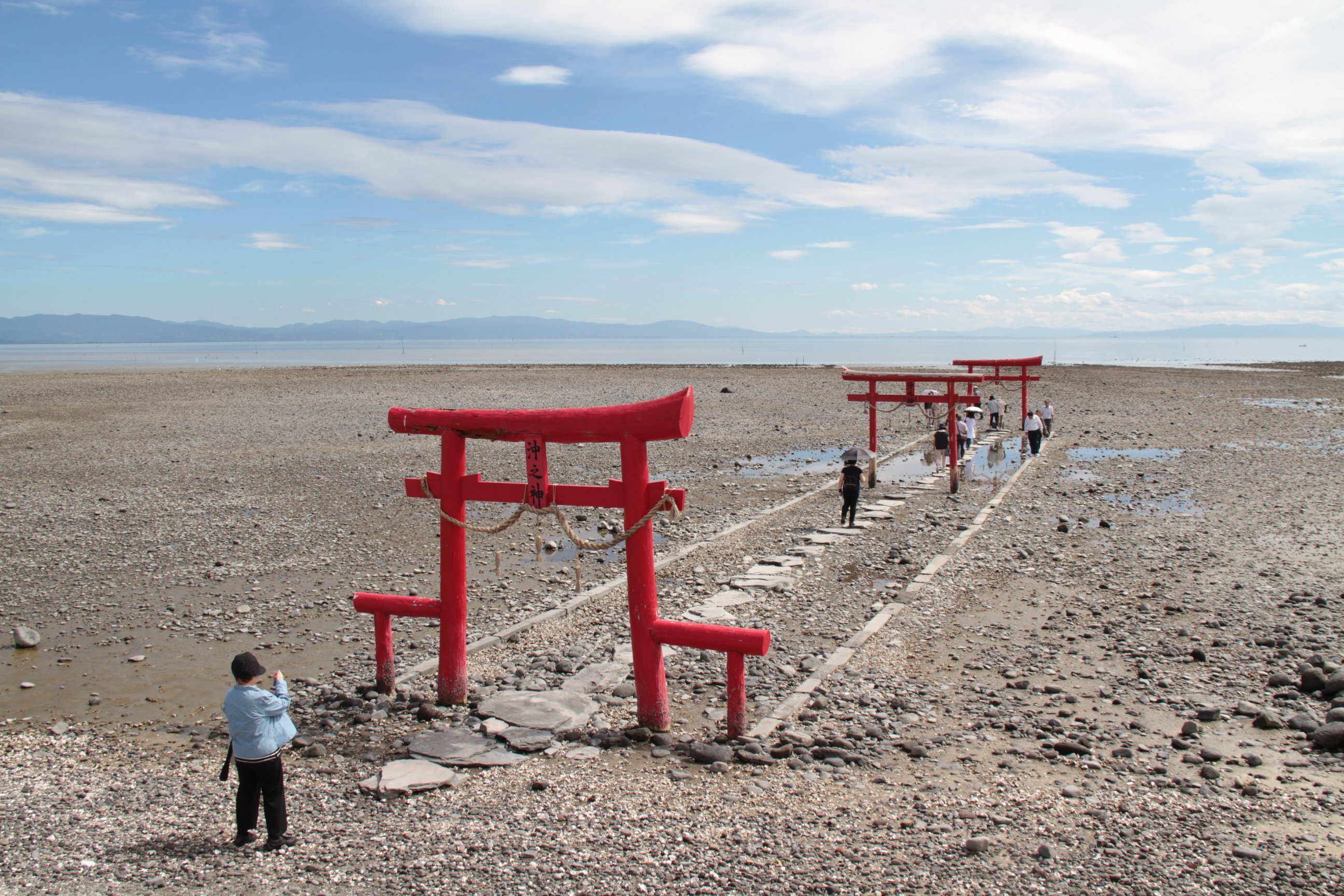
Ōuo torii
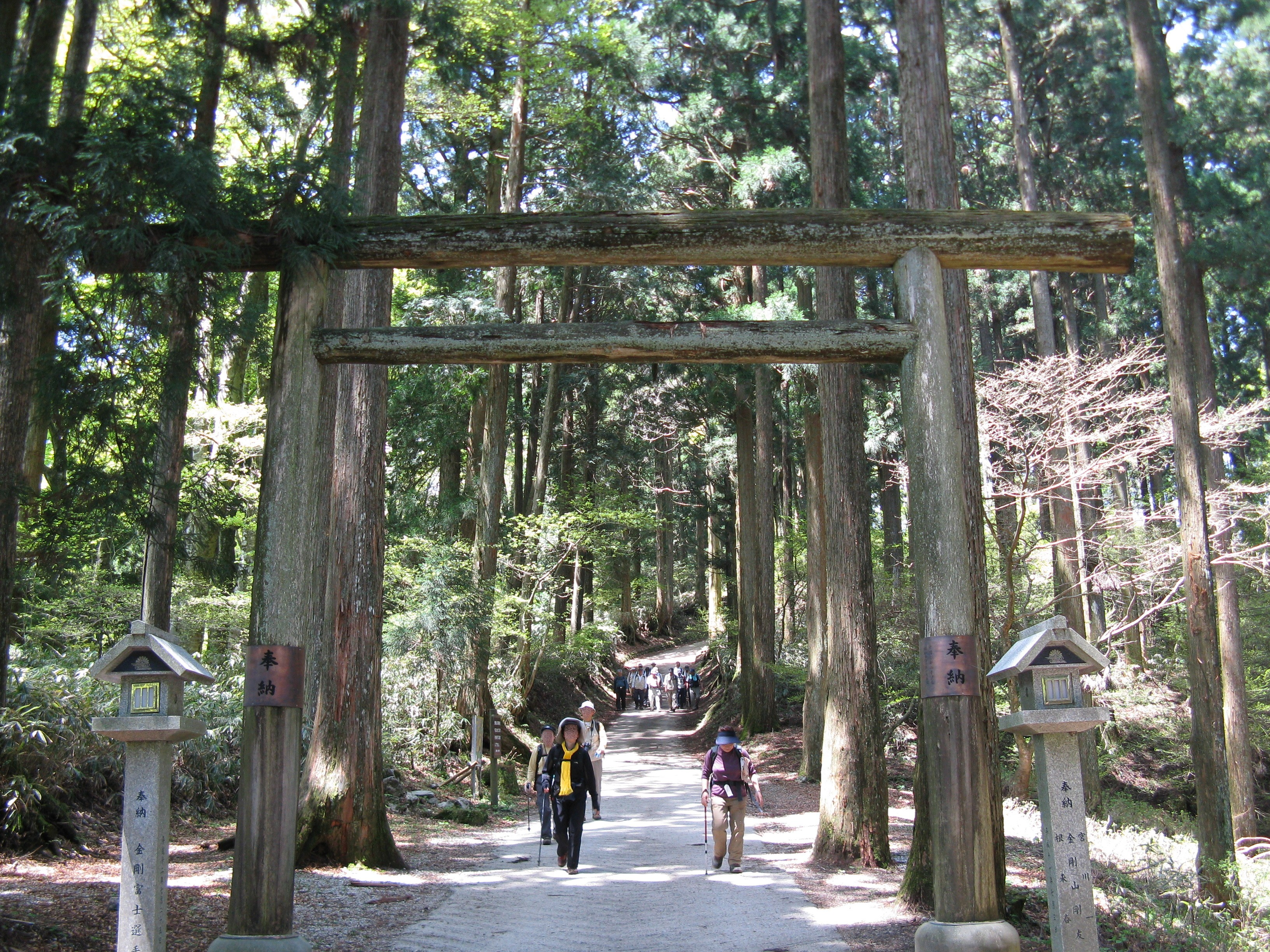
Kuroki torii
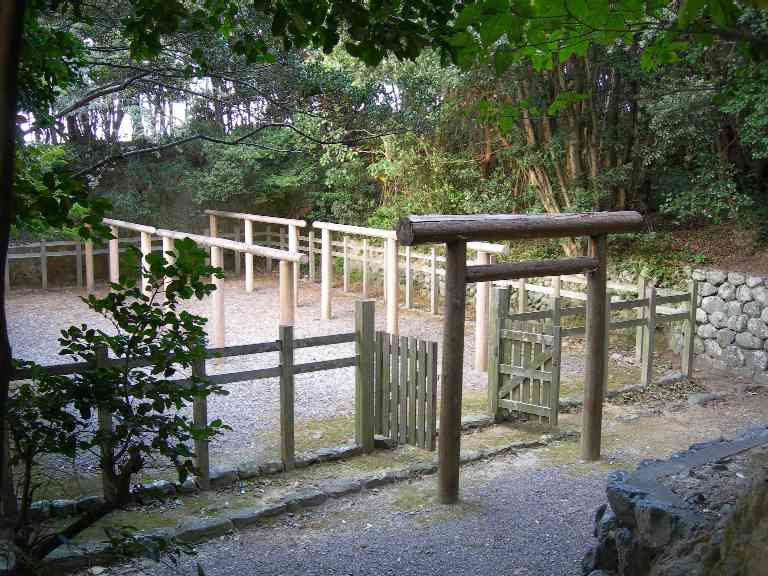
Shiromaruta torii
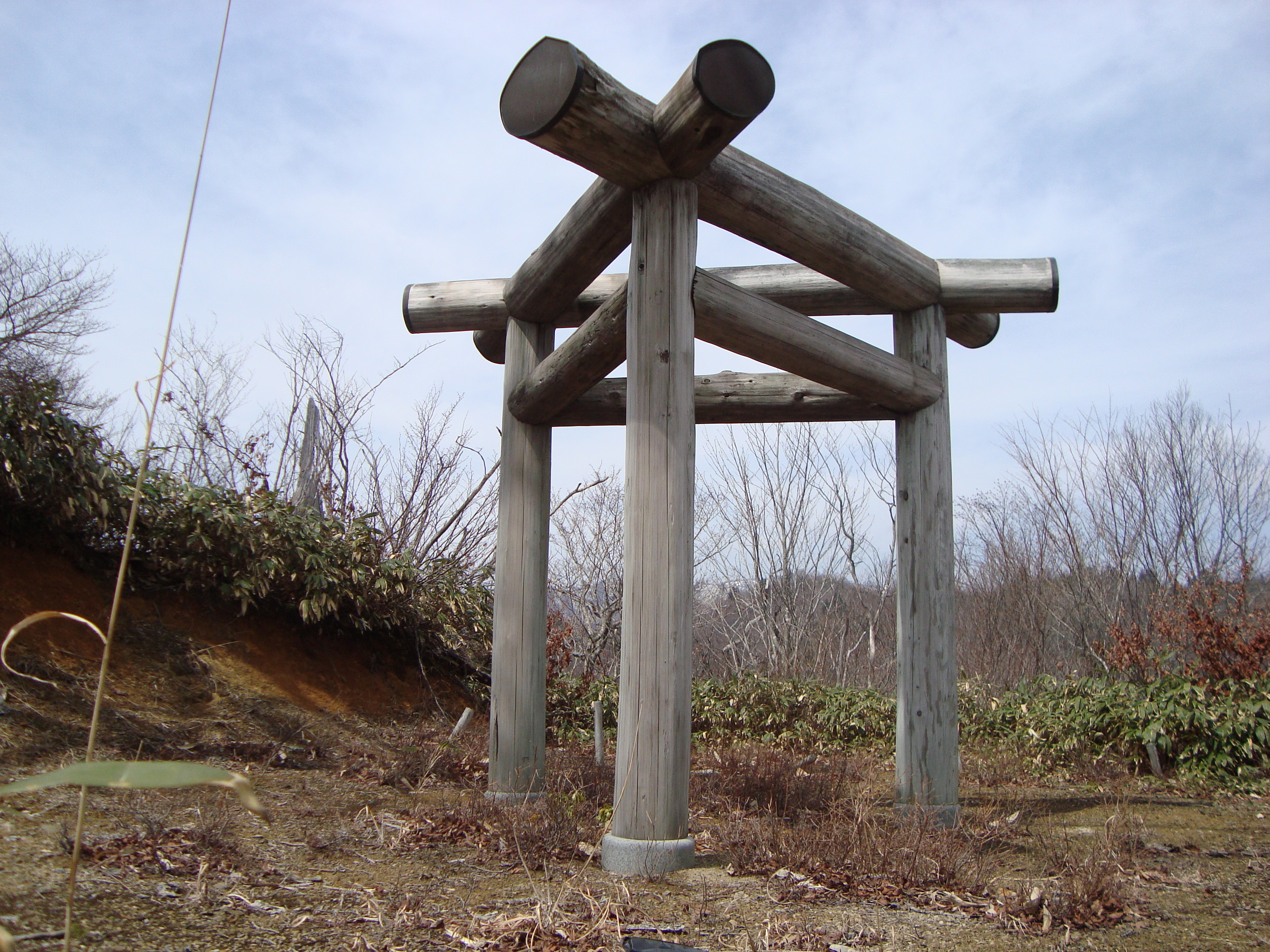
Shinmeimihashira torii
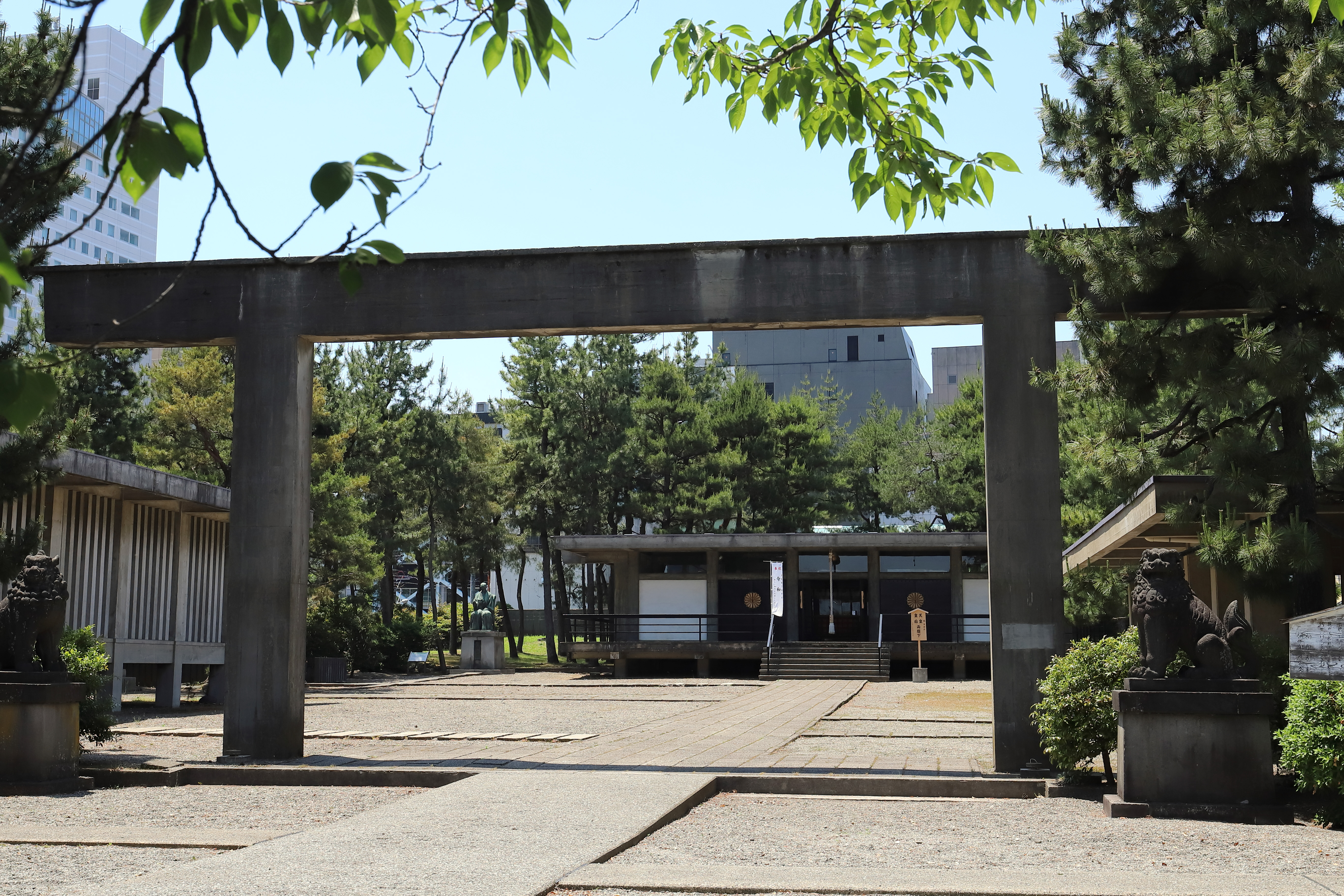
Nukinashi torii
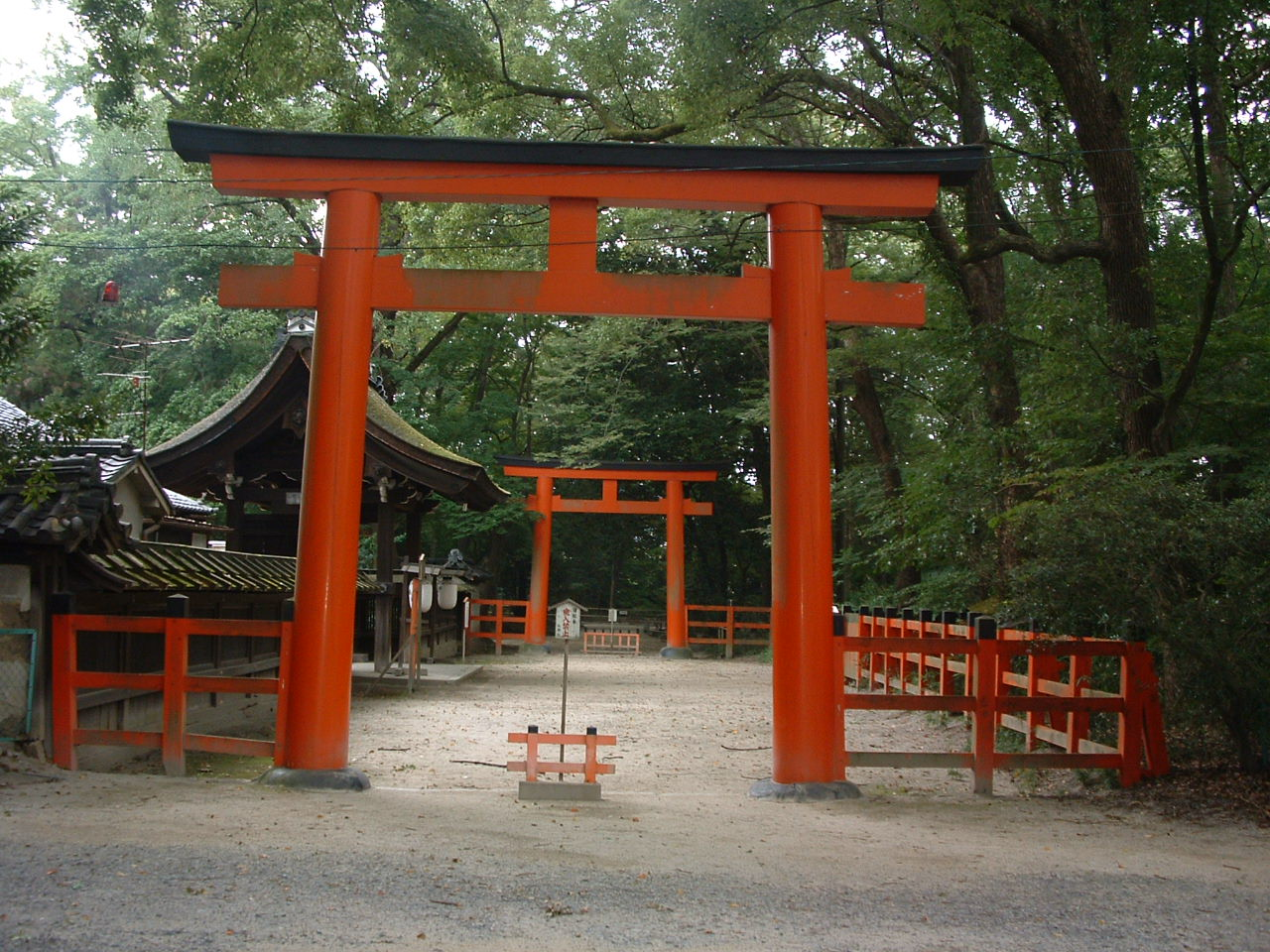
Myōjin torii
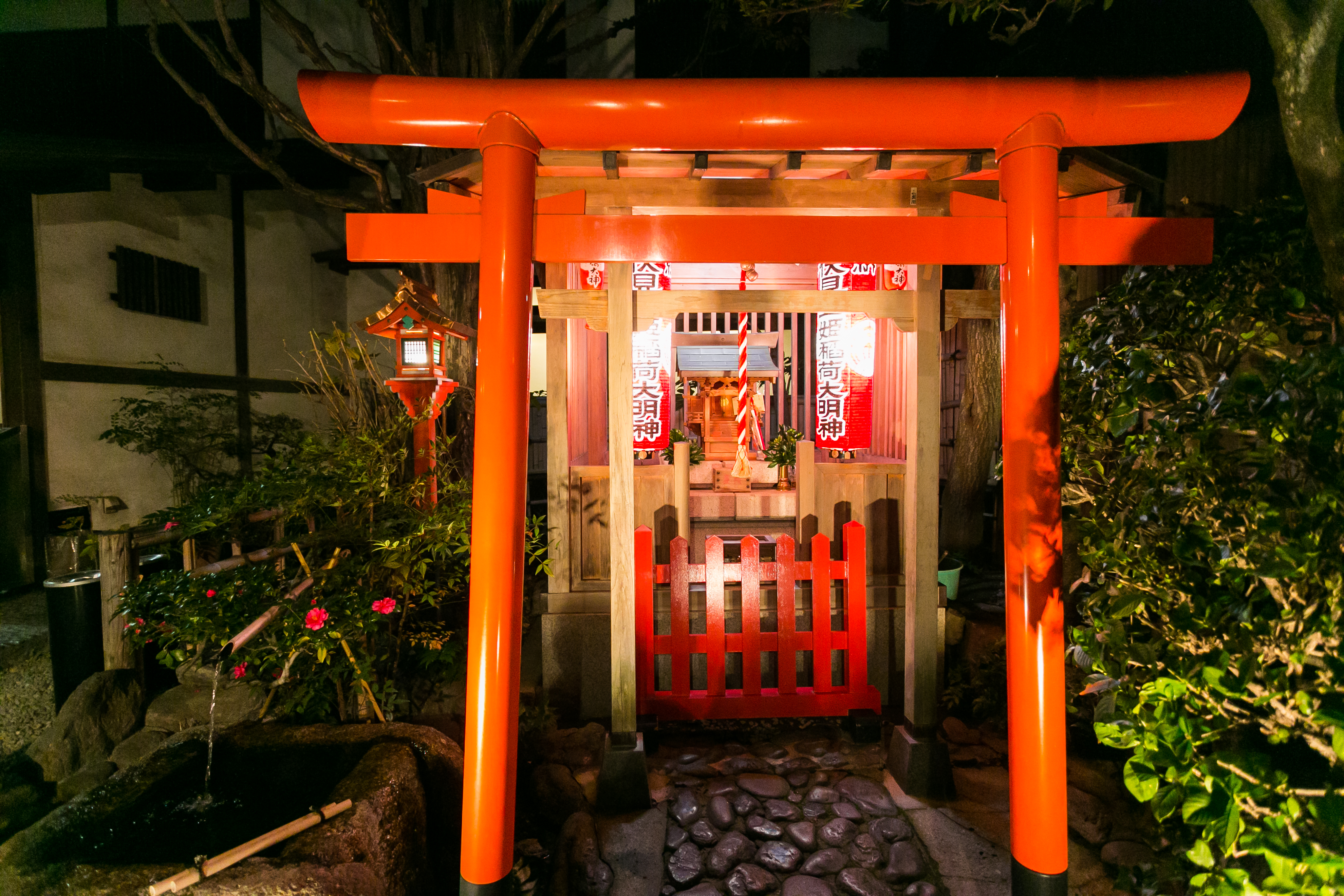
Myōjinkashima torii
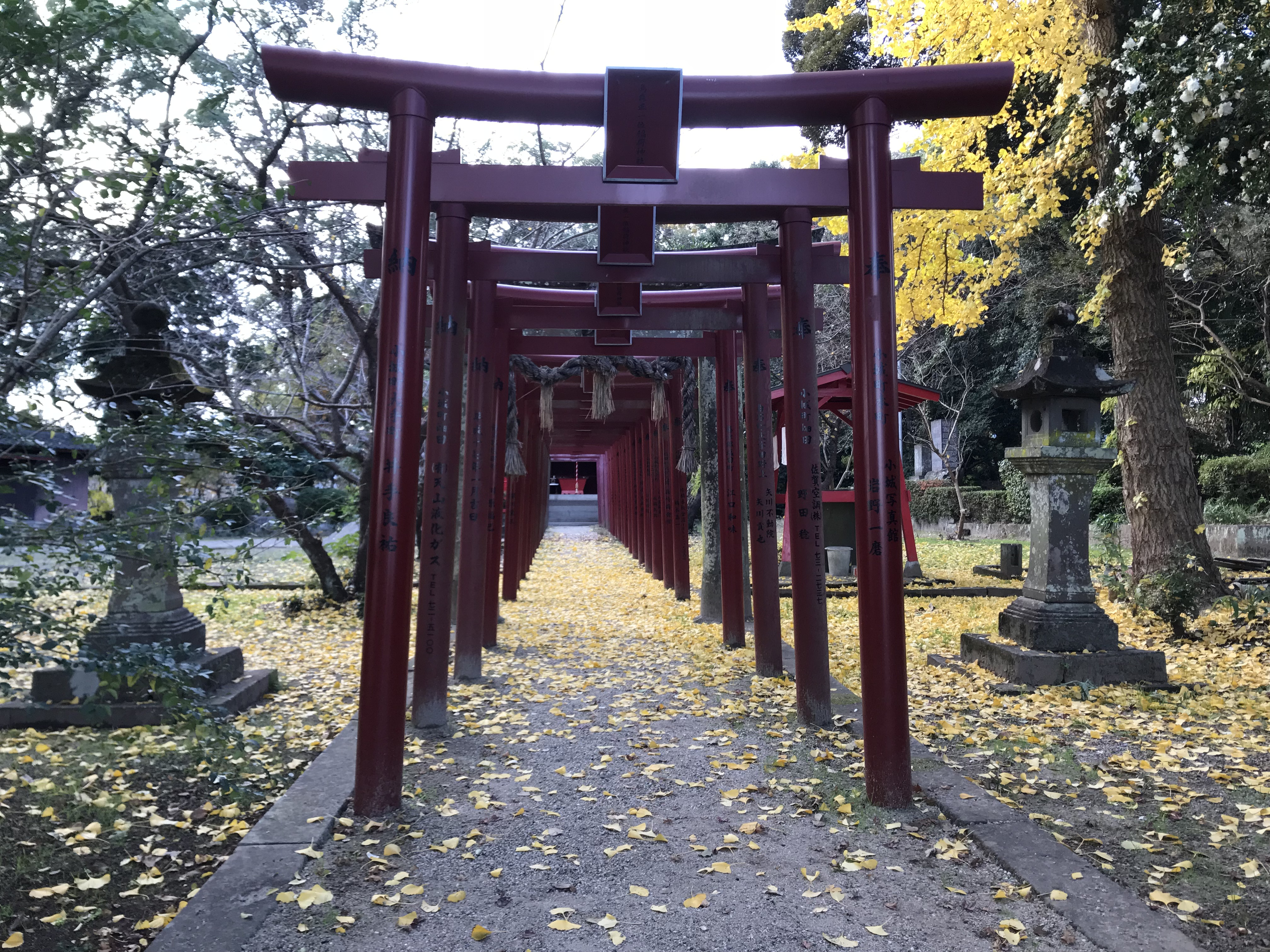
Inari torii
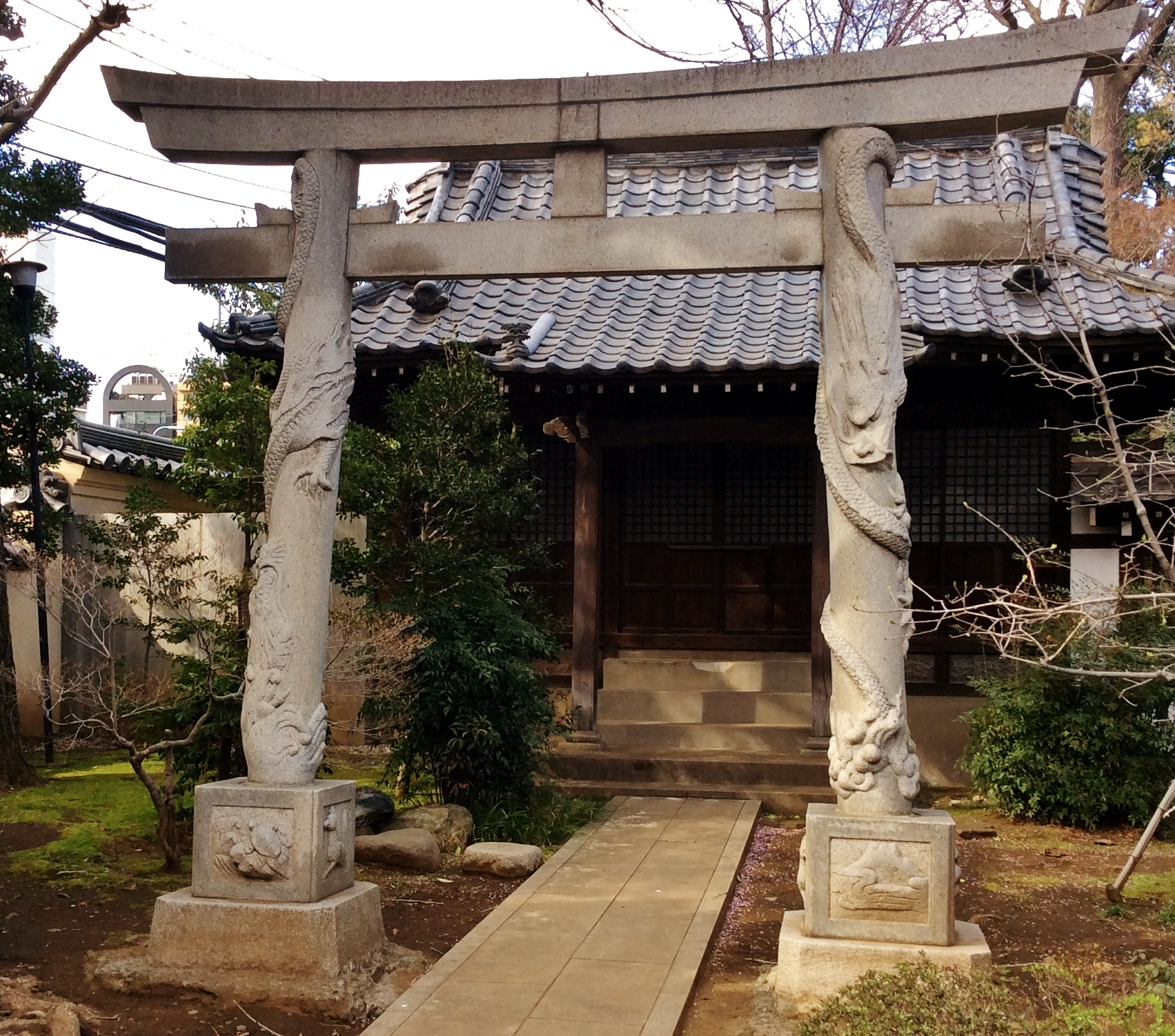
Sōda torii
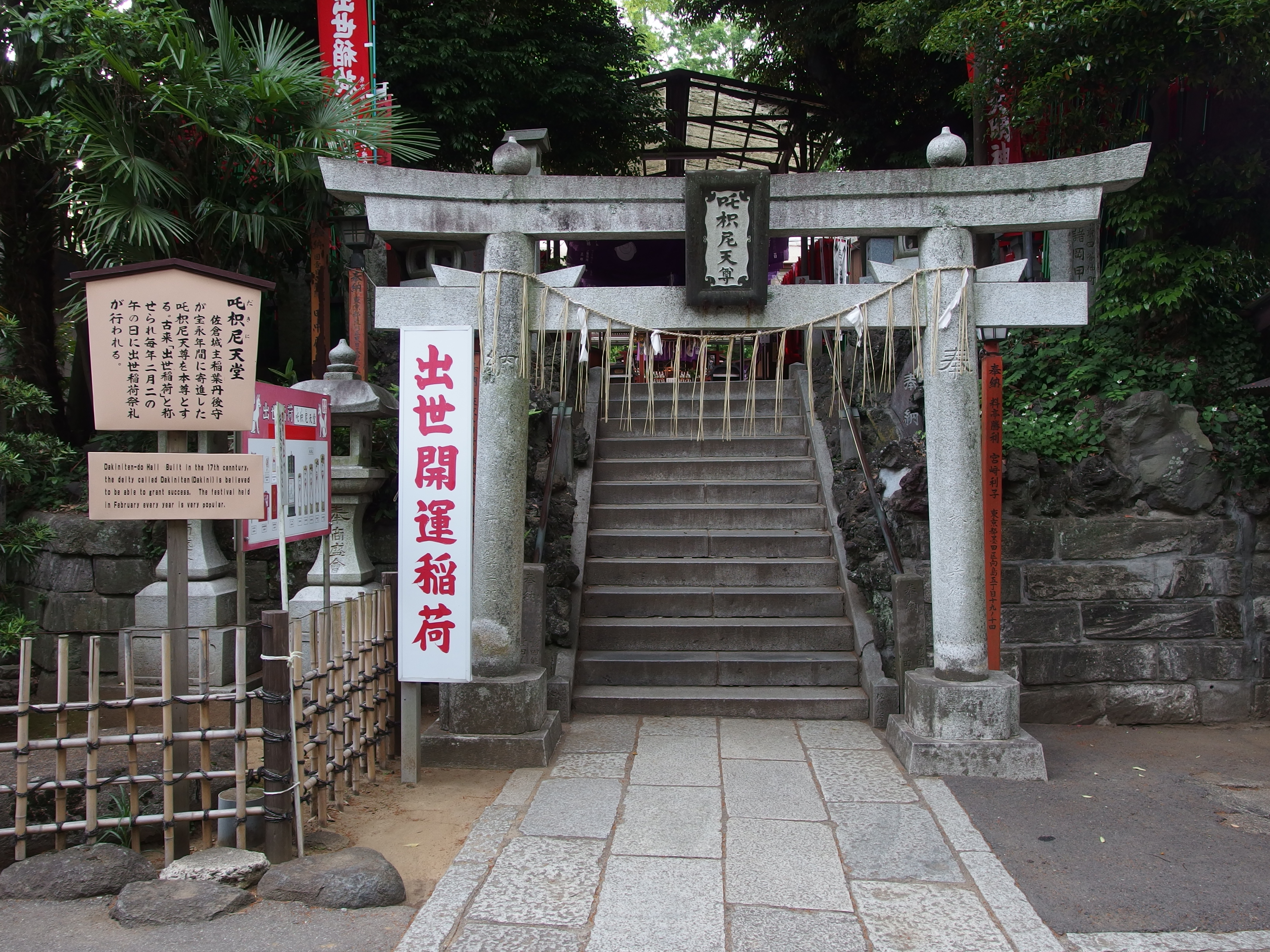
Hōju torii
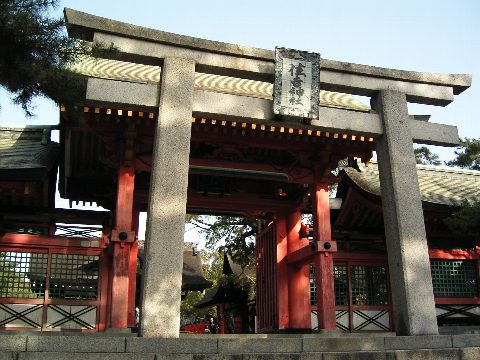
Sumiyoshi torii
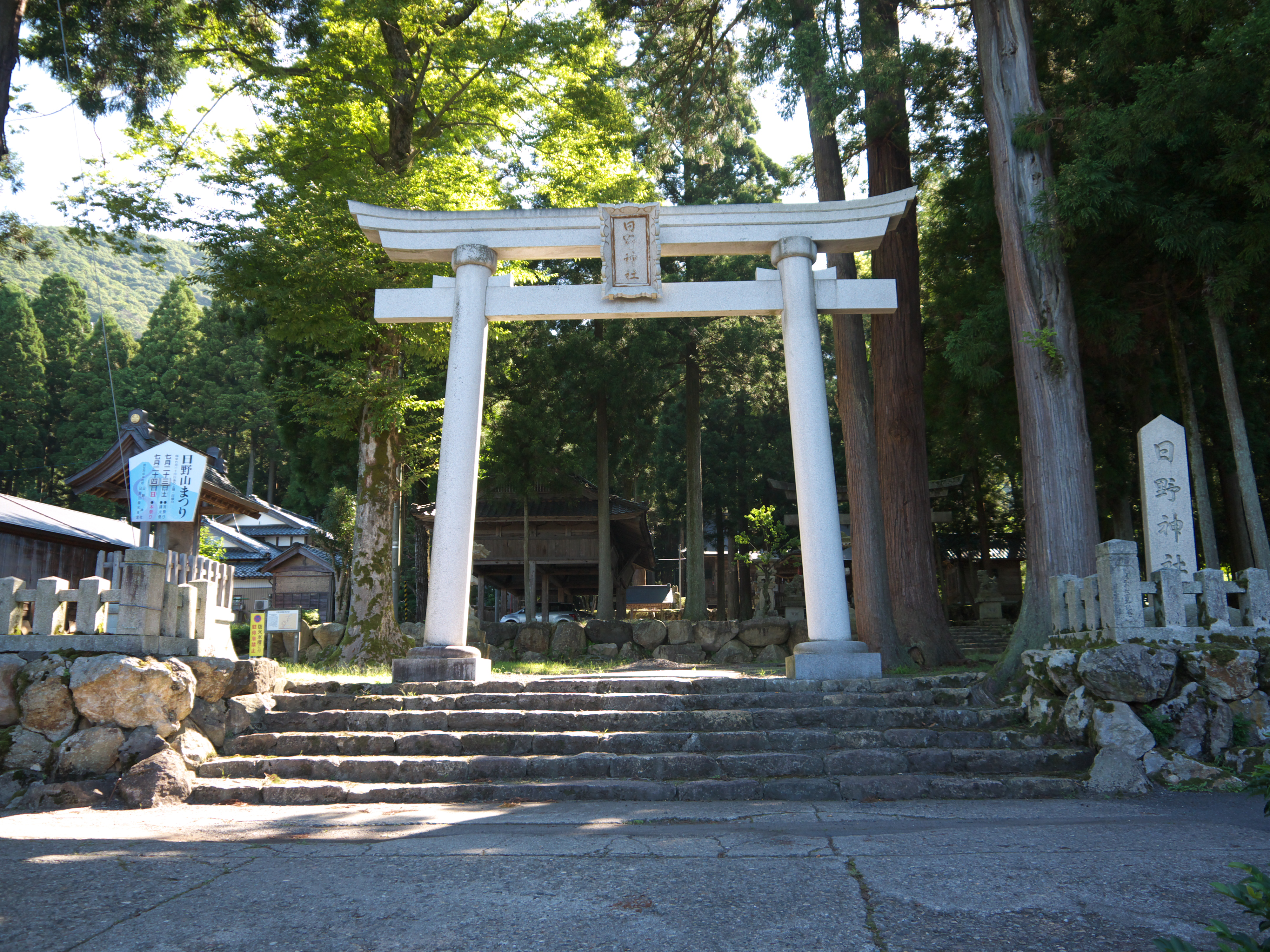
Echizen torii
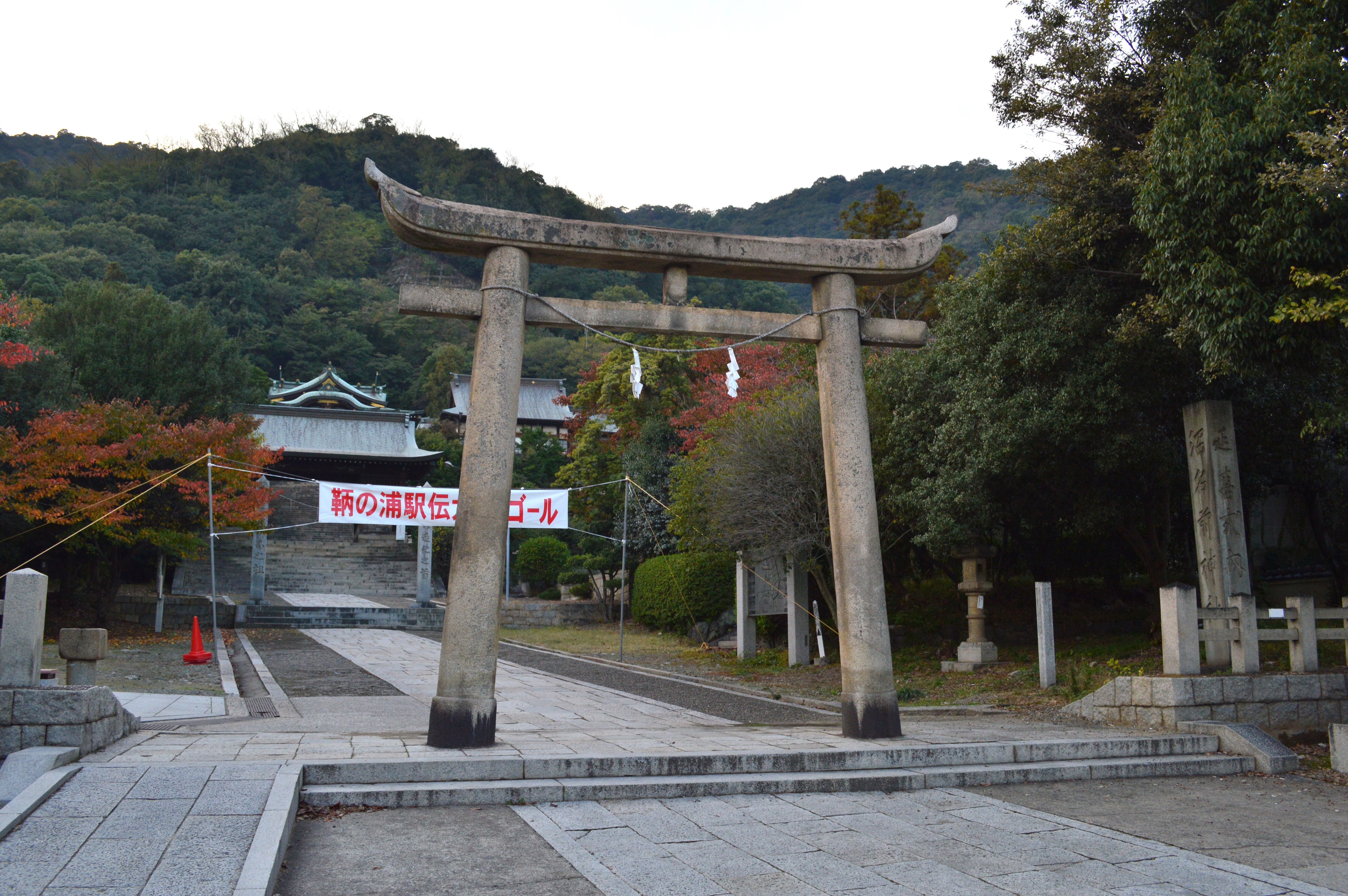
Toribusuma torii
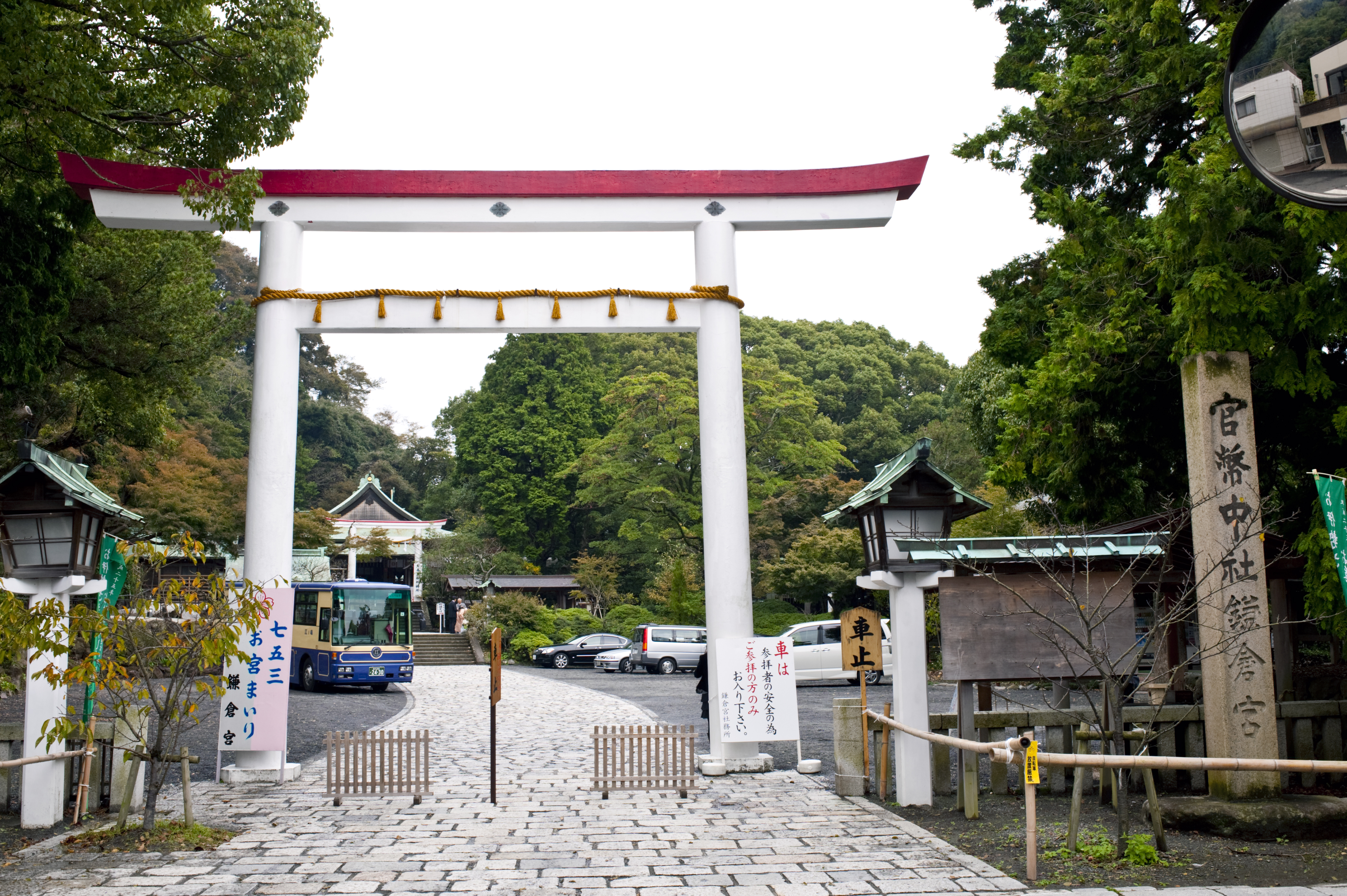
Jōnangū torii
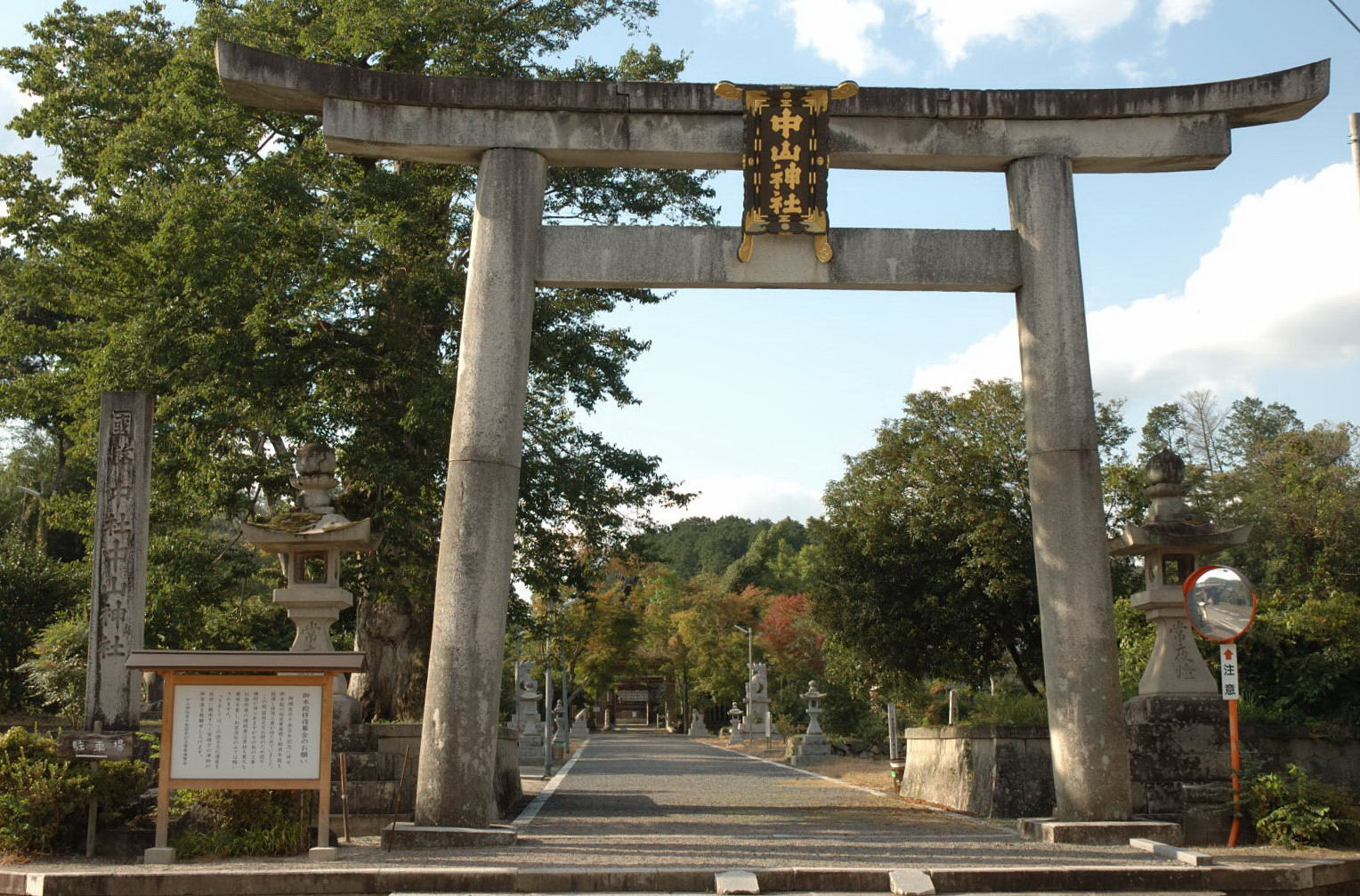
Nakayama torii
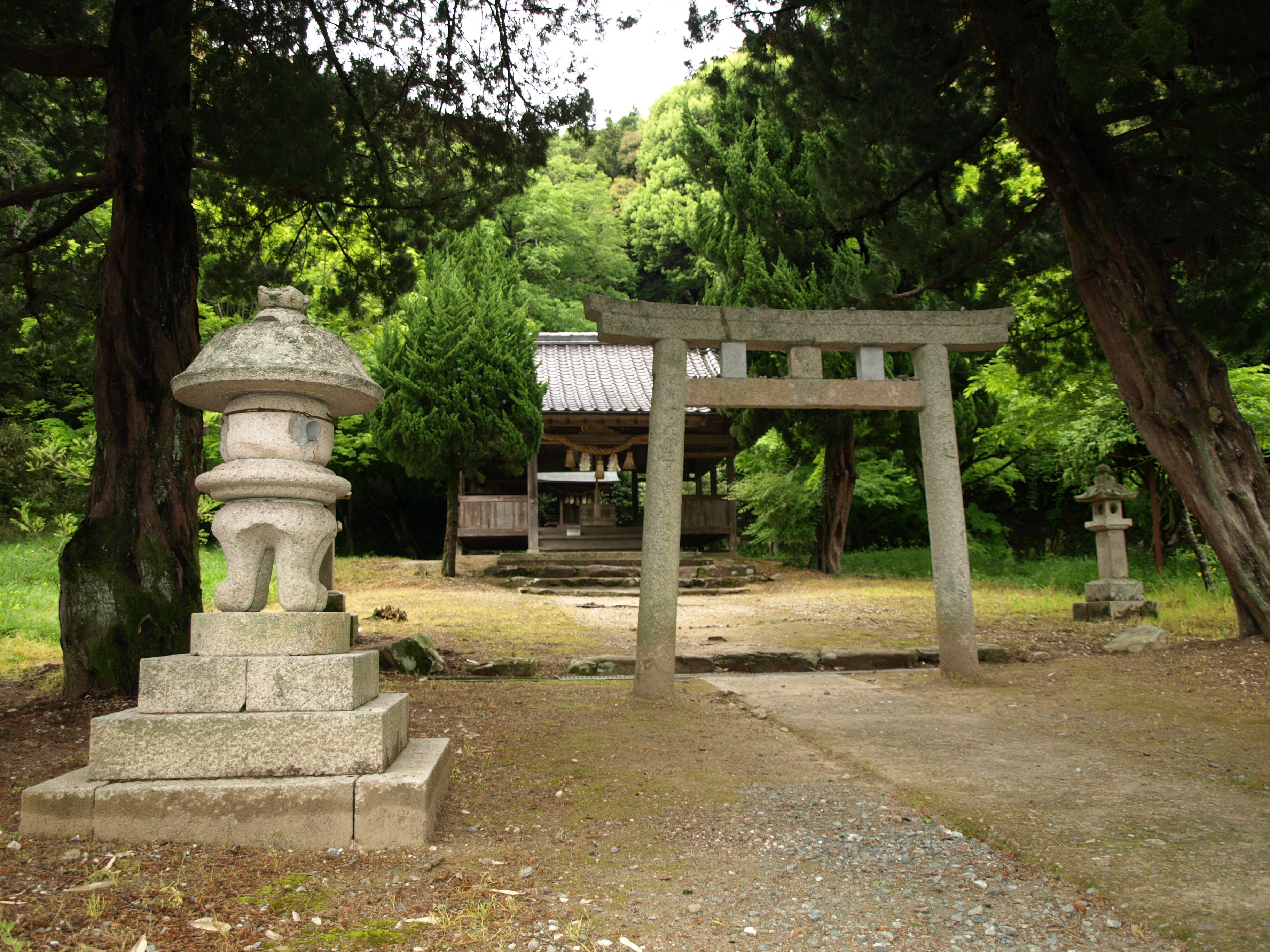
Tagakutsuka torii
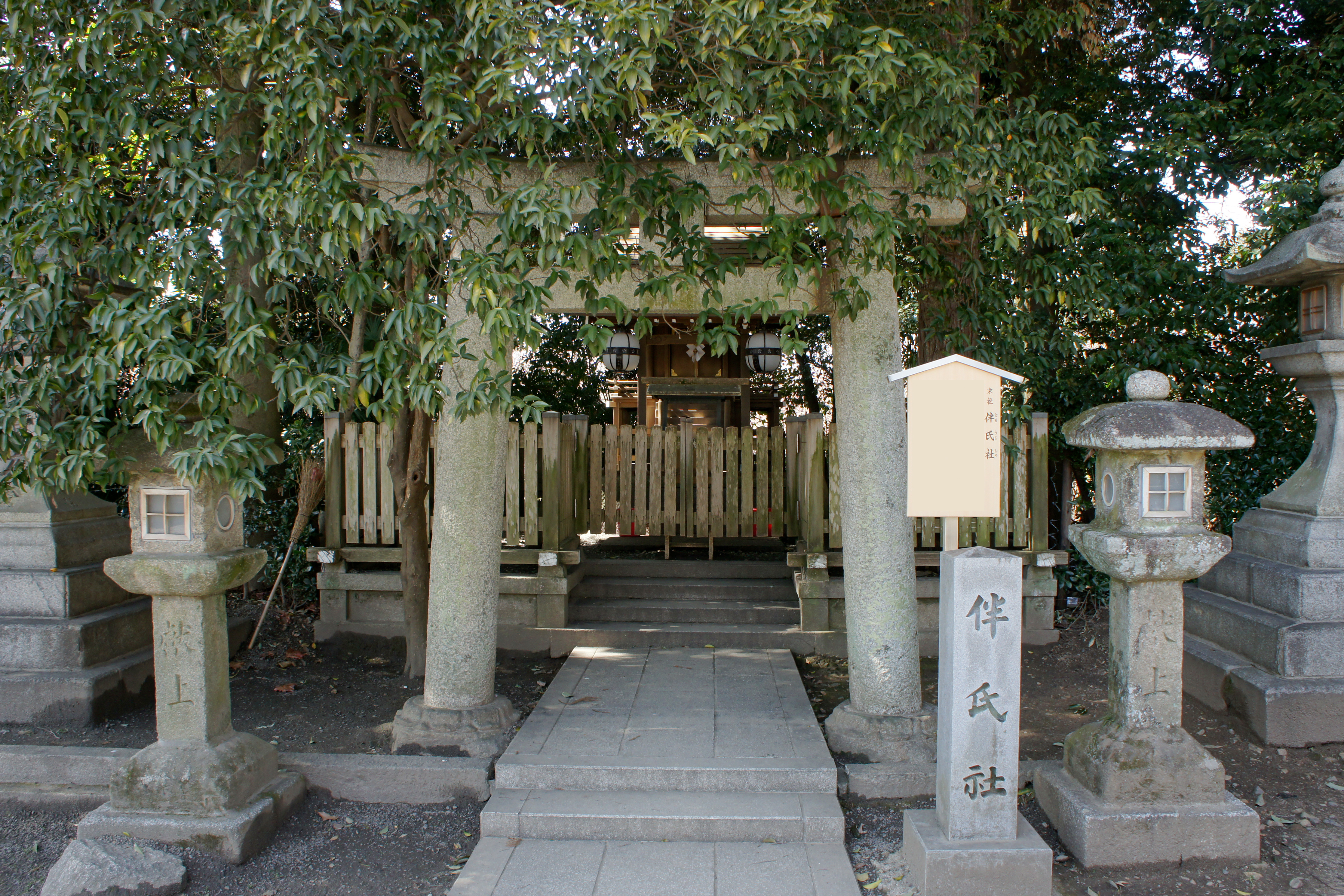
Rengekamebara torii
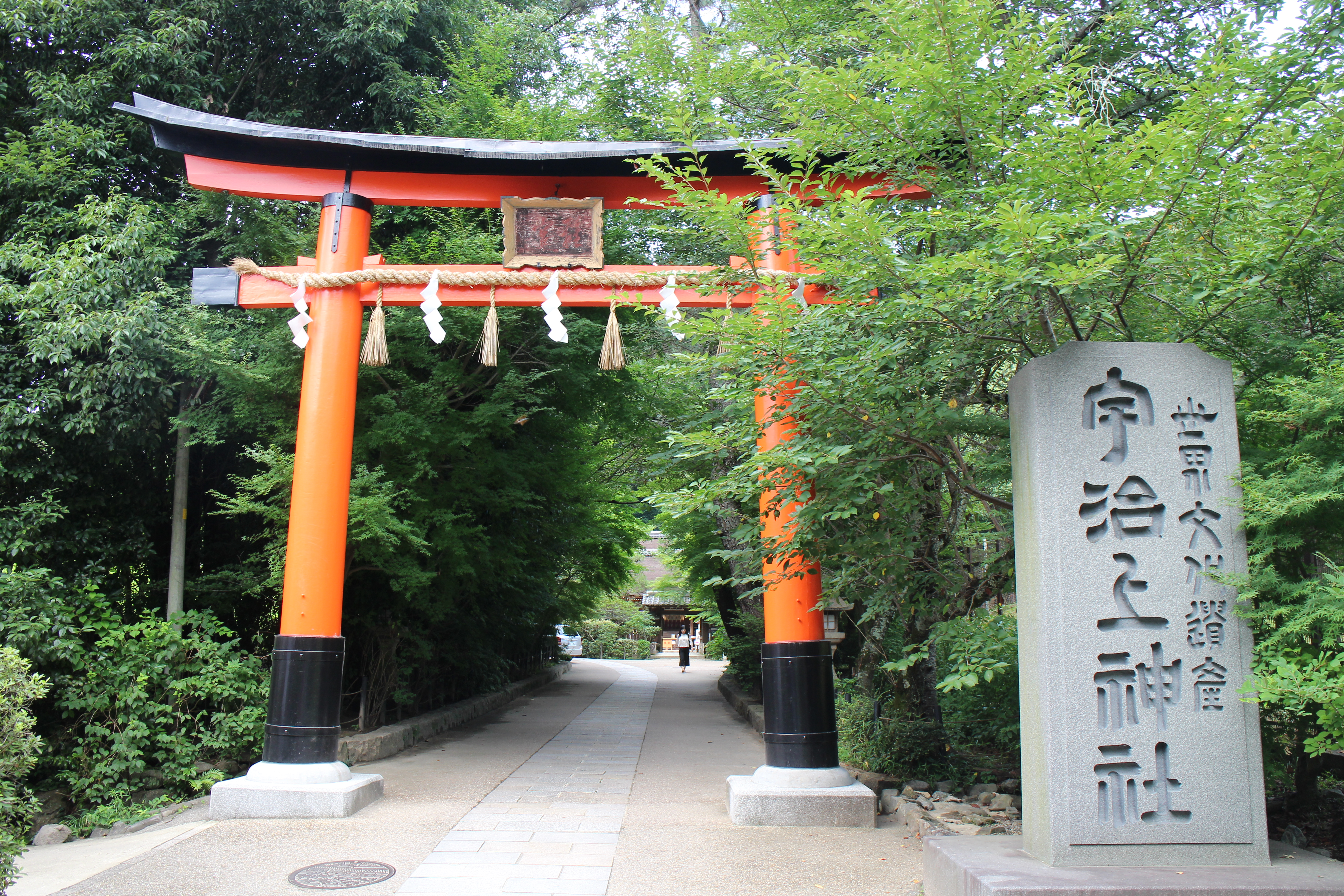
Waraza torii
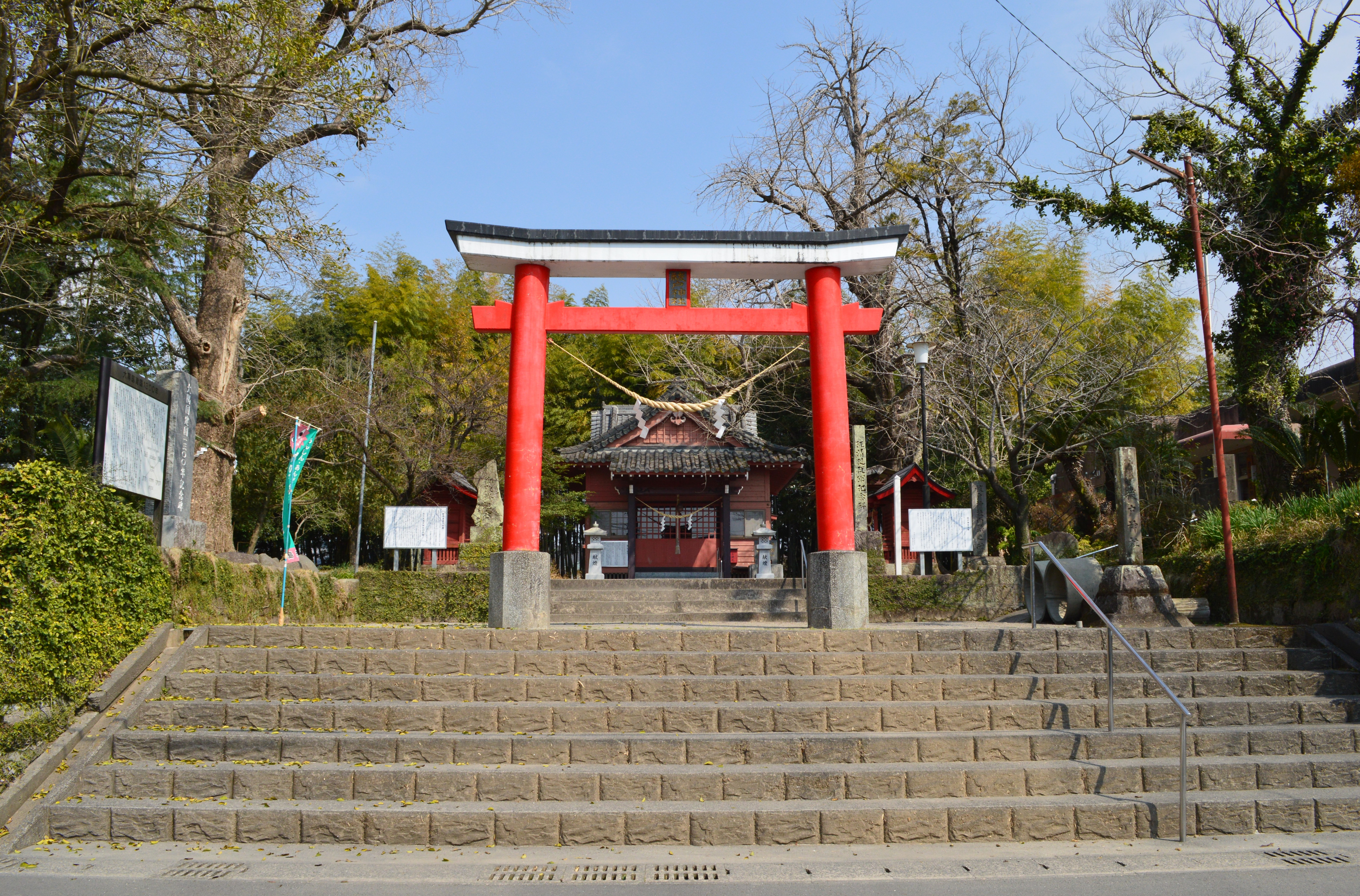
Ōsumi torii
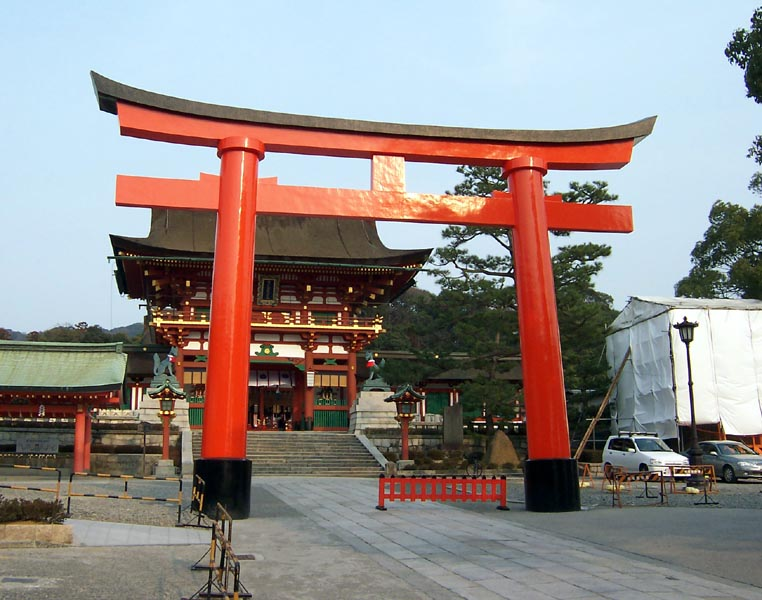
Daiwa torii
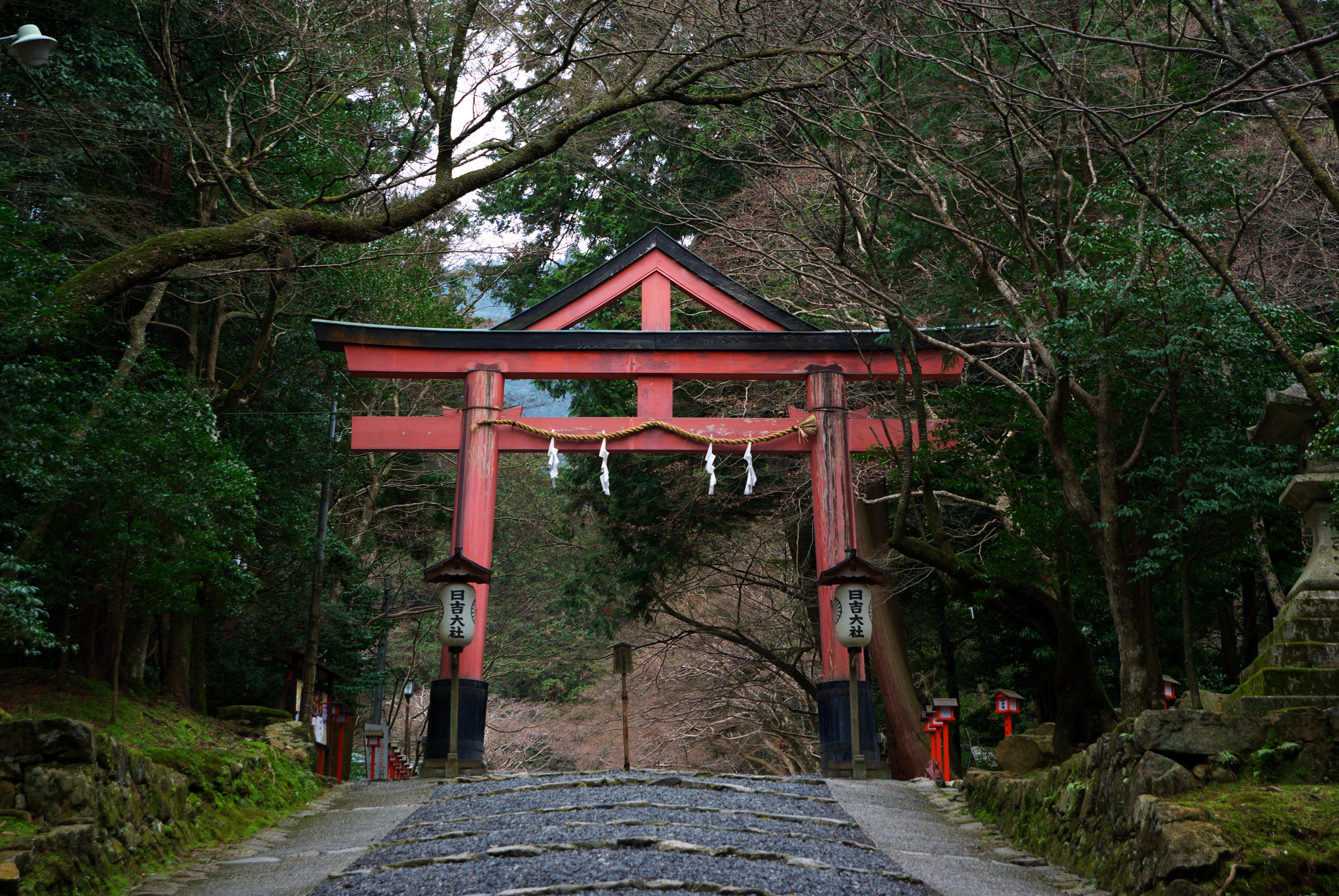
Sannō torii
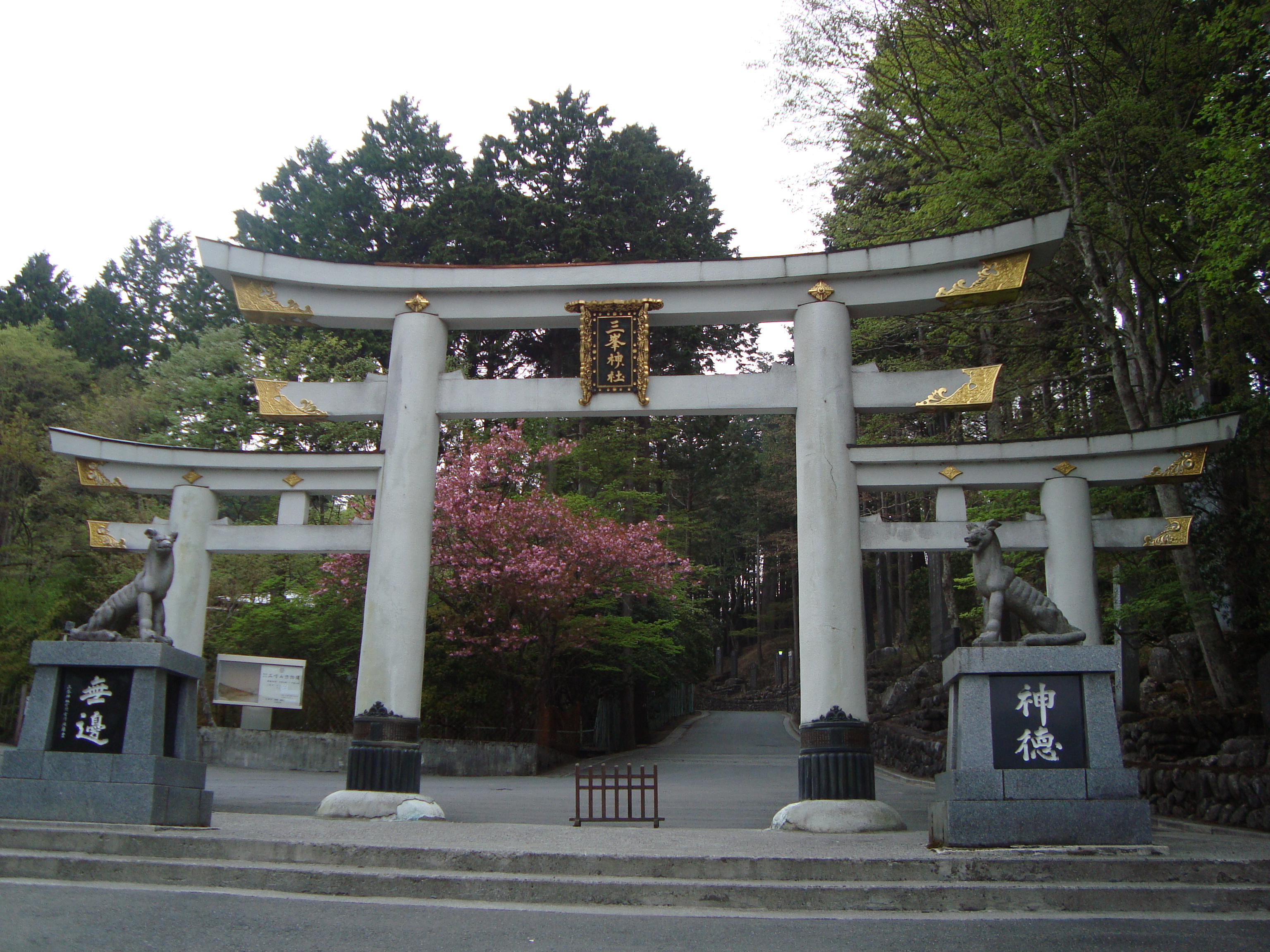
Miwa torii
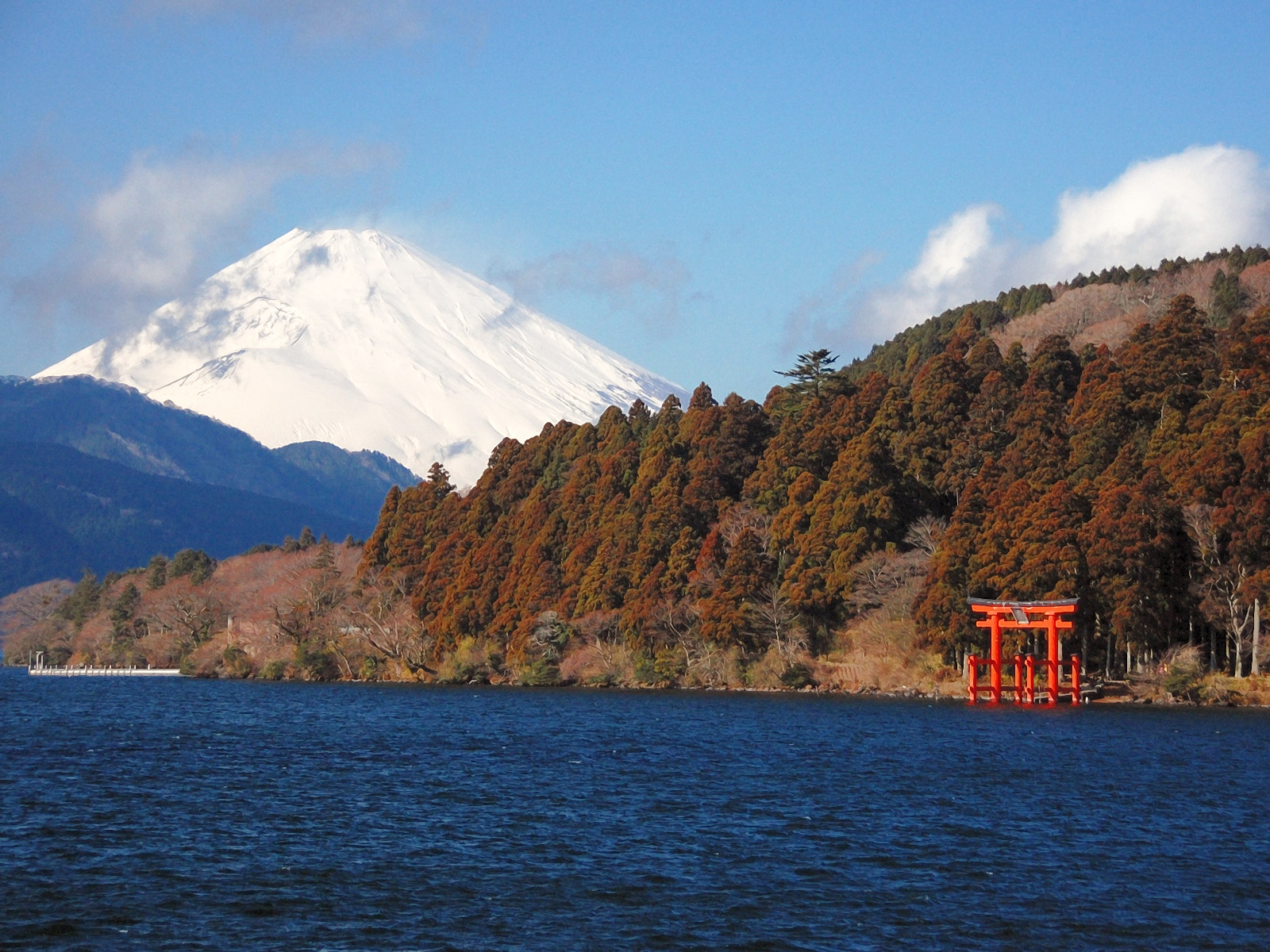
Ryōbu torii
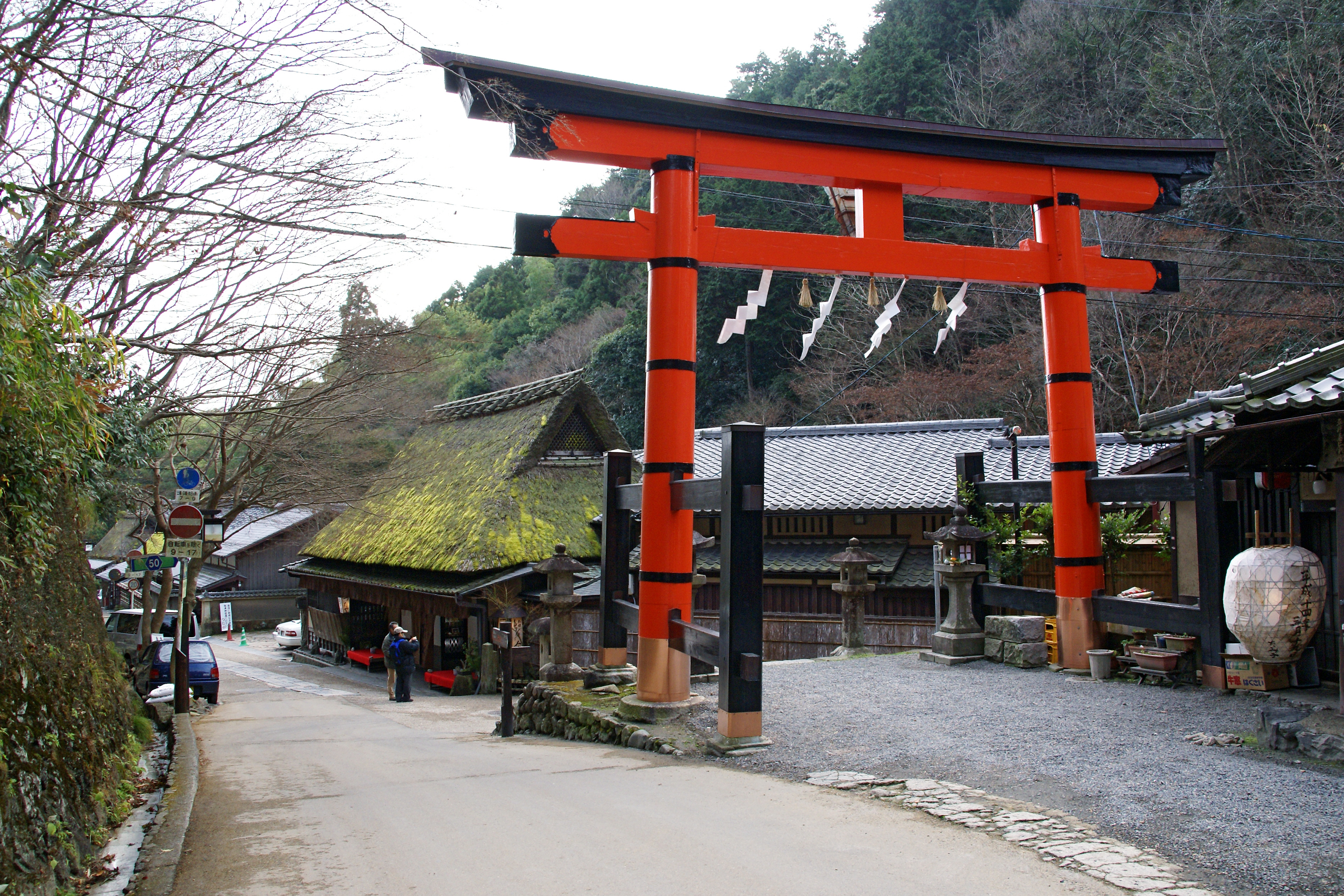
Atagoryōbu torii
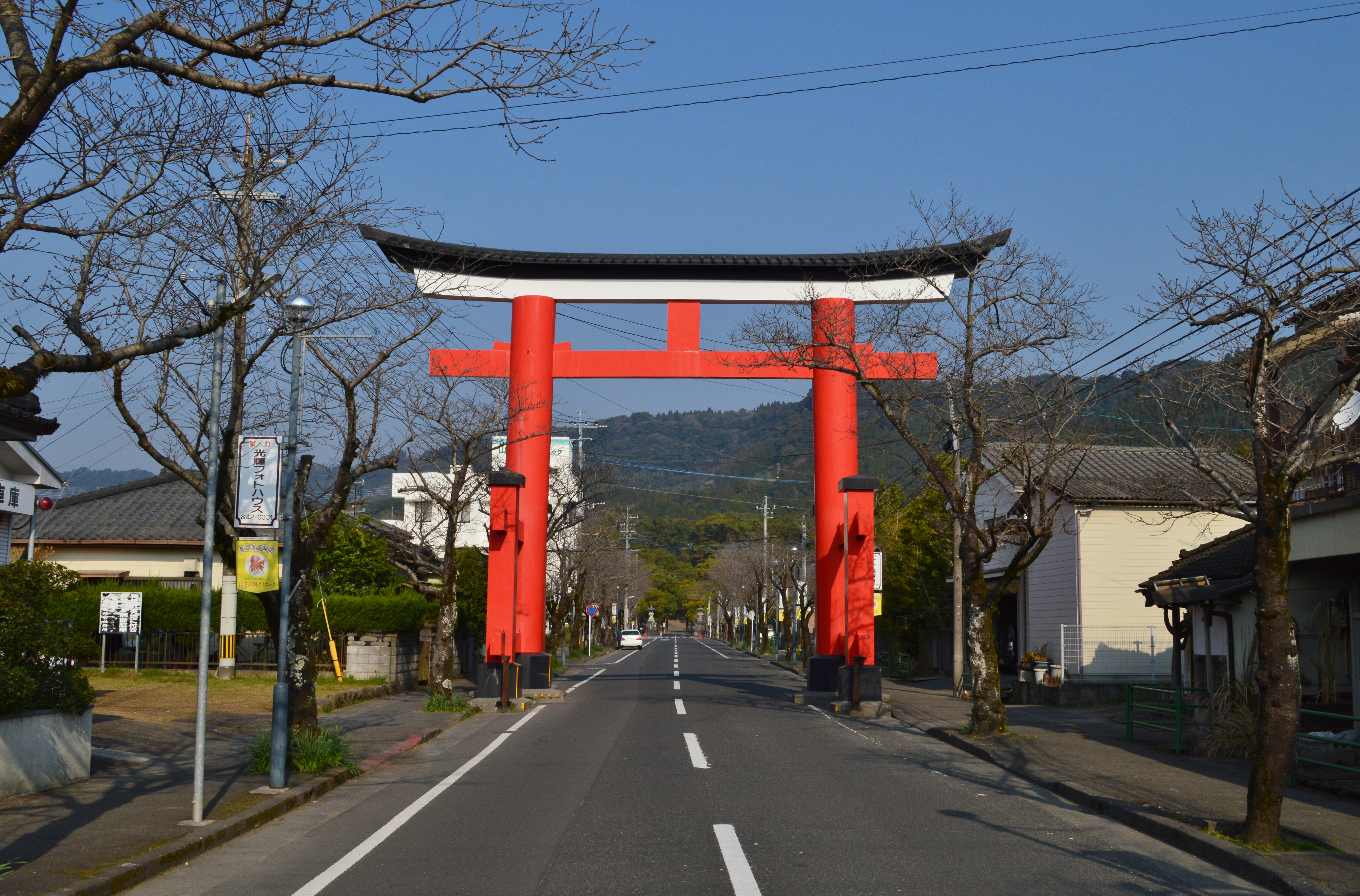
Ōsumiryōbu torii
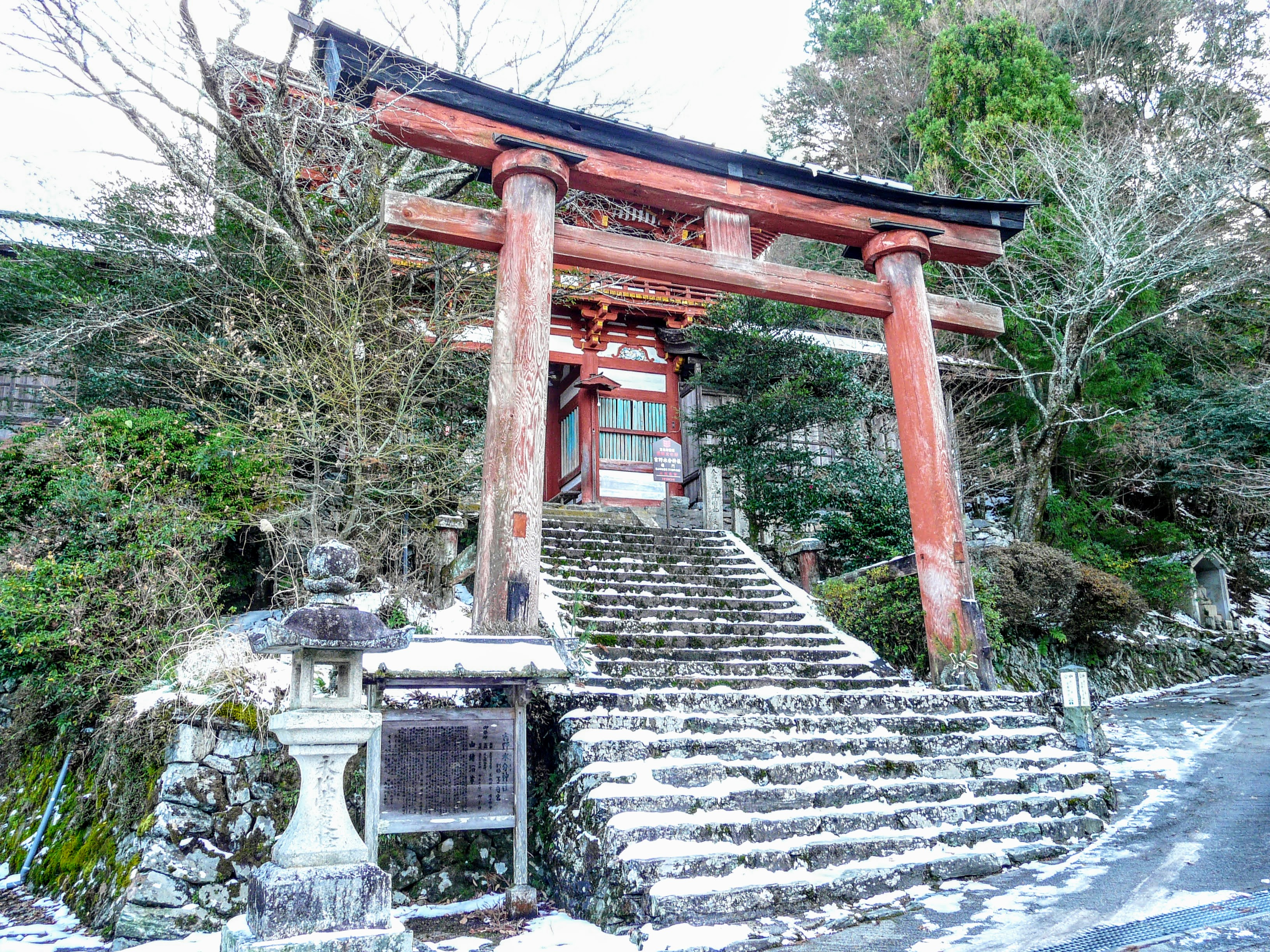
Hanryōbu torii
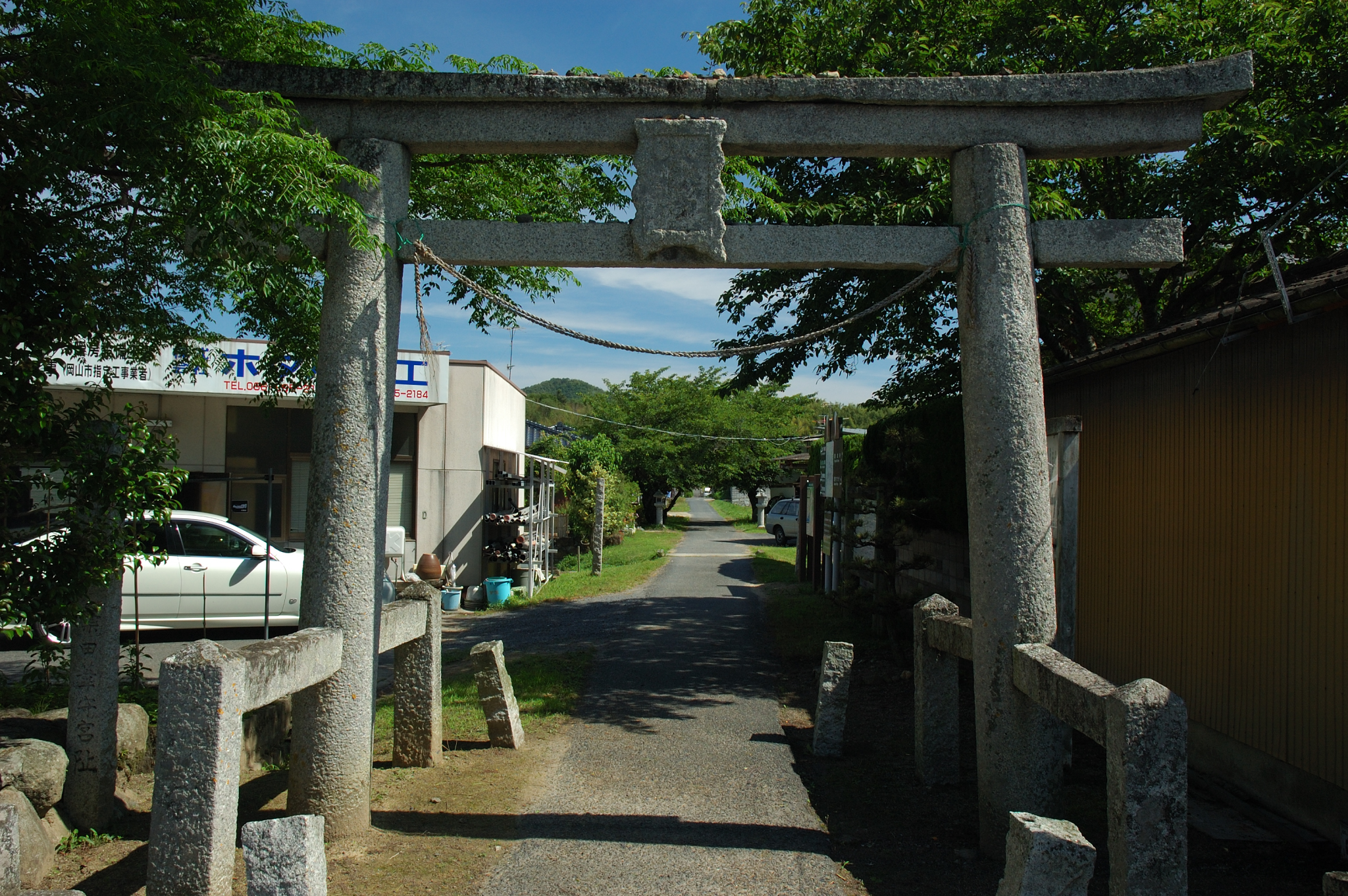
Tannukiryōbu torii
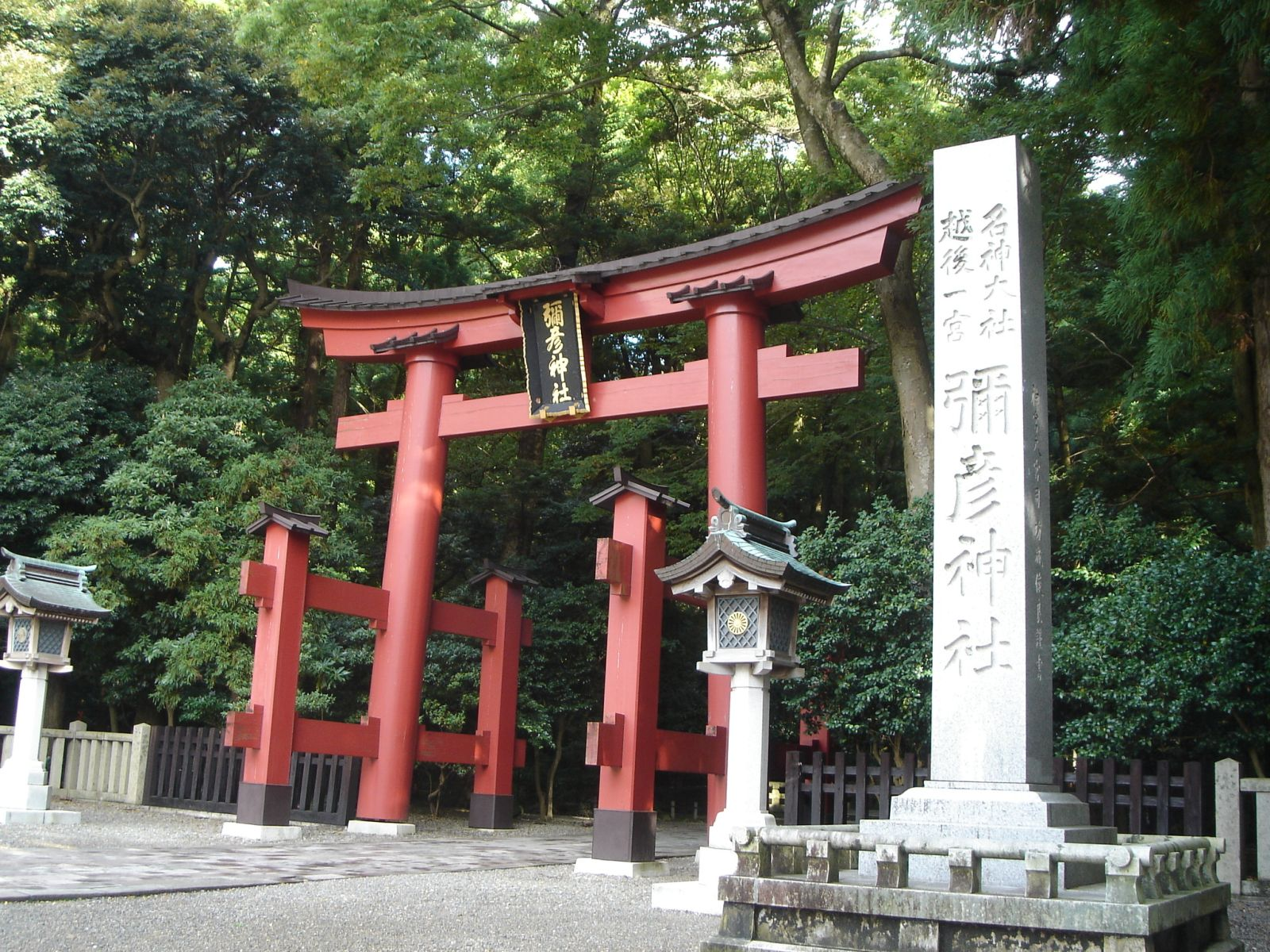
Yahiko torii
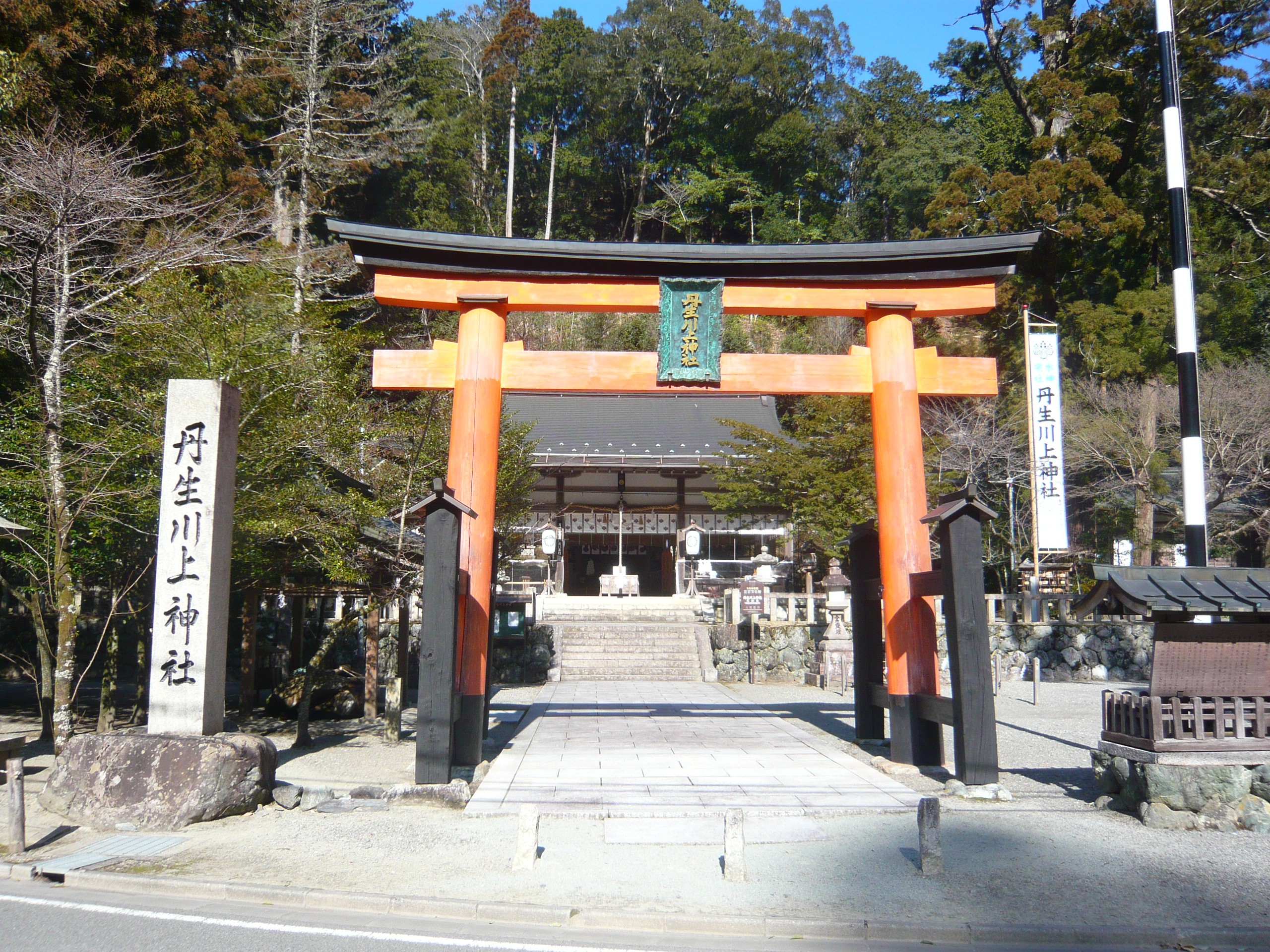
Atagoyahiko torii
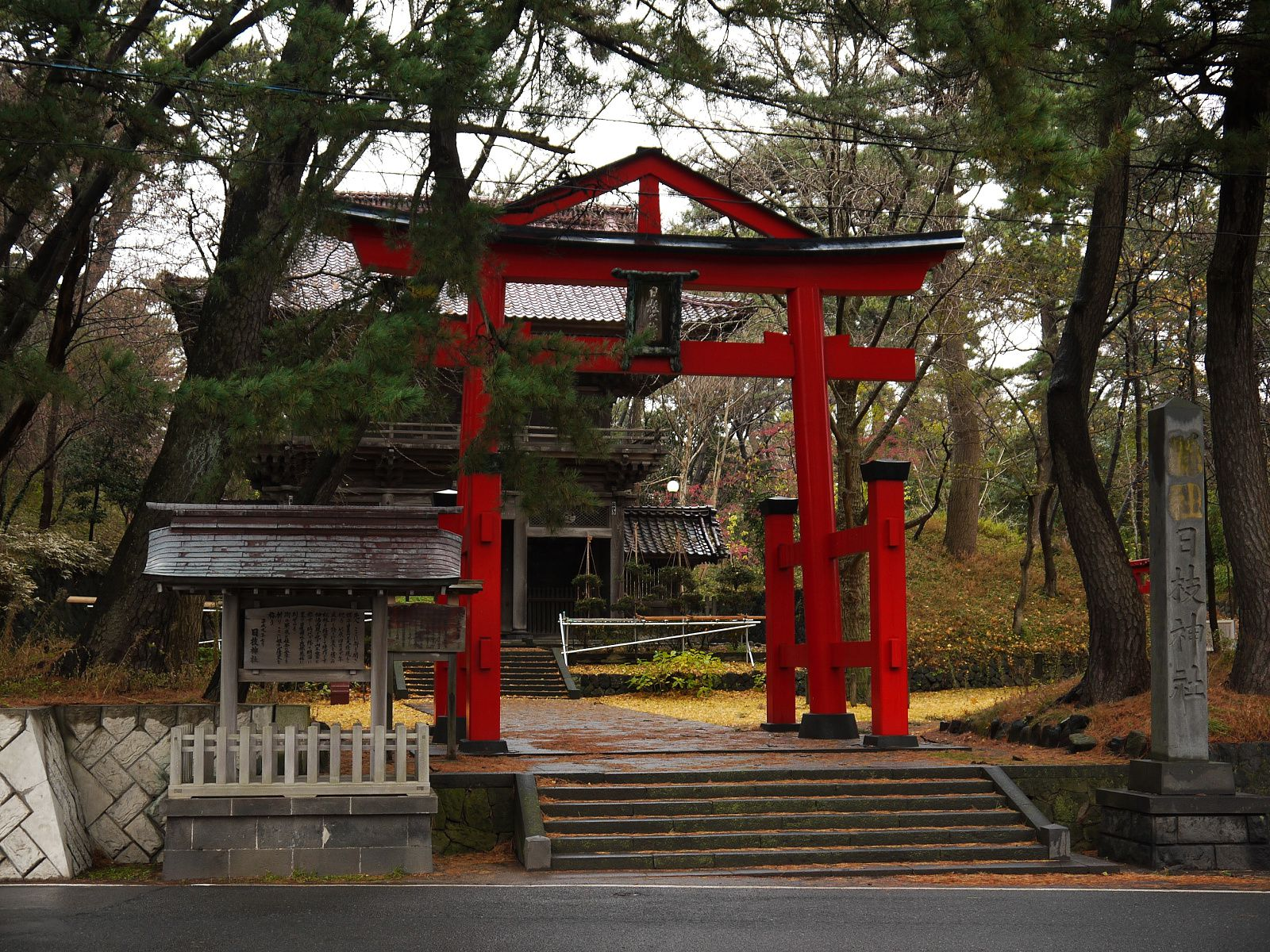
Shimohie torii
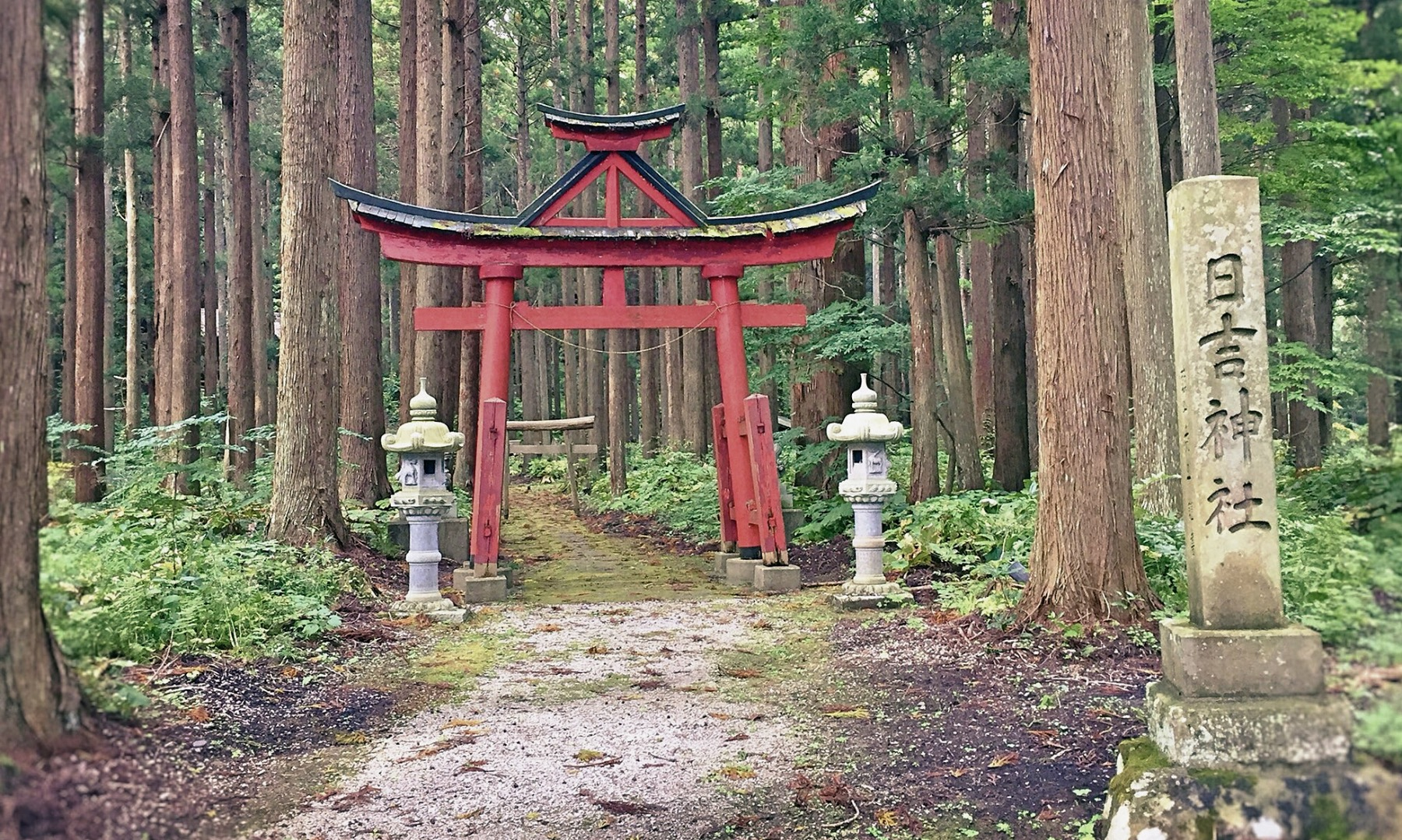
Kyōfūnijū torii
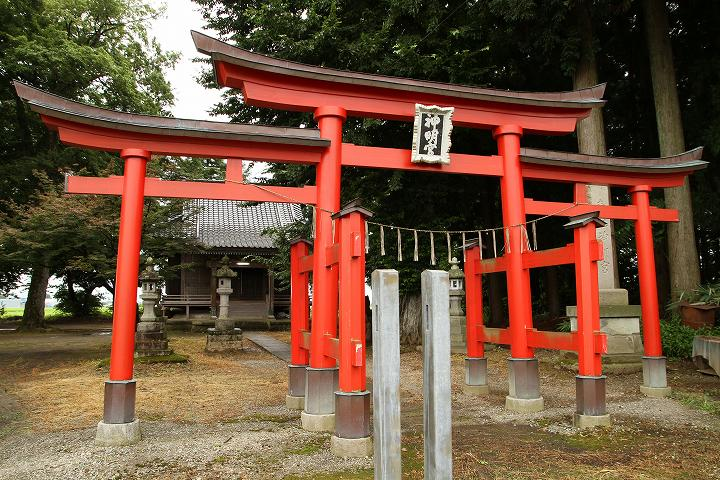
Miwaryōbu torii
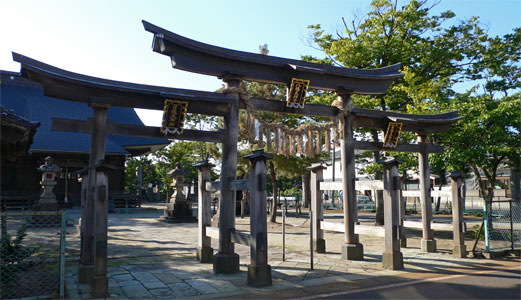
Miwayahiko torii
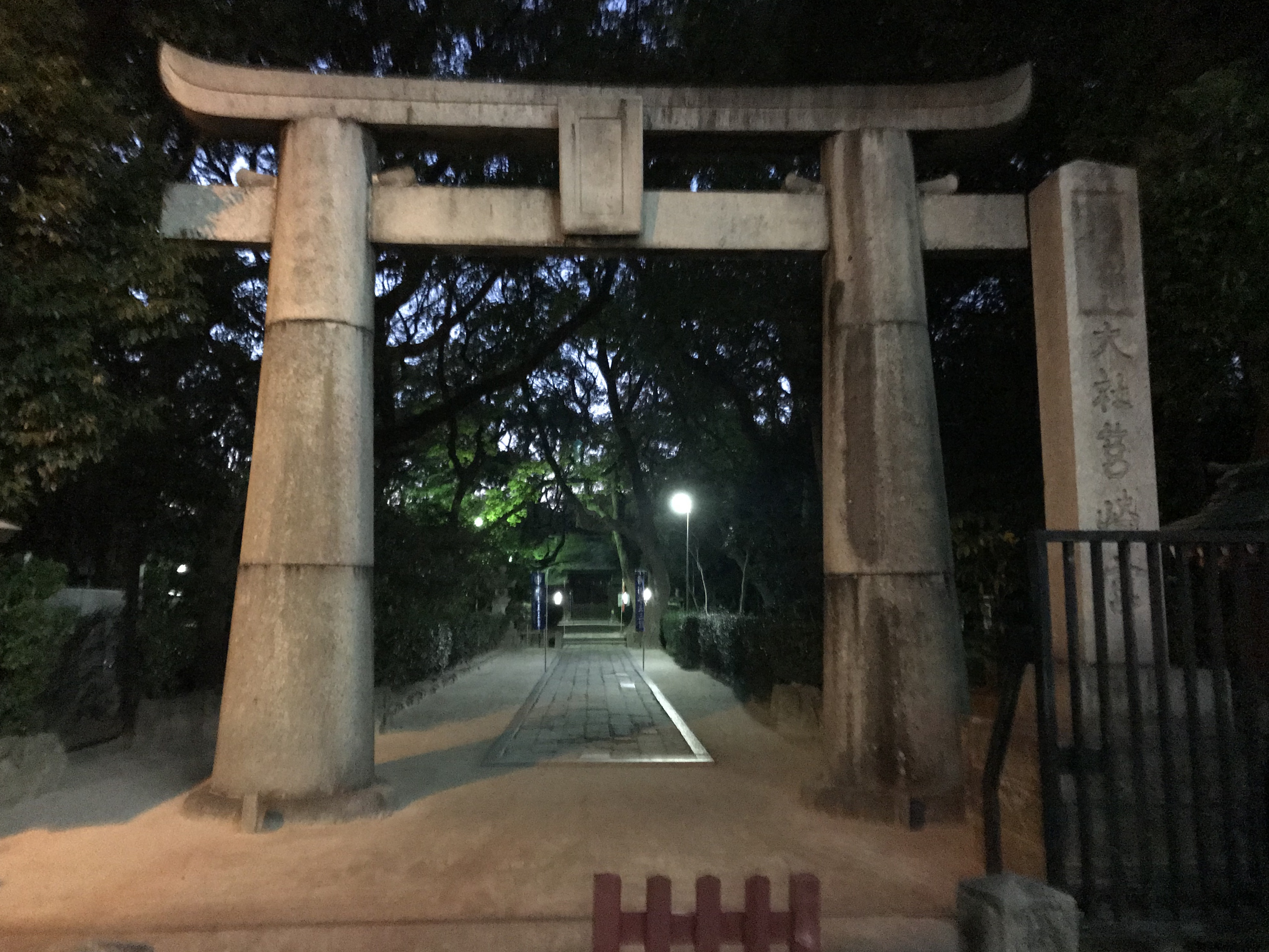
Hakozaki torii
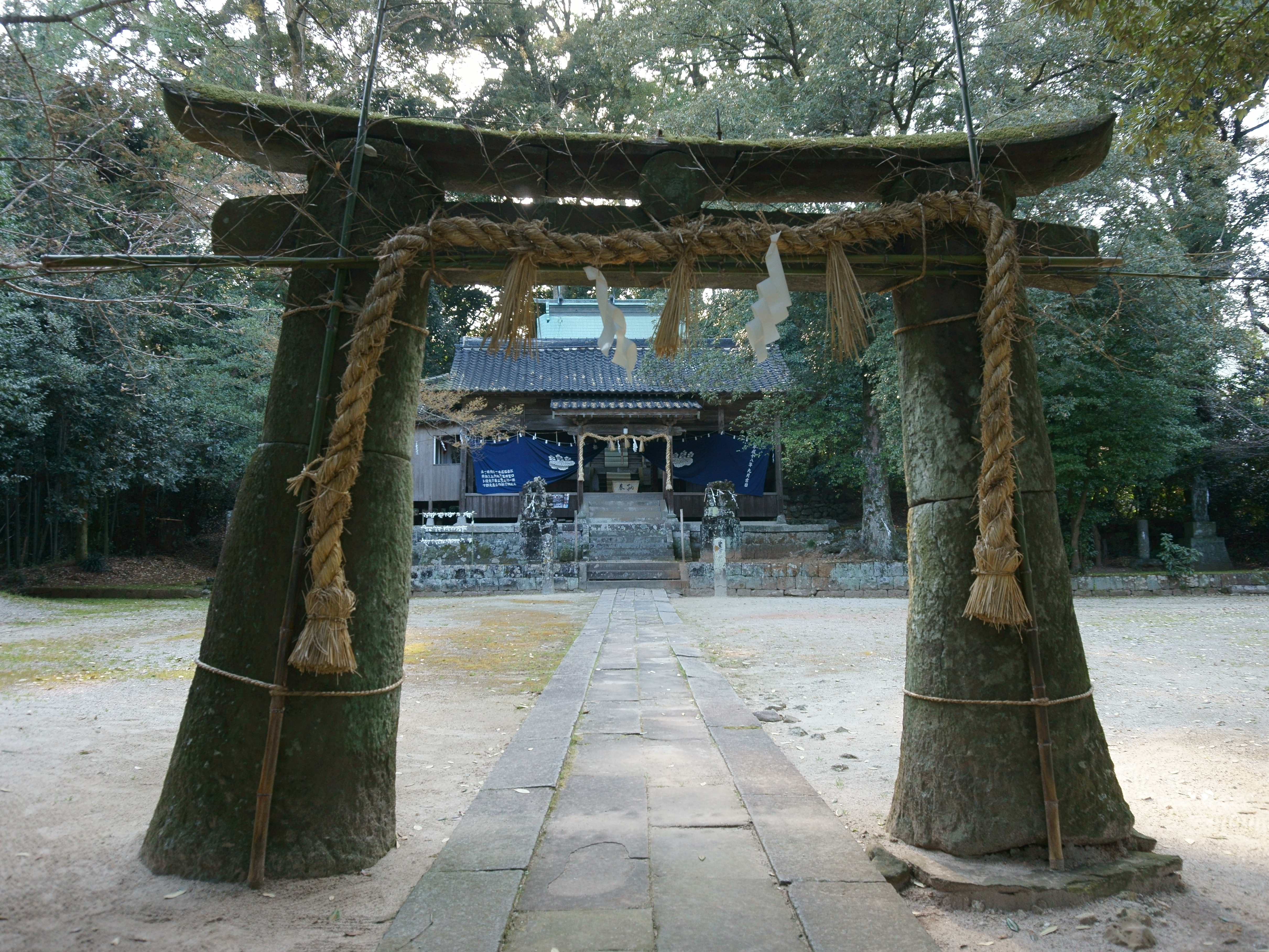
Hizen torii
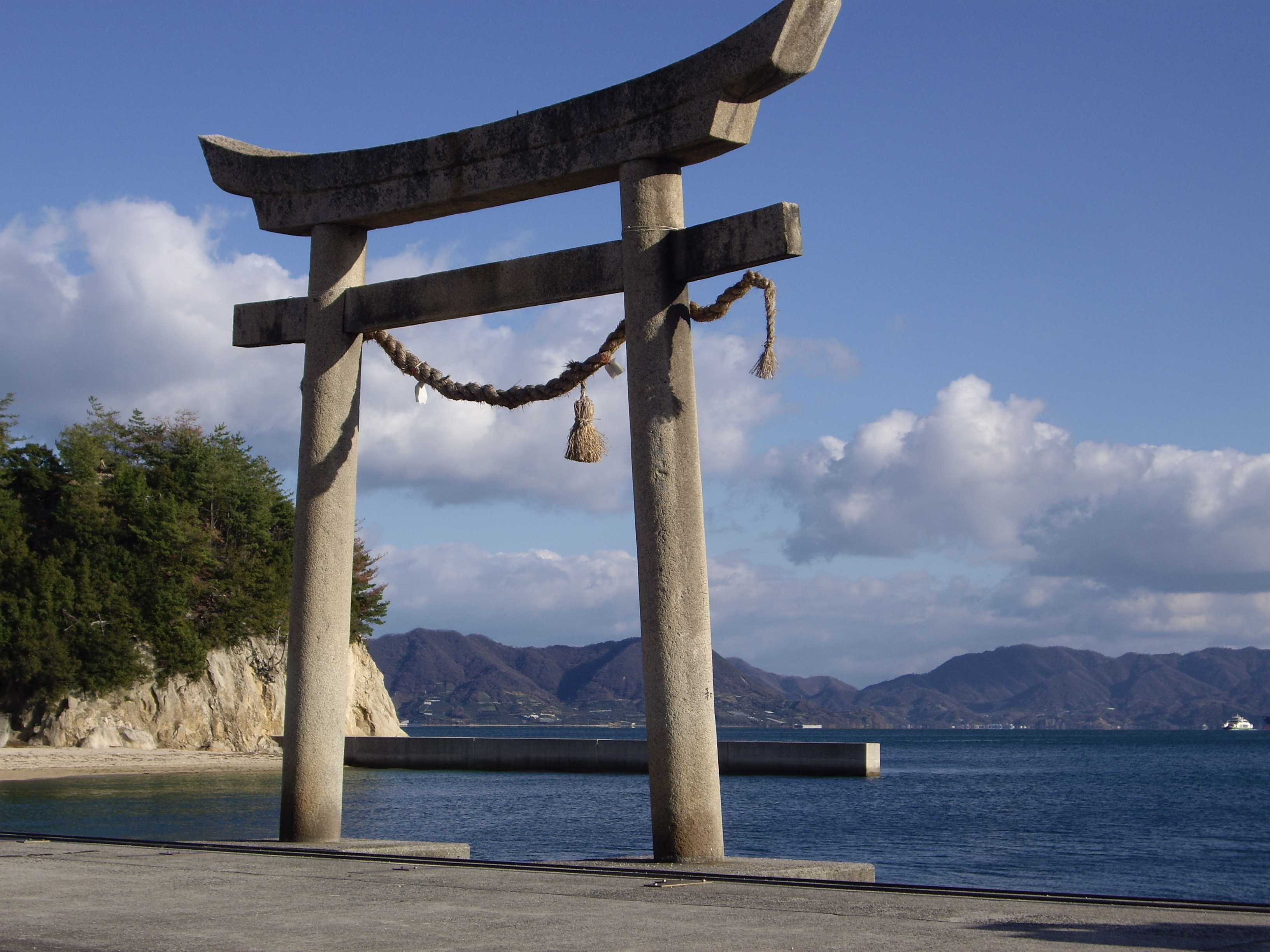
Gakuzukanashi torii
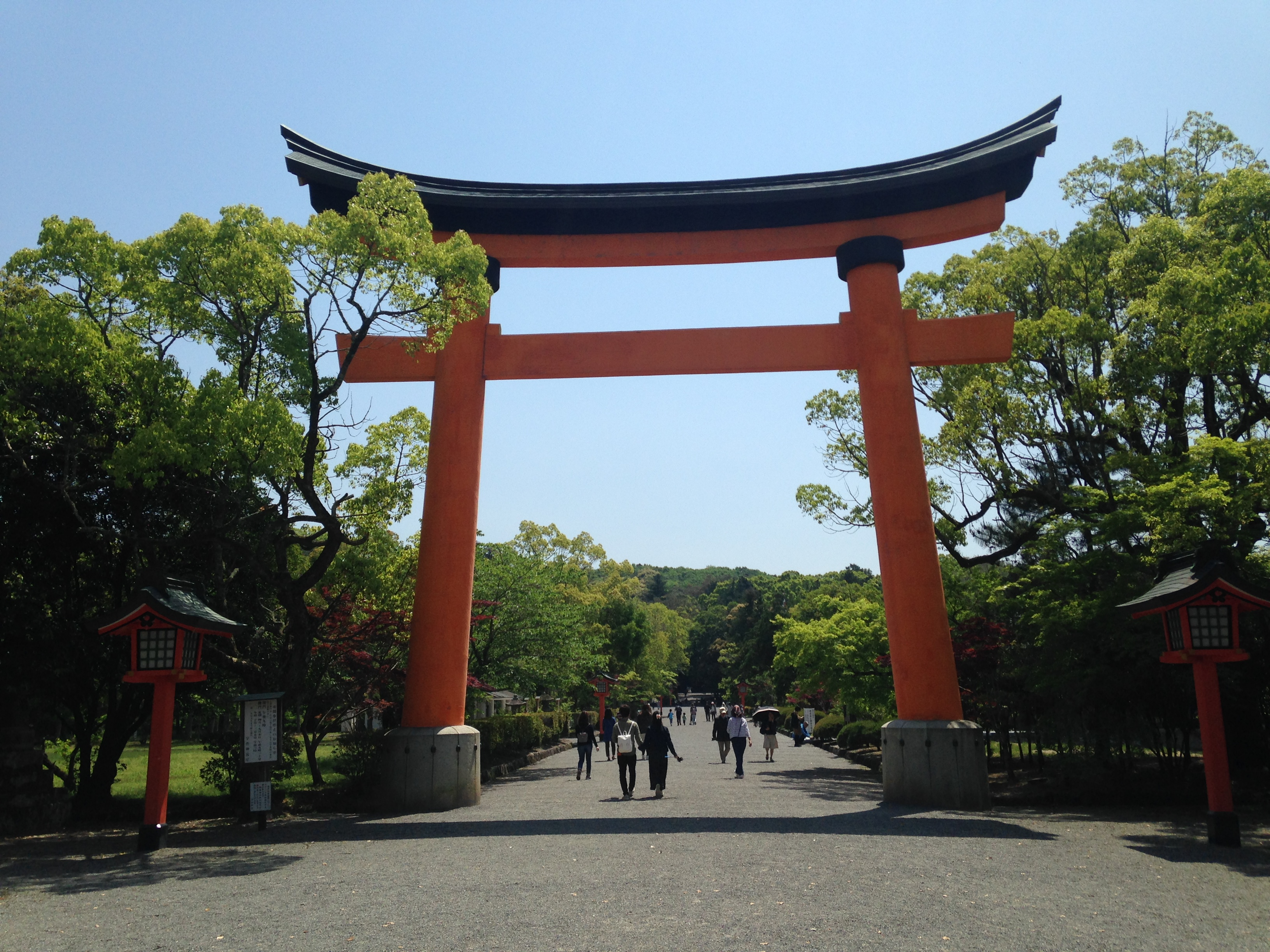
Usa torii
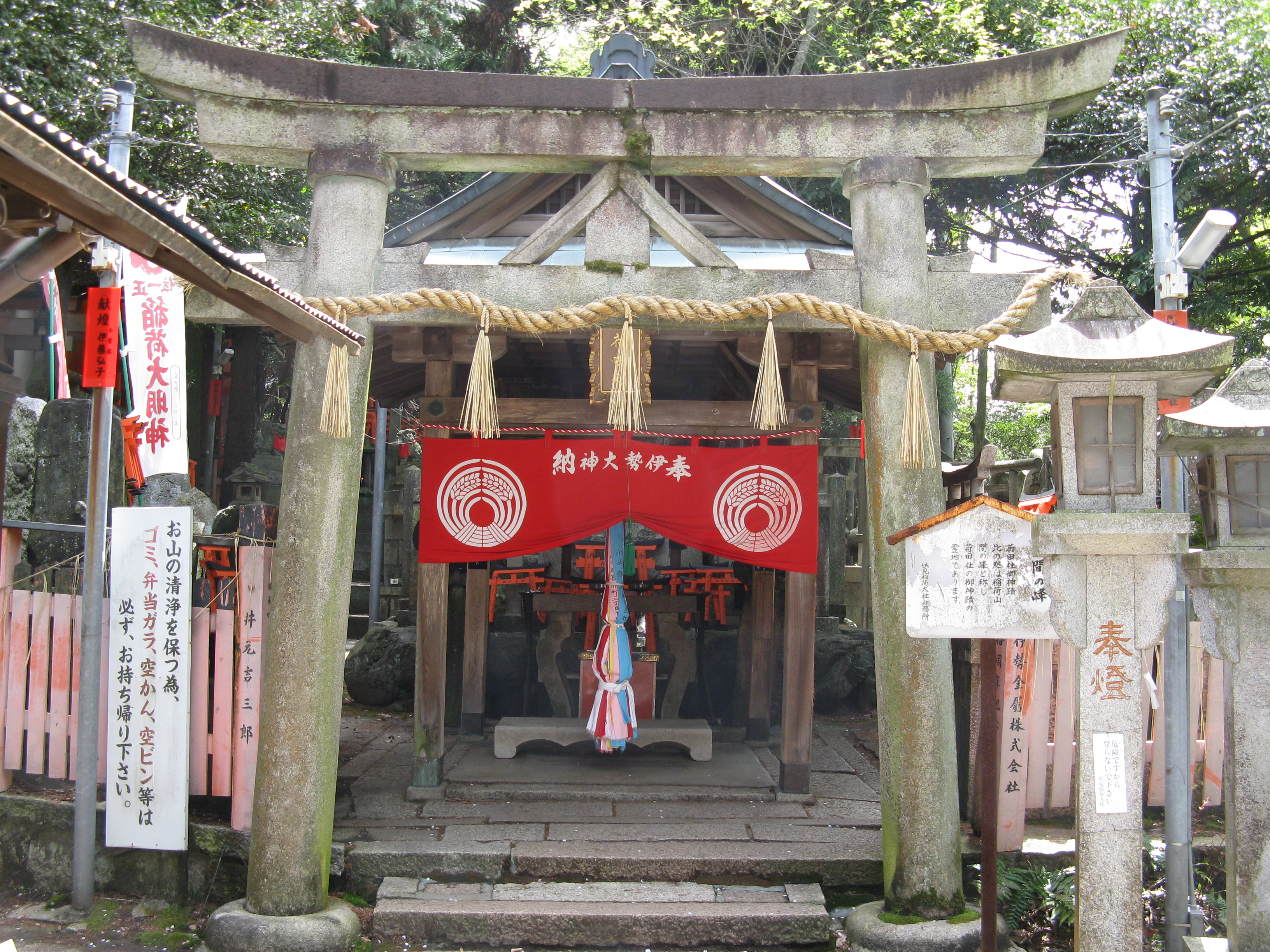
Nune torii
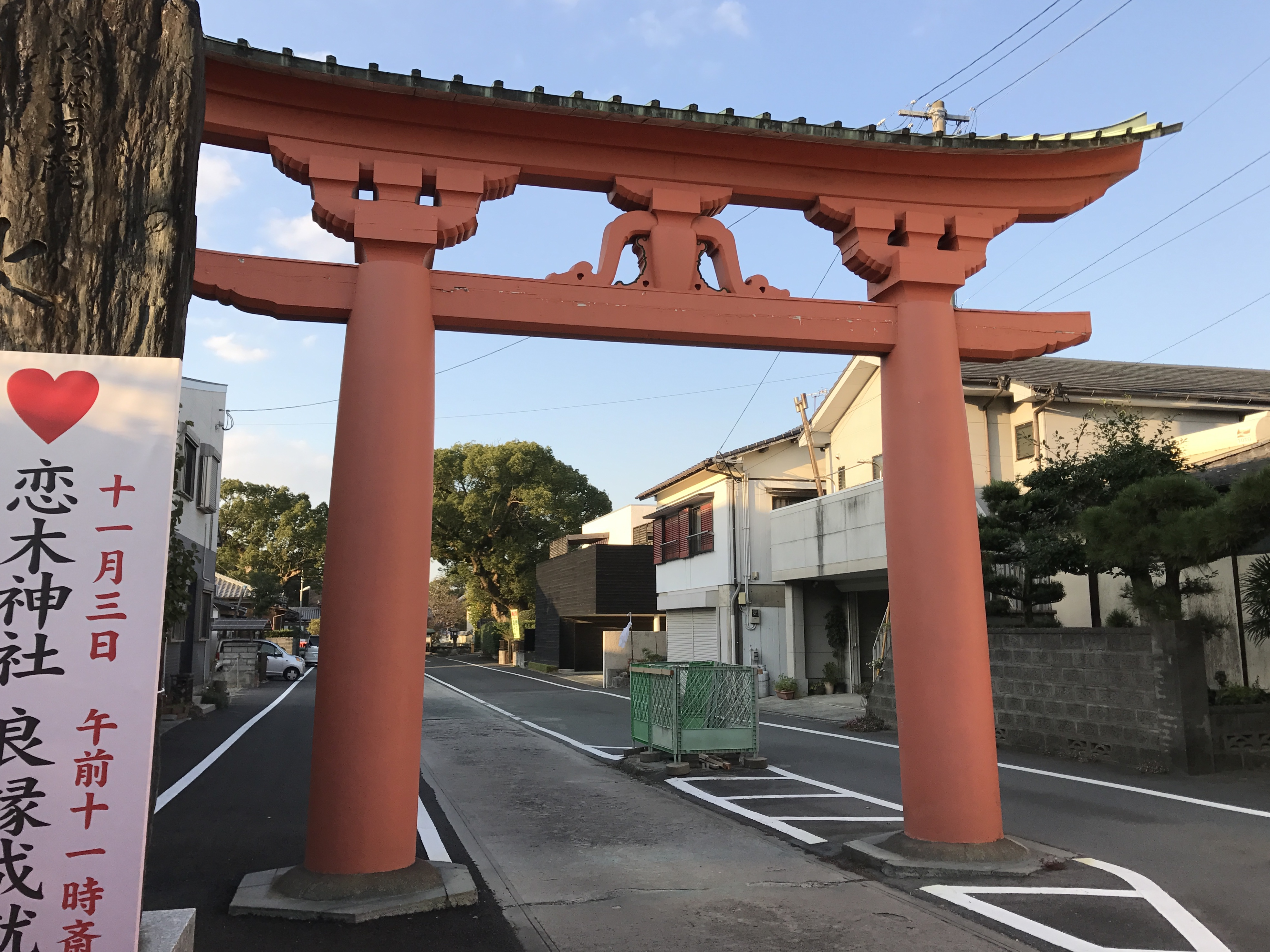
Togumi torii
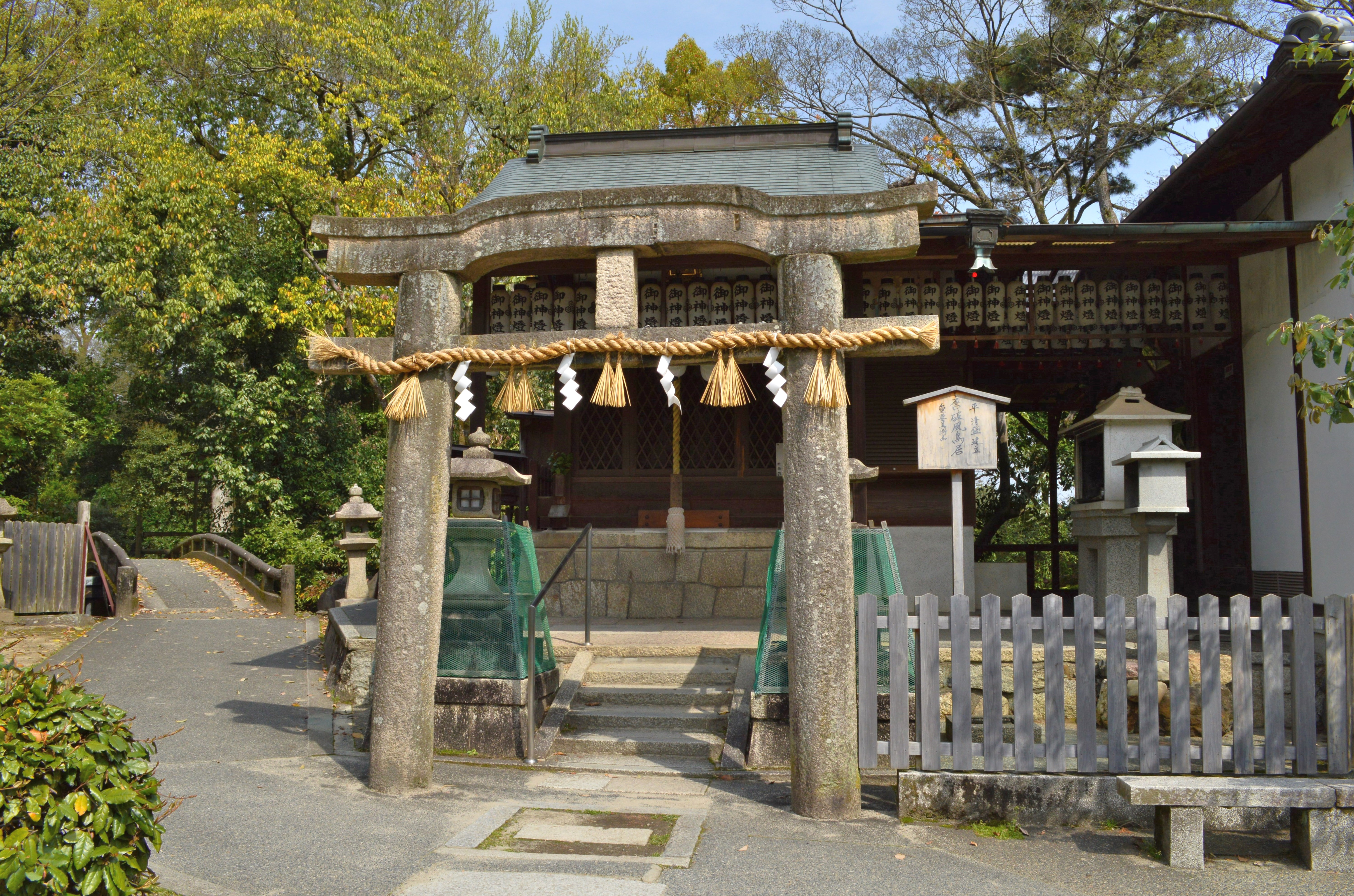
Karahafu torii
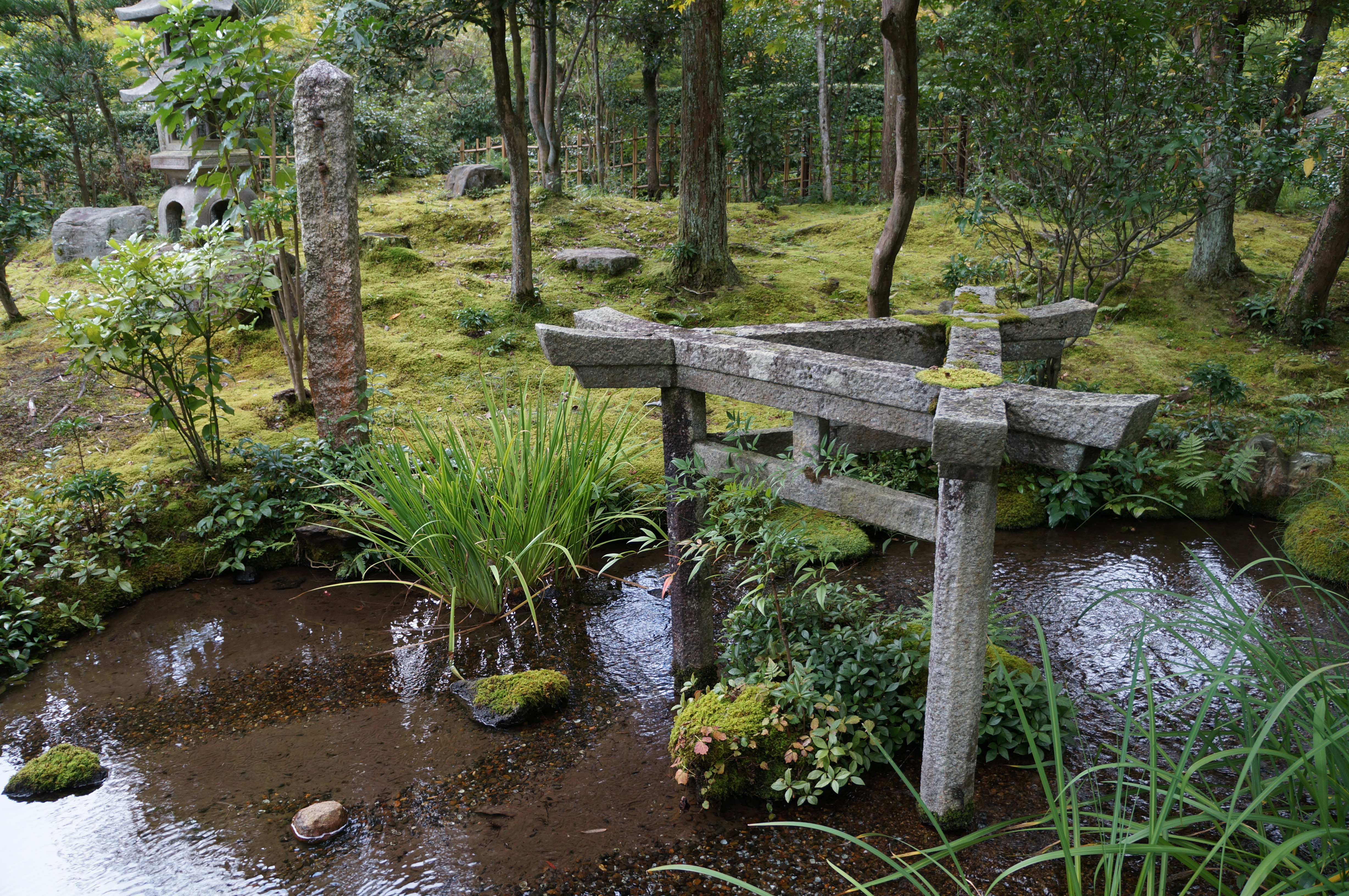
Myōjinmihashira torii
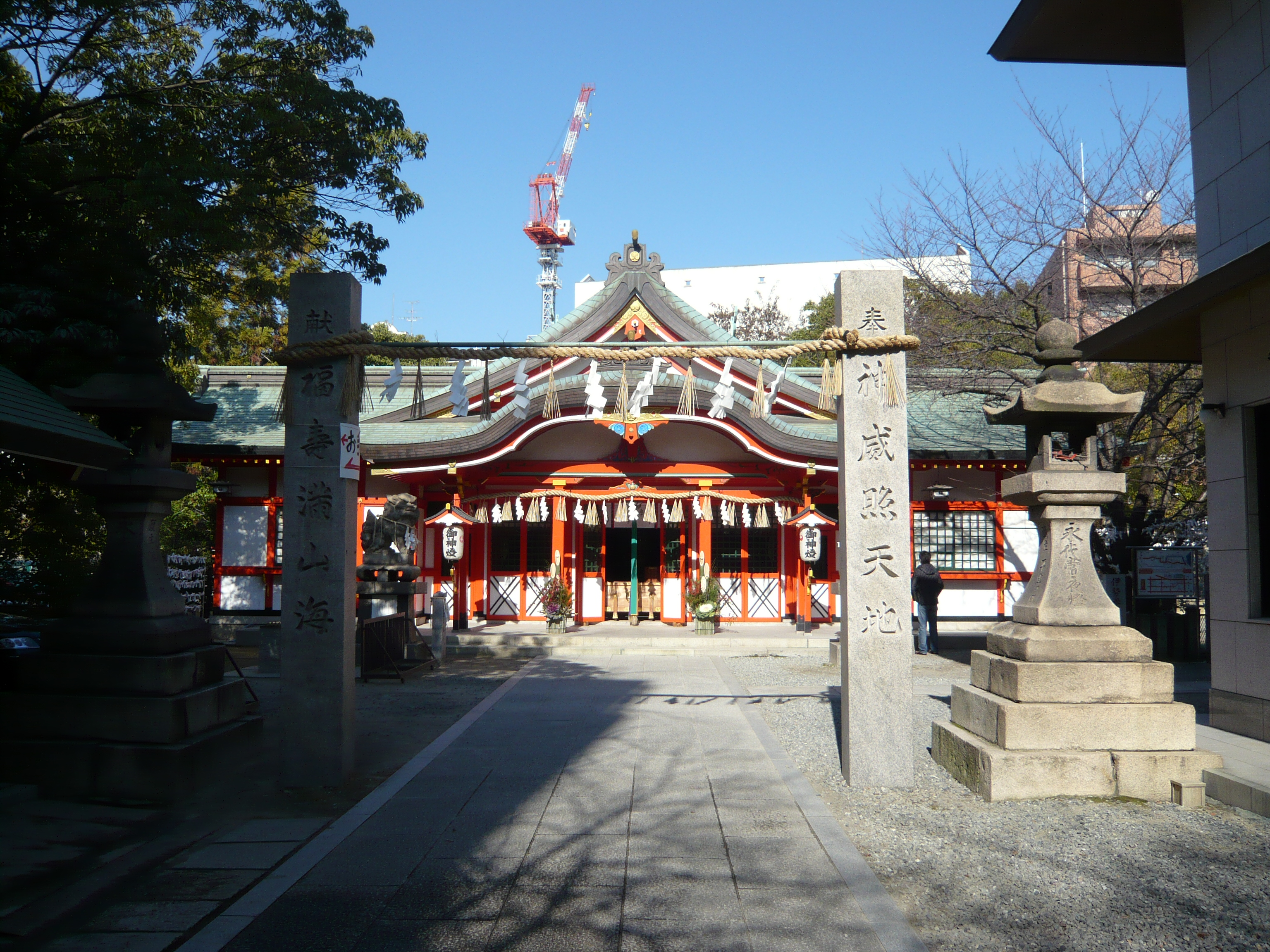
Shime torii
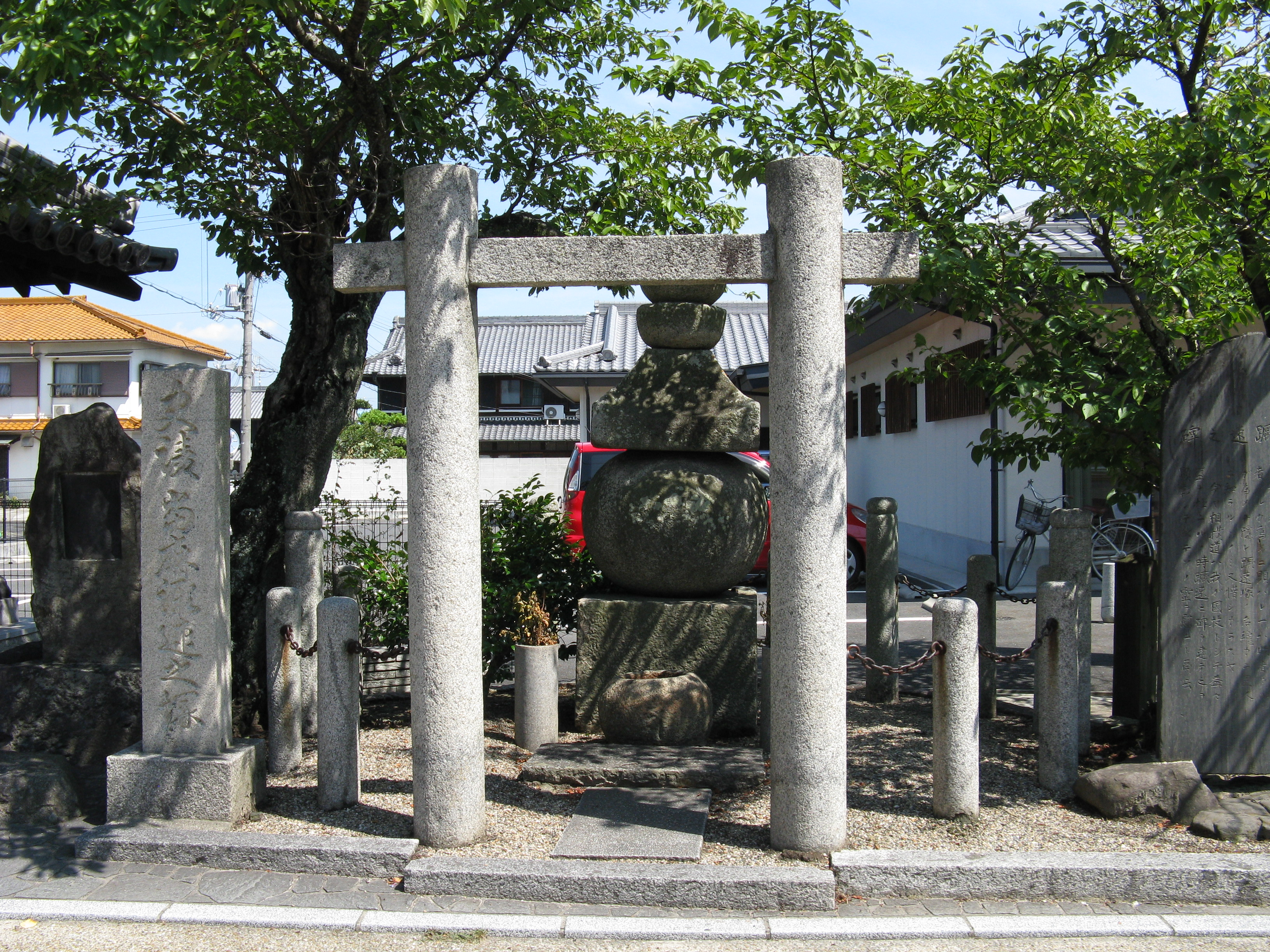
Shimekake torii
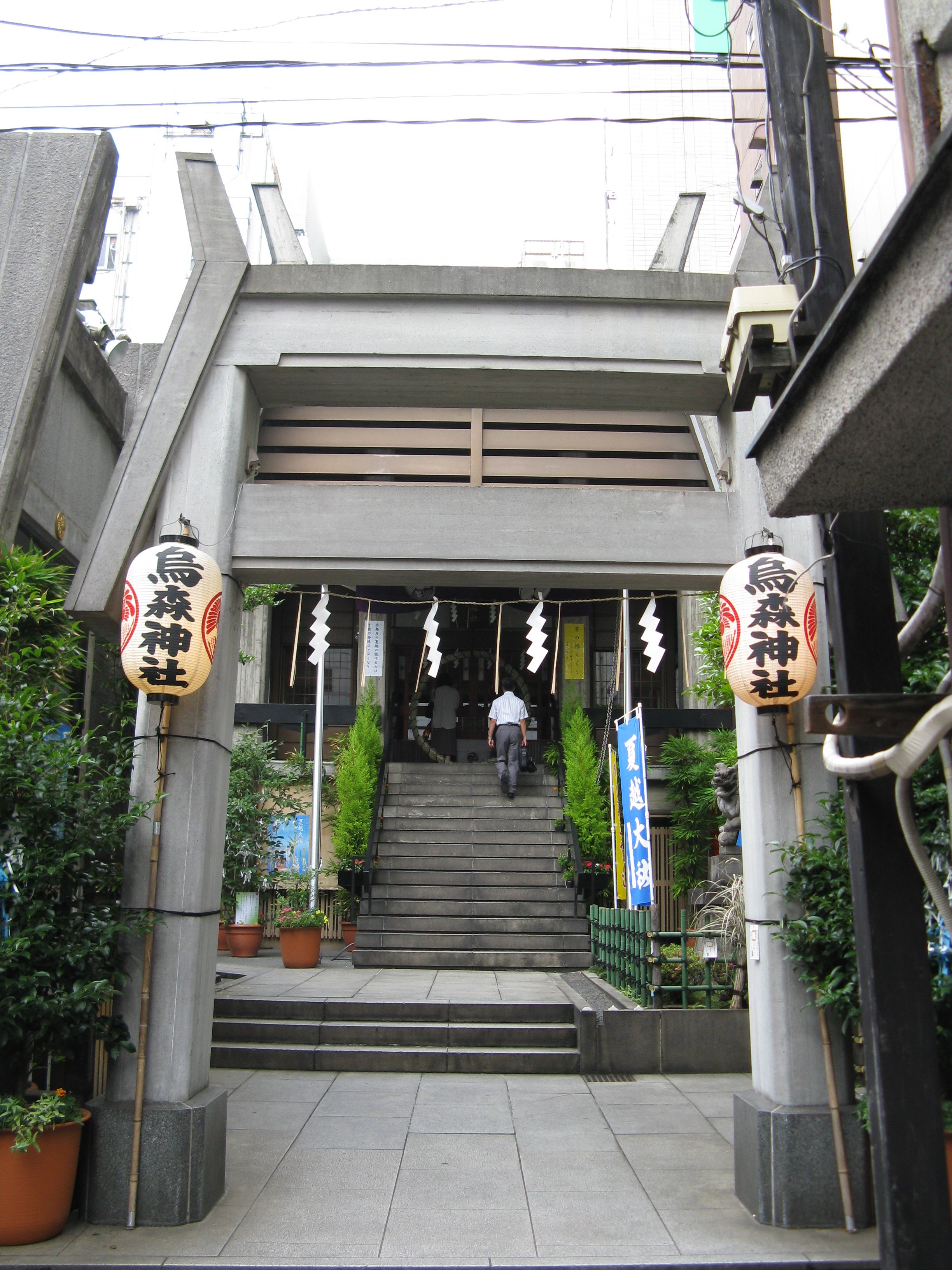
Karasumori tori